# 미국의 노예제 폐지운동

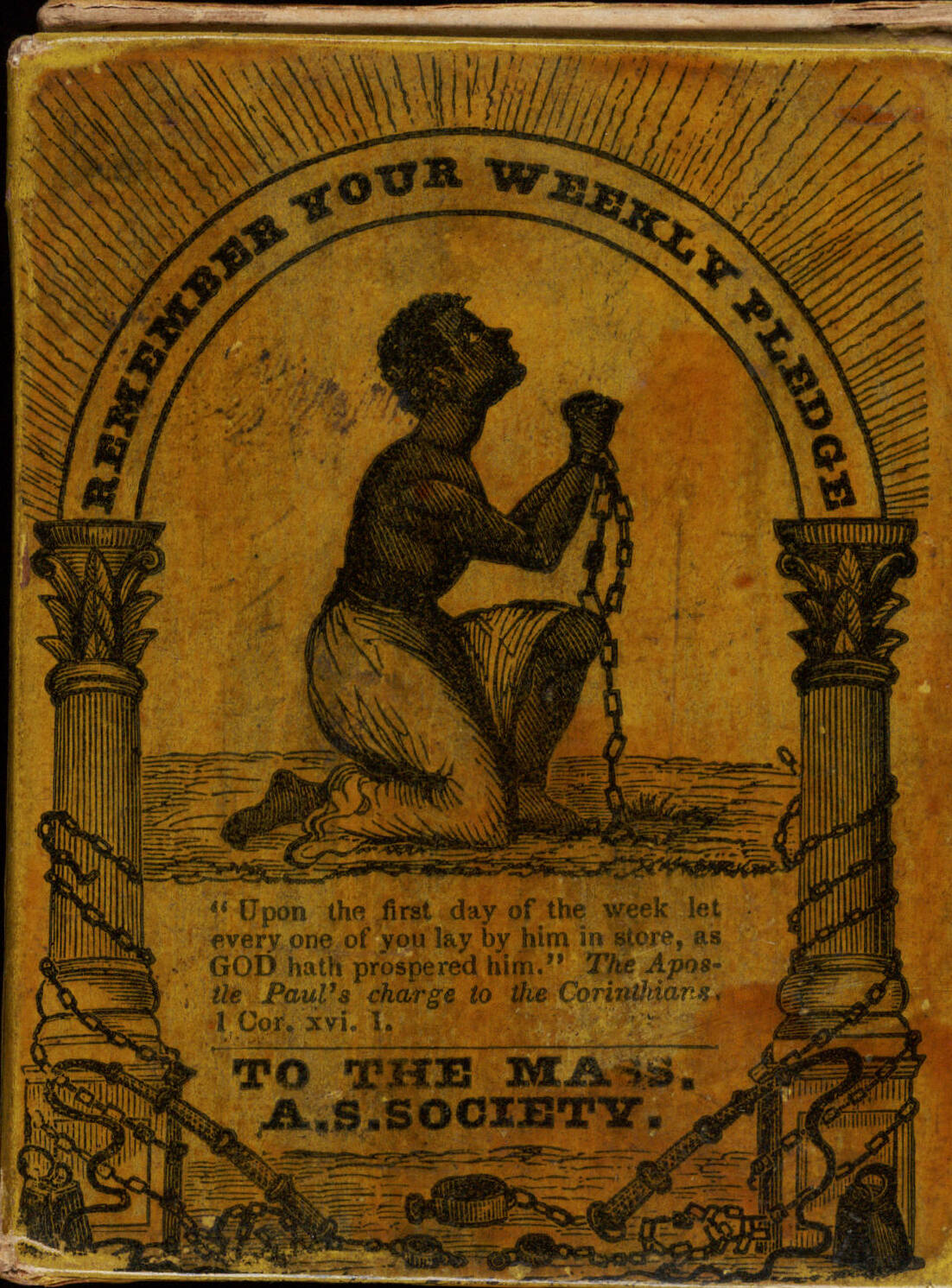
c. 1850 매사추세츠 노예제 폐지협회 모금함, 부분적으로는 웨지우드 노예제 폐지 메달을 기반으로 디자인되었다

미국에서 노예제 종식을 추구했던 운동인 노예제 폐지운동은 미국의 식민지 시대부터 남북 전쟁까지 활발히 활동했으며, 전쟁의 종결로 인해 미국 수정 헌법 제13조(1865년 비준)를 통해 범죄에 대한 처벌을 제외하고 미국 노예제가 폐지되었다.
노예제 폐지 운동은 계몽시대에 시작되어 대서양 노예 무역의 종식에 초점을 맞추었다. 식민지 아메리카에서는 몇몇 독일인 퀘이커들이 1688년 저먼타운 퀘이커 노예제 반대 청원을 제출했는데, 이는 미국 노예제 폐지 운동의 시작을 알렸다. 미국 독립 전쟁 이전에는 복음주의 식민지 주민들이 인도주의적 윤리를 기반으로 노예제와 노예 무역에 대한 반대의 주요 지지자들이었다. 하지만 조지아 식민지의 설립자인 제임스 오글소프와 같은 다른 이들도 노예제 폐지에 대한 정치적 동기를 가지고 있었다. 1735년 조지아 실험을 통해 노예제를 금지한 것은 부분적으로는 조지아의 도망 노예들과 스페인과의 협력을 막기 위함이었는데, 오글소프는 8년 전 블러디 마시 전투에서 스페인이 패배한 후 1750년에 이 법안을 철회했다.
혁명 시대에는 모든 주가 국제 노예 무역을 폐지했지만, 사우스캐롤라이나주는 그 결정을 번복했다. 독립 전쟁과 1804년 사이에 북부의 각 주에서 법률, 헌법 또는 법원 판결을 통해 노예제를 점진적 또는 즉각적으로 폐지했다. 남부 주들 중 어느 곳도 유사한 정책을 채택하지 않았다. 1807년, 의회는 노예 수입 금지법을 1808년 1월 1일부터 발효되는 범죄로 규정했는데, 이는 헌법 제1조 제9절이 허용한 즉시였다. 윌리엄 로이드 개리슨과 프레더릭 더글러스 같은 지도자들 아래 소수이지만 헌신적인 그룹은 19세기 중반에 노예제 폐지를 주장했다. 존 브라운은 무력으로 노예제를 종식시키려는 옹호자이자 민병대 지도자가 되었다. 남북 전쟁에서 즉각적인 노예 해방은 1861년 연방의 전쟁 목표가 되었고, 1865년에 완전히 달성되었다.

## 역사

### 식민지 아메리카에서

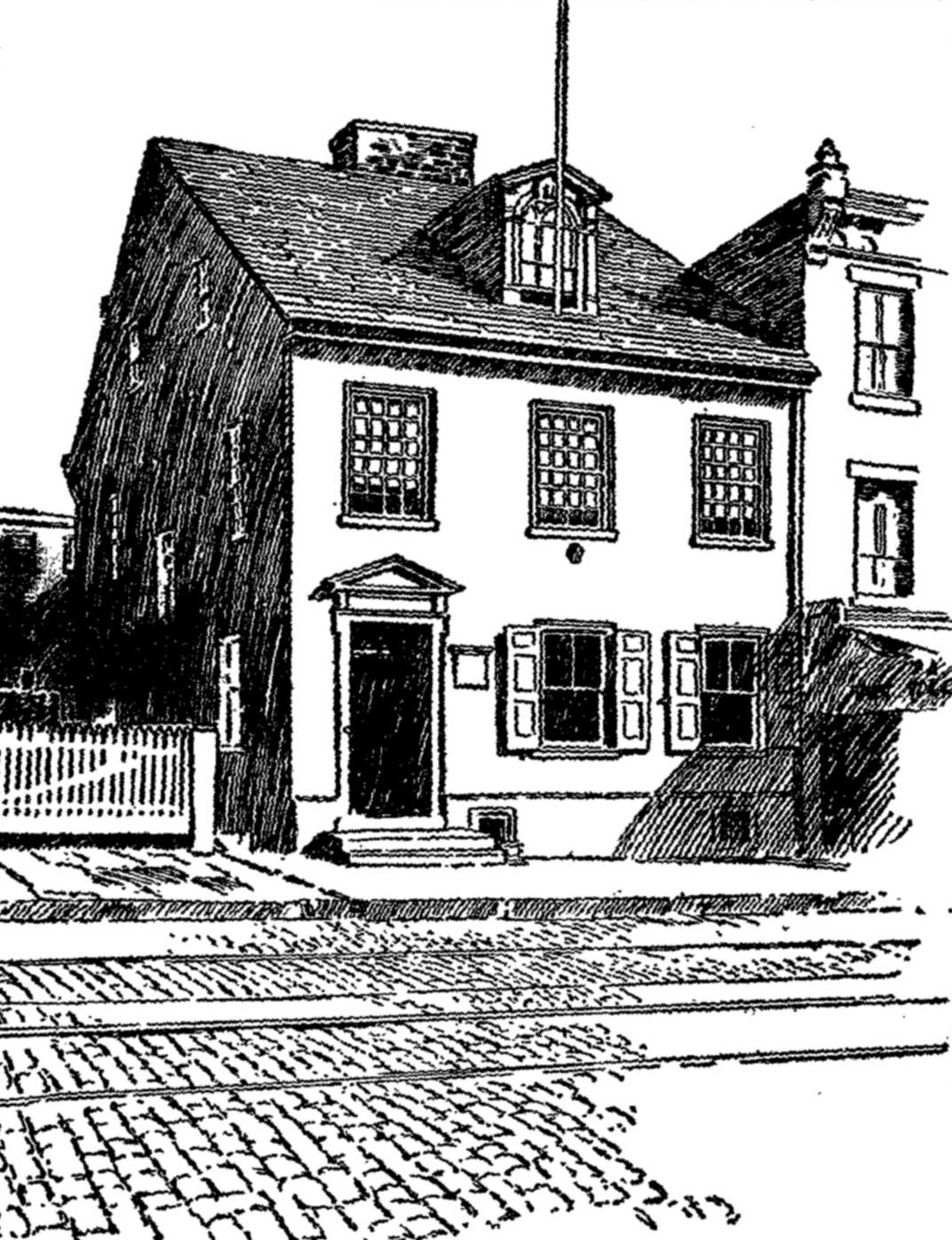
1688년 저먼타운 퀘이커 노예제 반대 청원이 작성된, 저먼타운 애비뉴 5109번지에 있는 토네스 쿤더스(Thones Kunders)의 집

미국 노예제 폐지 운동은 미국이 국가로 설립되기 훨씬 전부터 시작되었다. 1652년, 로드아일랜드주는 어떤 사람도, 흑인이든 백인이든, 10년 이상 "묶여" 있는 것을 불법으로 만들었다. 그러나 이 법은 널리 무시되었고, 로드아일랜드는 1700년에 노예 무역에 참여하게 되었다.
노예화된 사람들의 저항의 초기 주목할 만한 사례는 1676년 베이컨의 반란 중에 발생했다. 버지니아에서 발생한 이 반란은 유럽인 계약 하인과 아프리카인(계약 하인, 노예화된 사람, 자유 흑인)이 윌리엄 버클리가 지역의 아메리카 원주민 부족들을 완전히 제거하는 것을 거부했기 때문에 그에 맞서 단결하는 것을 보였다. 당시 이 지역의 아메리카 원주민들은 제3차 포하탄 전쟁(1644-1646) 이후 자신들의 땅을 침범하는 하층민 정착민들에 대해 습격을 가하고 있었고, 이는 많은 백인 및 흑인 계약 하인과 노예들에게 정부로부터의 보호감을 상실하게 했다. 내서니얼 베이컨이 이끄는 이 반란 동안 백인 하층민과 흑인들 사이에 발생한 단결은 위험하게 인식되어 1705년 버지니아 노예법의 시행으로 진압되었다. 그럼에도 불구하고, 이 사건은 흑인과 백인이 자기 해방이라는 목표를 향해 함께 일할 수 있다는 전제를 도입했으며, 이는 노예제 폐지 운동이 미국 내에서 점점 더 탄력을 받으면서 더욱 만연해졌다.

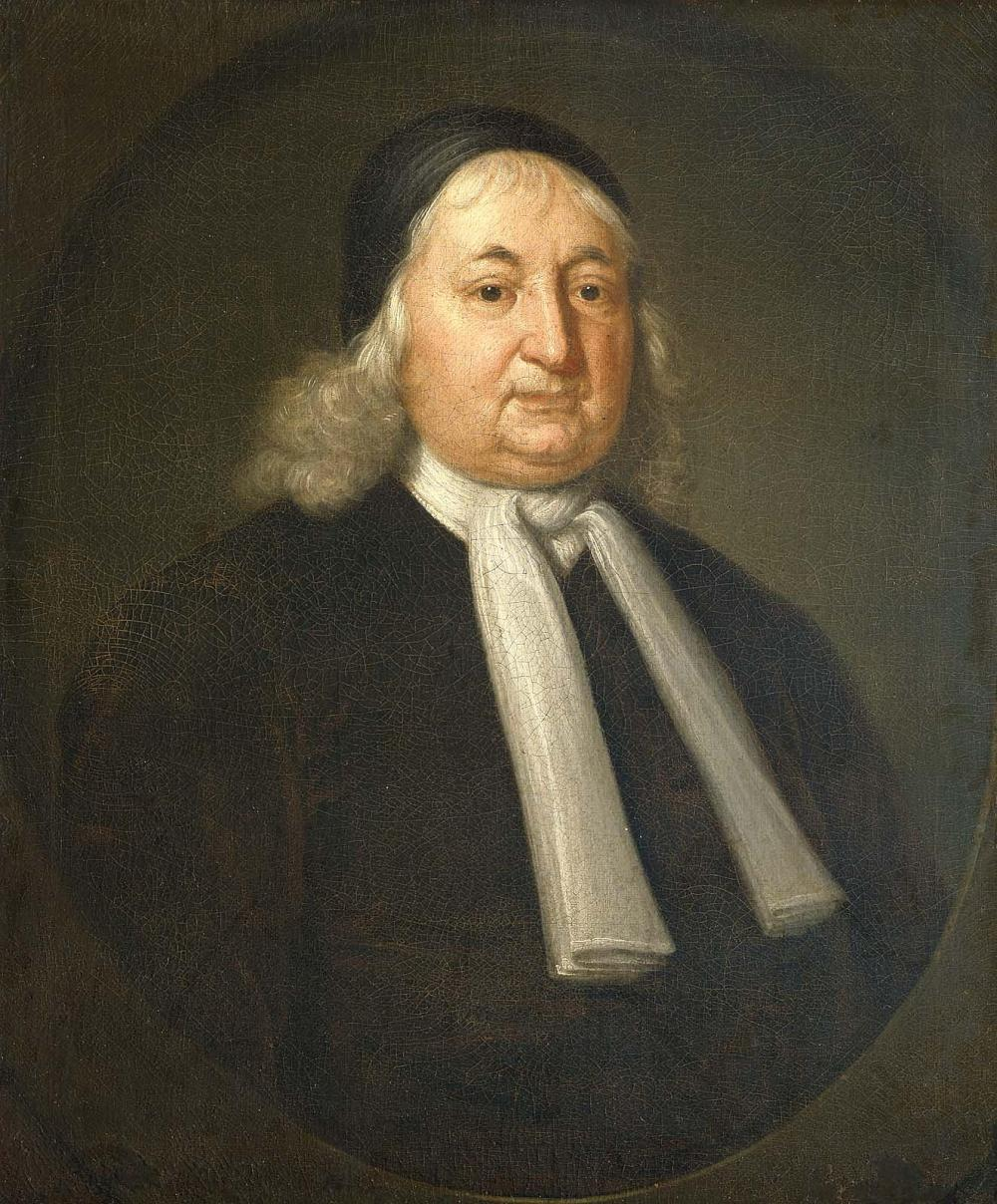
미국 식민지에서 노예제 확산을 비난한 책 『조셉의 판매(The Selling of Joseph)』(1700)를 쓴 판사 새뮤얼 시월 (1652–1730)

식민지 아메리카에서 노예제에 반대하는 최초의 서면 진술은 1688년에 친구 종교회 회원들에 의해 작성되었다. 1688년 2월 18일, 프랜시스 대니얼 파스토리우스, 데릭과 아브라함 옵 덴 그라프 형제, 그리고 게리트 헨드릭스는 펜실베이니아주 저먼타운에서 1688년 저먼타운 퀘이커 노예제 반대 청원을 작성하여 퀘이커 회의의 행정 기관에 보냈다. 이 청원의 목적은 1681년에서 1705년 사이에 퀘이커 신도의 70%가 노예를 소유했던 퀘이커 공동체 내에서 노예제를 중단시키는 것이었다. 이는 모든 사람의 보편적 권리를 인정했다. 퀘이커 교단은 당시 아무런 조치도 취하지 않았지만, 이 청원의 이례적으로 이르고 분명하며 강력한 주장은 마침내 친구 종교회(1776년)와 펜실베이니아 연방(1780년)에서 노예제 폐지로 이어진 정신을 시작했다. 펜실베이니아주 체스터의 퀘이커 분기별 회의는 1711년에 첫 항의를 했다. 몇십 년 안에 전체 노예 무역이 공격을 받았고, 윌리엄 벌링, 벤저민 레이, 랠프 샌디포드, 윌리엄 사우스비, 존 울먼과 같은 퀘이커 지도자들의 반대에 부딪혔다. 그리고 앤서니 베네제도 있었다. 베네제는 특히 영향력이 커서, 그랜빌 샤프, 존 웨슬리, 토머스 클락슨, 올라우다 에퀴아노, 벤저민 프랭클린, 벤저민 러시, 압살롬 존스, 그리고 리처드 앨런 주교를 포함한 다음 세대의 주목할 만한 노예제 폐지 운동가들에게 영감을 주었다.
저명한 보스턴 사람인 새뮤얼 시월은 식민지에서 계약 하인과 달리 노골적인 노예 제도가 확산되는 것에 항의하여 『조셉의 판매(The Selling of Joseph)』(1700)를 썼다. 이것은 미래의 미국에서 출판된 가장 초기의 노예제 반대 소책자이다.
노예제는 1733년 조지아 식민지 건립 직후에 금지되었다. 식민지 설립자 제임스 에드워드 오글소프는 사우스캐롤라이나주 상인과 토지 투기꾼들이 노예제를 식민지에 도입하려는 반복적인 시도를 막아냈다. 그의 동기에는 스페인과 도망 노예들 간의 공모에 대한 전술적 방어와 조지아의 대규모 교정된 범죄자 인구가 사우스캐롤라이나의 농장주 계급 구조를 모방하는 것을 막는 것이 포함되었다. 1739년, 그는 아메리카 조지아 식민지 설립을 위한 이사회에 다음과 같이 굳건히 버틸 것을 촉구했다.
만약 우리가 노예를 허용한다면, 우리는 우리가 함께 모인 원칙, 즉 고통을 덜어주려는 원칙에 반하는 행동을 하는 것입니다. 반대로, 지금 우리는 수천 명의 아프리카인에게 비참함을 초래할 것입니다. 그들을 영구적인 노예로 사고 데려오는 기술을 사용하도록 함으로써, 그들은 지금 자유롭게 살고 있습니다.— 제임스 에드워드 오글소프, 1739년

 1737년, 퀘이커 노예제 폐지론자 벤저민 레이는 『결백한 자들을 속박하는 모든 노예 주인: 배교자들(All Slave-Keepers That Keep the Innocent in Bondage: Apostates)』을 출판했는데, 이는 그의 친구 벤저민 프랭클린이 인쇄했다. 다음 해인 1738년 뉴저지주 벌링턴에서 열린 필라델피아 연례 회의 동안, 레이는 군인 복장을 하고 노예제에 반대하는 강연을 한 후, 가짜 피(미국자리공 주스)가 담긴 방광이 들어있는 성경에 칼을 꽂아 근처에 있는 사람들에게 피가 튀도록 했다.
1739년 9월 9일, 제미(Jemmy)라는 글을 아는 노예는 스토노 반란(카토의 음모 또는 카토의 반란으로도 알려짐)으로 불리는 사건에서 사우스캐롤라이나 노예주들을 상대로 반란을 이끌었다. 반란에 가담한 도망 노예들은 자유를 얻기 위해 스페인이 통제하는 플로리다에 도달하려 했지만, 그들의 계획은 사우스캐롤라이나 찰스턴의 백인 식민지 주민들에 의해 좌절되었다. 이 사건으로 25명의 식민지 주민과 35명에서 50명의 아프리카 노예가 살해되었으며, 또 다른 노예 봉기를 막기 위해 1740년 흑인법이 시행되었다. 마니샤 신하(Manisha Sinha)는 자신의 책 "노예의 대의(The Slave's Cause)"에서 스토노 반란을 노예의 관점에서 중요한 노예제 폐지 행위로 보았고, 그들의 주체성과 그에 따른 인간성을 자기 해방의 원인으로 인정했다.

스토노 반란 이후의 노예 반란은 노예들이 주도한 현재적 노예제 폐지 방식이었고, 수십 년 동안 노예제 폐지 운동의 표면 아래에서 끓어오르다가 프레더릭 더글러스와 같은 인물을 통해 나중에 발현된 흑인 주체성의 지표였다. 더글러스는 인기 있는 웅변가이자 노예제 폐지 운동을 위한 수필가였다.

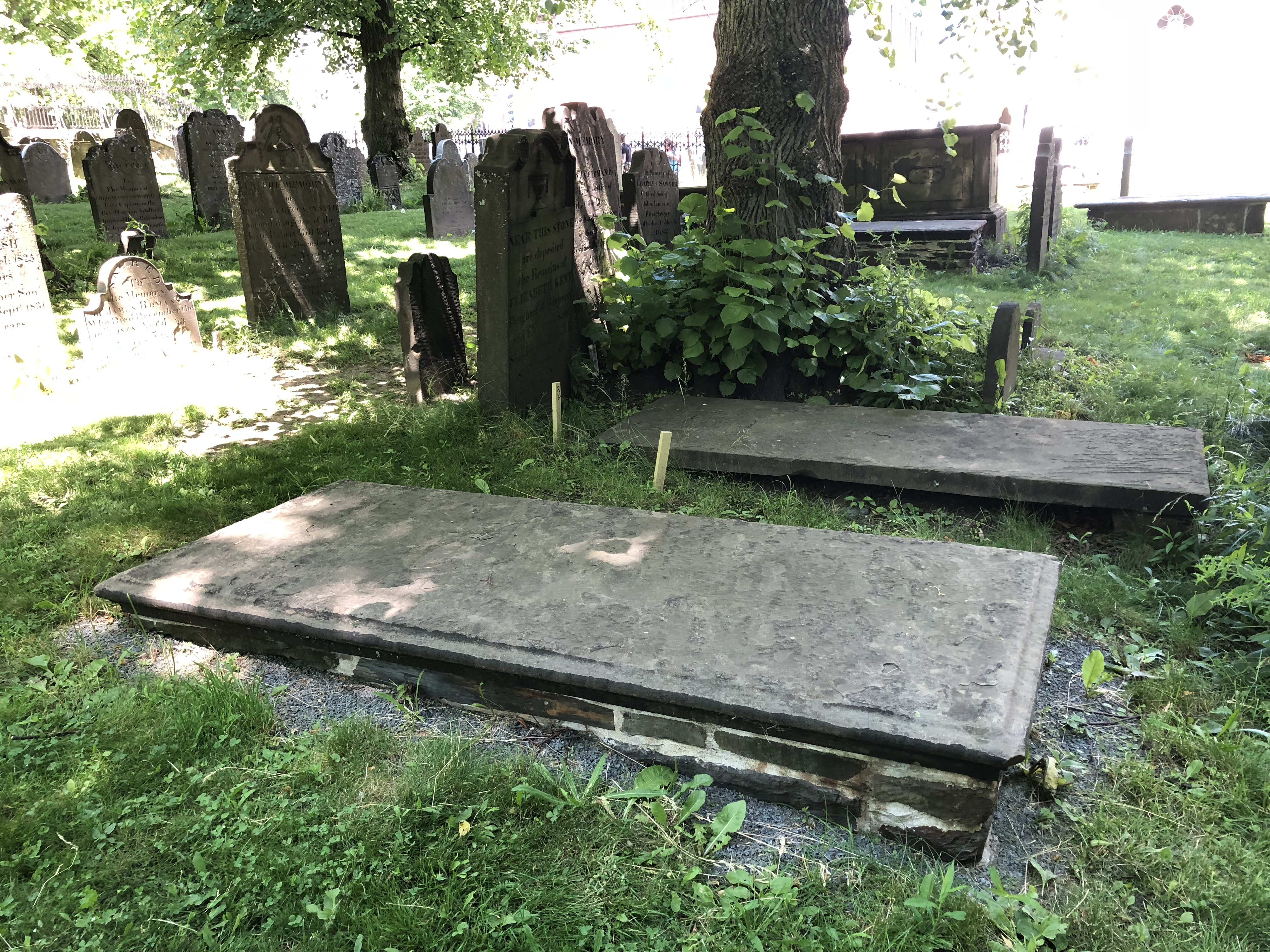
벤저민 켄트의 묘비, 미국에서 노예를 해방시킨 변호사 (1766년)

조지아와 사우스캐롤라이나 간의 갈등은 1740년에서 1742년 사이에 의회에서 노예제 문제에 대한 첫 논쟁으로 이어졌다.
모제스 브라운과 관련된 로드아일랜드주 퀘이커 교도들은 미국에서 노예를 해방시킨 최초의 사람들 중 하나였다. 벤저민 러시 또한 다른 많은 퀘이커 교도들과 마찬가지로 지도자였다. 존 울먼은 1756년에 다른 퀘이커 교도들과 함께 노예제 반대 운동에 헌신하기 위해 대부분의 사업을 포기했다.
1764년부터 1774년까지, 17명의 노예화된 아프리카계 미국인들은 서머싯 대 스튜어트 판결에 자극받아 매사추세츠 법원에 자유 소송을 제기했다. 이 판결은 식민지에 적용되지 않았지만, 미국 노예제 폐지론자들에게는 여전히 긍정적으로 받아들여졌다. 보스턴 변호사 벤저민 켄트는 이들을 변호했다. 1766년에 켄트는 매사추세츠에서 납치되어 노예로 취급된 혼혈 여성 제니 슬루를 해방시키는 소송(Slew v. Whipple)에서 승소했다.
역사가 스티븐 핀커스에 따르면, 많은 식민지 의회는 노예제를 제한하는 법률을 제정하기 위해 노력했다. 역사가 게리 B. 내쉬가 언급했듯이, 매사추세츠만의 식민지 의회는 "매사추세츠 시민에 의한 노예 수입 및 구매를 금지하는" 법률을 승인했다. 매사추세츠의 왕당파 총독 토머스 허친슨은 이 법률에 거부권을 행사했는데, 이 행동은 일반 대중의 분노를 불러일으켰다. 미국 노예제 폐지론자들은 1772년 서머싯 대 스튜어트 판결에 환호했다. 이 판결은 영국 내 노예제를 금지했지만, 식민지에서는 그렇지 않았다. 1774년, 영향력 있는 페어팩스 결의안은 "사악하고 잔인하며 부자연스러운" 대서양 노예 무역의 종식을 요구했다.

### 혁명 전쟁 중과 이후의 노예제 폐지 운동

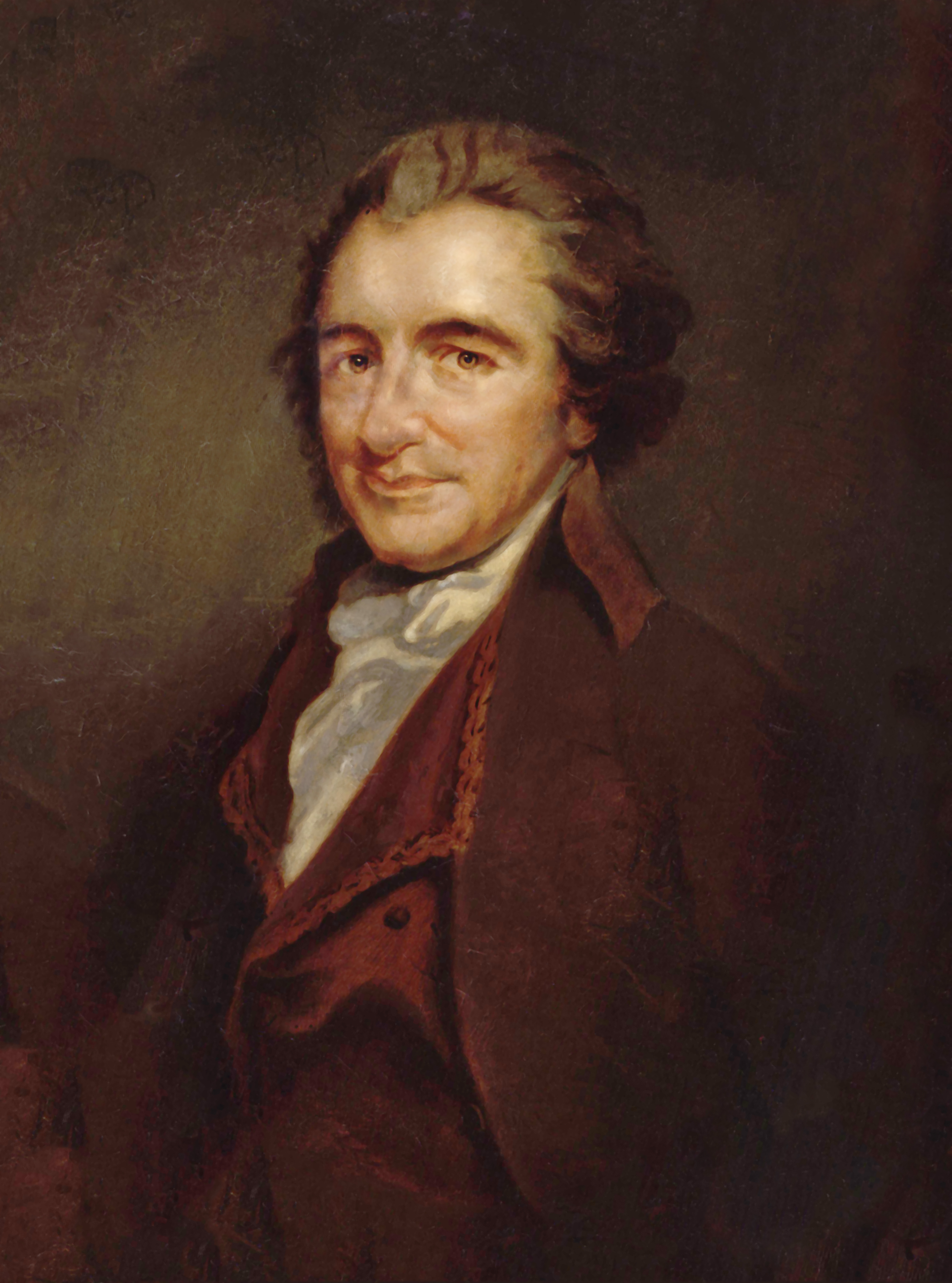
토머스 페인의 1775년 기사 "미국의 아프리카 노예제"는 노예제 폐지와 노예 해방을 주장한 최초의 기사 중 하나였다.

노예 해방과 노예제 폐지를 주장한 최초의 기사 중 하나는 토머스 페인이 썼다. "미국의 아프리카 노예제(African Slavery in America)"라는 제목으로, 1775년 3월 8일 펜실베이니아 저널 및 주간 광고지 부록에 실렸다.
불법적으로 구금된 자유 흑인 구호회(펜실베이니아 노예제 폐지협회)는 1775년 4월 14일 필라델피아에서 주로 퀘이커 교도들에 의해 결성된 최초의 미국 노예제 폐지 단체였다. 이 단체는 미국 독립 전쟁 동안 활동을 중단했다가 1784년에 재편되었으며, 벤저민 프랭클린이 초대 회장이 되었다.
1777년, 아직 주가 아니었던 독립 버몬트주는 북아메리카에서 노예제를 금지한 최초의 정치체가 되었다. 노예들이 직접 해방된 것은 아니었지만, 주인들은 노예들을 버몬트에서 제거해야 했다.
헌법은 노예라는 단어를 사용하지는 않았지만 노예제를 수용하는 여러 조항을 포함하고 있었다. 1787년 연합회의에서 만장일치로 통과된 북서부 조례는 노예제가 합법적이었으나 인구가 희박했던 광대한 지역(오하이오주, 인디애나주, 일리노이주, 미시간주, 위스콘신주가 될 미래의 지역)인 북서부 영토에서 노예제를 금지했다.

미국의 주와 영토들이 1789년부터 1861년까지 노예제를 금지하거나 인정한 시기를 보여주는 애니메이션

노예제 폐지를 점진적으로 시작한 첫 번째 주는 1780년의 펜실베이니아주였다. 모든 노예 수입은 금지되었지만, 처음에는 아무도 해방되지 않았다. 다만 주에 등록하지 않은 주인의 노예들과 노예 어머니의 "미래의 자녀들"만 해당되었다. 1780년 법이 발효되기 전에 펜실베이니아에서 노예화된 사람들은 1847년까지 해방되지 않았다.
매사추세츠는 훨씬 더 급진적인 입장을 취했다. 1780년 혁명 중에 매사추세츠는 자신들의 헌법을 비준하고 모든 사람은 평등하다는 조항을 포함시켰다. 이 조항을 근거로 매사추세츠에 거주하는 노예화된 아프리카계 미국인들은 여러 자유 소송을 제기했다. 1783년, 매사추세츠 대법원은 내서니얼 제니슨 대 연방 사건에서 브롬 대 애슐리 사건을 재확인하며 노예조차도 헌법적 자유권을 가진 사람이라고 판결했다. 이는 노예들에게 자유를 부여하여 사실상 노예제를 폐지했다.
노예에 대한 경제적 이해관계가 더 큰 뉴욕과 뉴저지 같은 주들은 점진적 해방 법안을 통과시켰다. 이러한 법안 중 일부는 점진적이었지만, 이들 주들은 전 "신대륙"에서 최초의 노예제 폐지 법안을 제정했다. 뉴욕주에서는 노예화된 인구가 1827년에 완전한 해방을 얻기 전에 계약 하인으로 전환되었다. 다른 주들에서는 노예제 폐지 입법이 노예화된 자녀들에게만 자유를 제공했다. 뉴저지에서는 제13차 수정헌법이 통과될 때까지 노예제가 완전히 금지되지 않았다.

시간에 따른 미국 내 각 주의 노예제 폐지 현황:
미국 혁명 중 또는 직후 노예제 폐지
1787년 북서부 조례
뉴욕(1799년부터) 및 뉴저지(1804년부터)의 점진적 해방
1821년 미주리 타협
멕시코 또는 미국/영국 공동 권한에 의한 효과적인 노예제 폐지
1861년 의회 조치에 의한 노예제 폐지
1862년 이후 의회 조치에 의한 노예제 폐지
1863년 1월 1일 최초 공포된 노예 해방 선언
1863년 노예 해방 선언의 후속 작용
남북 전쟁 중 주 조치에 의한 노예제 폐지
1864년 노예 해방 선언의 작용
1865년 노예 해방 선언의 작용
1865년 12월 18일 미국 헌법 제13조
미국 수정 헌법 제13조 통과 후 미국에 편입된 영토

메릴랜드주 북부의 다른 모든 주들은 1781년에서 1804년 사이에 펜실베이니아 모델을 기반으로 점진적인 노예제 폐지를 시작했으며, 1804년까지 모든 북부 주들은 이를 점진적 또는 즉각적으로 폐지하는 법안을 통과시켰다. 일부 노예들은 20년 더 비자발적, 무급 "계약 하인"으로 계속 일했고, 다른 노예들은 남쪽으로 옮겨져 노예주의 새로운 주인에게 팔렸다.
일부 개인 노예주들, 특히 어퍼사우스에서는 때때로 유언을 통해 노예들을 해방시켰다. 많은 이들은 인간 평등이라는 혁명적 이상에 감동받았다고 언급했다. 이러한 행동의 결과로 어퍼사우스의 흑인 인구 중 자유 흑인의 비율은 1790년에서 1810년 사이에 1% 미만에서 거의 10%로 증가했다. 일부 노예주들은 자유 흑인의 증가를 불안정하게 여겨, 노예들을 아프리카로 이주하는 조건으로 해방시키기도 했다.
모든 미국 주들은 1798년까지 대서양 노예 무역을 폐지했다. 1787년에 노예 무역을 폐지했던 사우스캐롤라이나주는 1803년에 그 결정을 번복했다. 미국 남부에서는 주 헌법의 권리가 아프리카계 미국인에게 적용되지 않는다고 보아 법원이 자유 소송을 기각했다.

### 1804년 이후의 남부
노예 제도는 남부에서 견고하게 유지되었고, 그 지역의 관습과 사회적 신념은 북부에서 증가하는 노예제 폐지론에 대한 강력한 방어로 발전했다. 1835년에만 해도 노예제 폐지론자들은 100만 권 이상의 노예제 반대 문헌을 남부로 보냈고, 이는 찰스턴 우체국에서 우편물이 도난당한 후 의회에서 함구령이 내려지는 계기가 되었으며, 우체국장이 이 우편물을 배달해야 하는지에 대한 많은 논쟁이 오갔다. 우정청장에 따르면, 그럴 필요가 없었다.
헌법에 따라 노예화된 사람들의 수입은 1808년(20년 후)까지 금지될 수 없었다. 20년이 끝나갈 무렵, 노예 수입 금지법은 거의 반대 없이 의회를 통과했다. 토머스 제퍼슨 대통령은 이에 서명했고, 이 법은 1808년 1월 1일부터 발효되었다.
1820년에는 미국 상업 보호 및 해적 범죄 처벌법이 통과되었다. 이 법은 노예를 미국으로 수입하는 것을 사형 범죄로 만들었다. 아메리카 연합국은 사형 선고와 함께 노예 수입 금지를 계속 유지했다.

### 노예제 폐지론의 재등장
1830년에는 대부분의 미국인들이 최소한 원칙적으로는 노예제에 반대했다. 그러나 노예제 반대자들은 노예제를 어떻게 종식시킬지, 그리고 노예들이 해방되면 어떻게 될지에 대해 숙고했다. 필랜스로피스트에 언급된 바와 같이::59
만약 노예제의 사슬이 끊어질 수 있다면, ... 우리는 ... 흑인들을 처리할 적절한 수단이 고안될 것이며, 사람들을 속박에 가두는 이 더러운 비자연적 범죄가 마침내 우리 땅에서 뿌리 뽑힐 것이라는 희망을 소중히 여길 수 있다.
1830년대에 북부에서는 사고방식에 진보적인 변화가 있었다. 주류 의견은 점진적인 노예 해방과 해방된 흑인을 아프리카로 재정착시키는 것(때로는 노예 해방의 조건이기도 했음)에서 즉각주의, 즉 모든 노예를 즉시 해방하고 문제는 나중에 해결하는 것으로 바뀌었다. 이러한 변화는 많은 경우 갑작스럽게 일어났는데, 이는 개인이 미국 노예제의 참상을 직접 접하거나 신뢰할 수 있는 출처로부터 그 이야기를 들었기 때문이었다. 앤서니 번스가 붙잡혀 다시 노예가 되는 것을 목격했던 아모스 애덤스 로렌스가 말했듯이, "우리는 어느 날 밤에는 구식의 보수적인 타협 휘그당 연방주의자로 잠자리에 들었고, 깨어보니 완전히 미친 노예제 폐지론자가 되어 있었다."

#### 개리슨과 즉각적인 해방

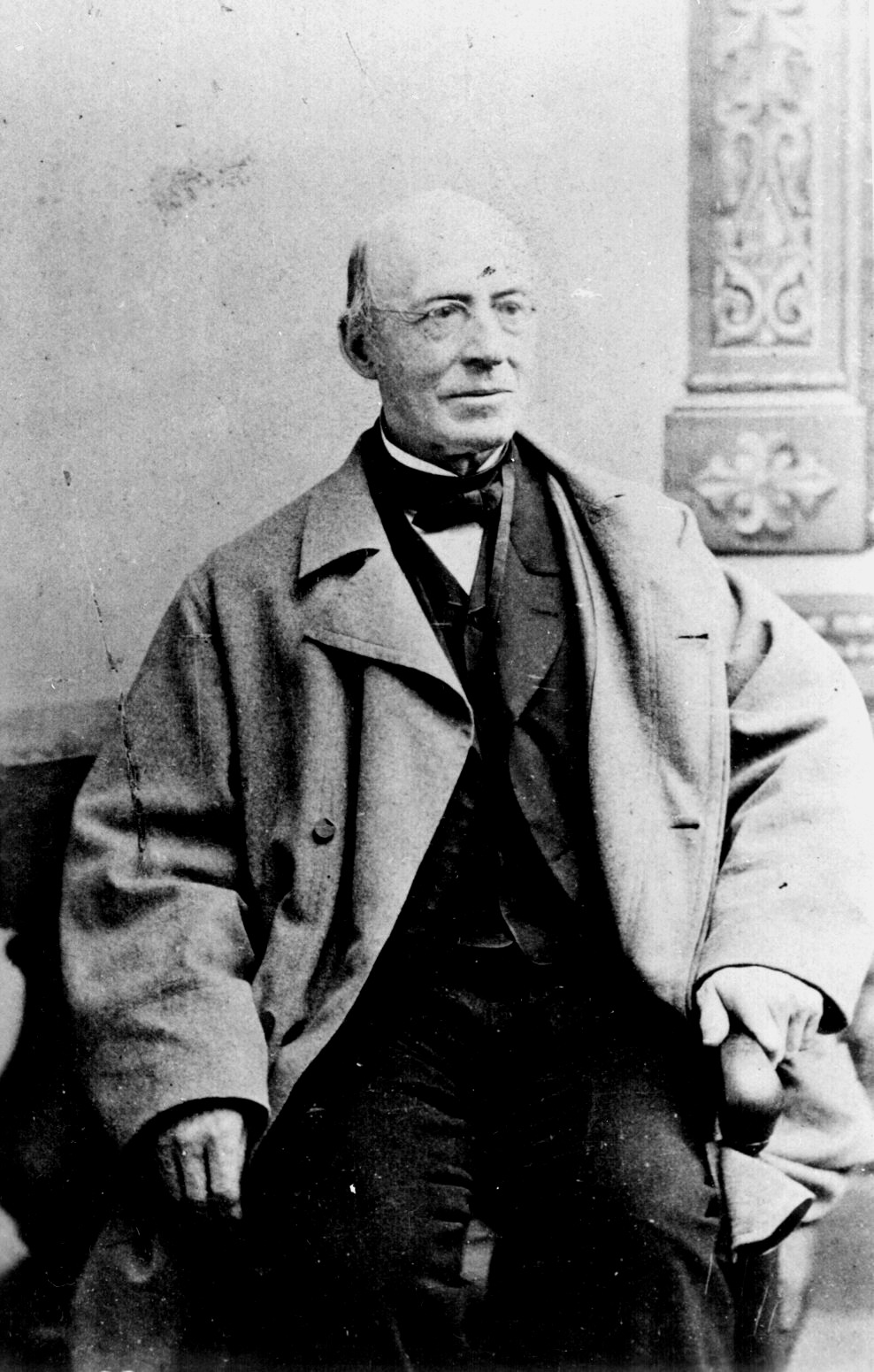
윌리엄 로이드 개리슨 (1805–1879), 노예제 폐지 신문인 더 리버레이터의 발행인이자 미국 노예제 폐지협회의 창립자 중 한 명.

정치 운동으로서의 미국 노예제 폐지 운동의 시작은 보통 1831년 1월 1일, 윌리엄 로이드 개리슨이 자신의 새로운 주간 신문인 더 리버레이터(1831년)의 첫 호를 발행한 때로 본다. 이 신문은 1865년 미국에서 노예제가 폐지될 때까지 중단 없이 발행되었고, 그때 폐간되었다.

##### 즉각적인 노예제 폐지
틀:Organize section
노예제 폐지론자들에는 운동이 분열되던 1830년대와 1840년대에 미국 노예제 폐지협회나 그 부속 단체에 가입한 사람들이 포함되었다.:78 분열된 노예제 폐지 운동은 자유당, 미국 해외 노예제 폐지협회, 미국 선교협회, 교회 노예제 폐지협회와 같은 단체들을 포함했다. 역사가들은 전통적으로 노예제 확산 저지에 집중했던 온건한 노예제 폐지 개혁가 또는 점진주의자와, 무조건적인 해방을 요구하며 종종 흑인 시민권에 대한 관심과 결합했던 급진적 노예제 폐지론자 또는 즉각주의자를 구분한다. 그러나 제임스 스튜어트(James Stewart)는 남북 전쟁 이전 노예제 폐지와 노예제 반대 운동의 관계에 대해 더욱 미묘한 이해를 주장한다.
비록 유익할지라도 [노예제 반대와 노예제 폐지 간의] 구분은 오해를 불러일으킬 수도 있는데, 특히 노예제 폐지 운동의 정치적 영향력을 평가할 때 그러하다. 우선, 노예주들은 그러한 미세한 부분에 신경 쓰지 않았다. 많은 즉각적인 노예제 폐지론자들은 다른 백인 북부인들 못지않게 국가의 "자유의 소중한 유산"의 운명에 대해 관심을 보였다. 평범한 시민들이 이러한 얽힌 신념을 표명하기 시작하자 즉각주의는 더 넓은 반남부 의견과 구별하기 가장 어려워졌다.:78
에이브러햄 링컨과 같은 거의 모든 북부 정치인들은 노예제 폐지론자들이 요구하는 "즉각적인 해방"을 "극단적"이라고 보아 거부했다. 실제로 링컨을 포함한 많은 북부 지도자들, 스티븐 더글러스 (1860년 민주당 후보), 존 C. 프리몬트 (1856년 공화당 후보), 그리고 율리시스 S. 그랜트는 어떤 도덕적 거리낌도 없이 노예 소유 남부 가문과 결혼했다.
노예제 반대는 단순한 노예제 확산 방지를 넘어선 원칙이었다. 1840년 이후, 노예제 폐지론자들은 이것이 죄가 계속 존재하게 한다고 보아 이를 거부했다. 그들은 노예제가 모든 곳에서 즉시 그리고 완전히 끝나기를 요구했다. 존 브라운은 폭력적인 반란을 실제로 계획한 유일한 노예제 폐지론자였지만, 데이비드 워커는 그 아이디어를 장려했다. 노예제 폐지 운동은 흑인 교회에서 특히 두드러졌던 자유 아프리카계 미국인들의 활동에 의해 강화되었는데, 그들은 노예제에 대한 오래된 성경적 정당화가 신약성경과 모순된다고 주장했다.
아프리카계 미국인 운동가들과 그들의 저술은 흑인 공동체 외부에서는 거의 들리지 않았다. 그러나 그들은 소수의 동정심 있는 백인들에게 엄청난 영향을 미쳤는데, 가장 두드러지게는 최초로 명성을 얻은 백인 운동가인 윌리엄 로이드 개리슨이었다. 그는 가장 효과적인 선전가였다. 개리슨이 웅변적인 대변인을 모집하려는 노력은 전 노예인 프레더릭 더글러스의 발견으로 이어졌는데, 그는 결국 스스로 저명한 운동가가 되었다. 결국 더글러스는 자신의 널리 배포되는 노예제 폐지 신문인 노스 스타를 발행하게 된다.

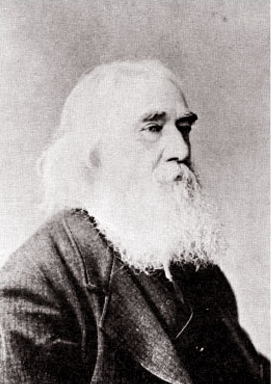
라이샌더 스푸너 (1808–1887), 1845년에 『노예제의 위헌성(The Unconstitutionality of Slavery)』을 쓴 개인주의적 아나키스트.

1850년대 초, 미국 노예제 폐지 운동은 미국의 헌법이 노예제를 보호하는지 여부에 대한 문제로 두 진영으로 나뉘었다. 이 문제는 1840년대 후반 라이샌더 스푸너의 『노예제의 위헌성』 출판 이후 불거졌다. 개리슨주의자들은 개리슨과 웬델 필립스가 이끌었으며, 헌법 사본을 공개적으로 불태우고 이를 노예제와의 "지옥과의 협약"이라 부르며 폐지와 교체를 요구했다. 라이샌더 스푸너, 게리트 스미스, 그리고 결국 프레더릭 더글러스가 이끄는 다른 진영은 헌법을 노예제 반대 문서로 간주했다. 그들은 자연법과 사회 계약 이론의 한 형태에 기반한 주장을 사용하여, 노예제가 헌법의 합법적인 권한 범위를 벗어나므로 폐지되어야 한다고 말했다.
노예제 폐지 운동의 또 다른 분열은 계급선을 따라 이루어졌다. 로버트 데일 오언과 프랜시스 라이트의 장인 공화주의는 산업가 아서 태펀과 그의 복음주의자 형제인 루이스 태펀과 같은 저명한 엘리트 노예제 폐지론자들의 정치와 극명한 대조를 이루었다. 전자의 두 사람은 "임금 노예"와 "동산 노예"의 연대를 기반으로 노예제에 반대했지만, 휘그당 성향의 태펀 형제는 이 견해를 강력히 거부하며 북부 노동자들을 어떤 의미에서든 "노예"로 특징짓는 것을 반대했다. (Lott, 129–130)

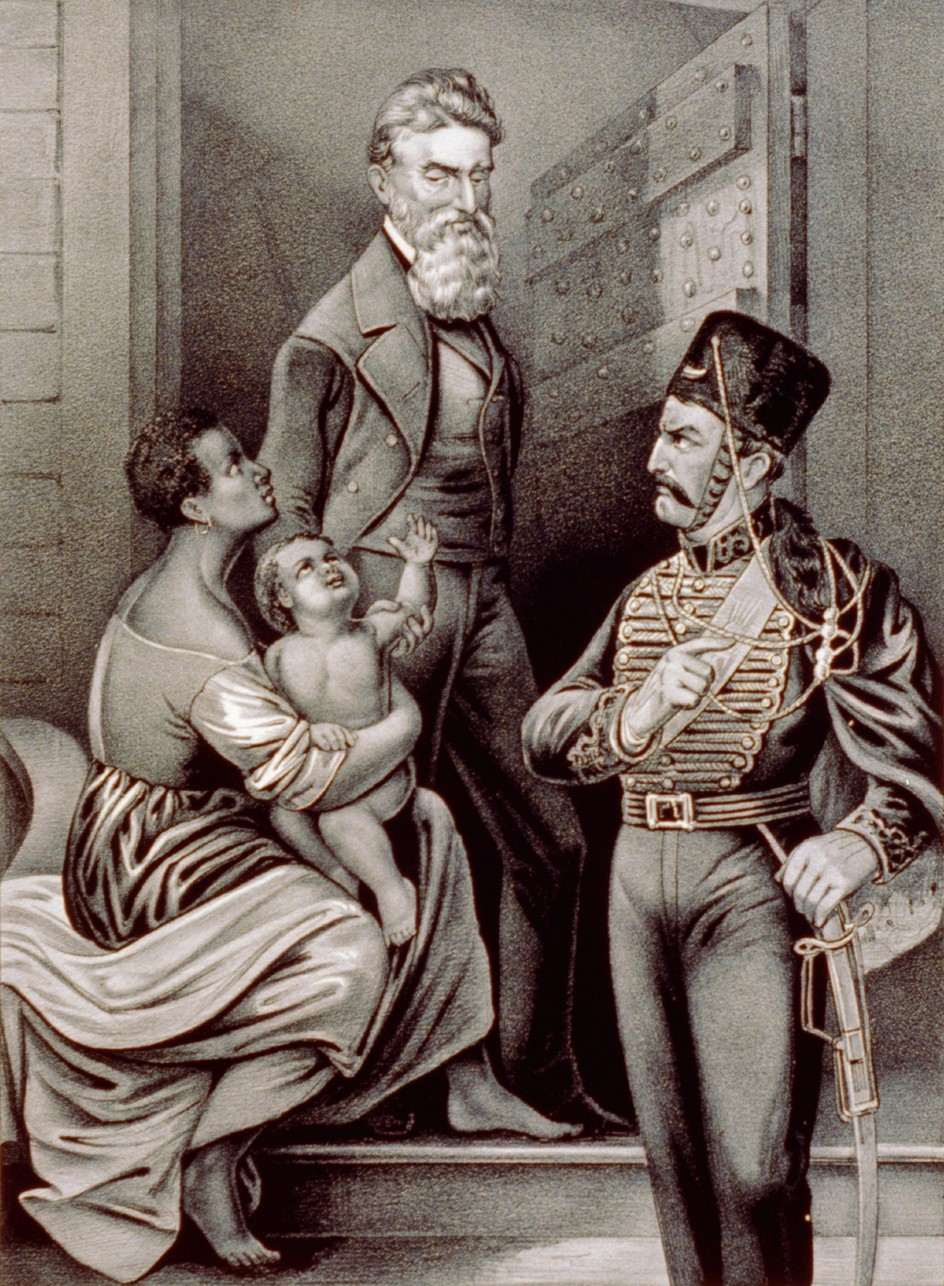
처형장으로 걸어가는 존 브라운이 노예화된 어머니와 아이에게 숭배받는 이상화된 초상화.

많은 미국 노예제 폐지론자들은 지하철도 (비밀결사)를 지원함으로써 노예제 반대에 적극적인 역할을 했다. 이는 1850년 도망노예법에 의해 불법화되었는데, 이 법은 아마도 미국 역사상 가장 증오받고 가장 공공연히 회피된 연방 법률이었을 것이다. 그럼에도 불구하고 해리엇 터브먼, 헨리 하이랜드 가닛, 알렉산더 크룸멜, 아모스 노 프리먼(Amos Noë Freeman) 등은 계속해서 활동했다. 노예제 폐지론자들은 오하이오주에서 특히 활발히 활동했으며, 일부는 지하철도에서 직접 일했다. 오하이오강만이 자유 오하이오와 노예 켄터키를 나누고 있었기 때문에, 오하이오는 도망 노예들에게 인기 있는 목적지였다. 지지자들은 그들을 거기서 도왔고, 많은 경우 보트를 타고 이리호를 건너 캐나다로 갔다. 오하이오 북동부의 웨스턴 리저브 지역은 "아마도 이 나라에서 가장 강력한 노예제 반대 지역"이었다. 오벌린-웰링턴 구조 사건은 전국적인 관심을 받았다. 노예제 폐지론자 존 브라운은 허드슨에서 자랐다. 남부에서는 노예제 폐지 운동의 구성원이나 다른 노예제 반대자들은 남북 전쟁 이전에 종종 린치 폭도들의 표적이 되었다.
헨리 워드 비처 목사가 플리머스 교회 강단에서 노예를 경매하여 자유를 주었고, 미국 해외 노예제 폐지협회의 지도자였던 너새니얼 에글스턴(Nathaniel Eggleston)이 브리지 스트리트 아프리카 감리교 감독교회에서도 설교하고 더필드 스트리트에 살았던 것을 시작으로, 수많은 저명한 노예제 폐지론자들이 브루클린 다운타운에서 살고, 일하고, 예배를 보았다. 그의 동료 더필드 스트리트 거주자 토머스와 해리엇 트루스델(Harriet Truesdell) 부부는 노예제 폐지 운동의 주요 구성원이었다. 트루스델 씨는 1838년 브루클린으로 이주하기 전에 프로비던스 노예제 폐지협회의 창립 멤버였다. 해리엇 트루스델 또한 이 운동에 매우 적극적이었으며, 펜실베이니아 홀 (필라델피아)에서 노예제 폐지 회의를 조직하기도 했다. 또 다른 저명한 브루클린 기반 노예제 폐지론자는 조슈아 리빗 목사였다. 예일에서 변호사 훈련을 받았던 그는 예일 신학대학교에 다니기 위해 변호사 활동을 중단했고, 이후 노예제 폐지 신문인 해방자를 편집하고 노예제에 반대하는 캠페인을 벌였으며, 다른 사회 개혁도 옹호했다. 1841년, 리빗은 『노예제의 재정적 권력(The Financial Power of Slavery)』을 출판했는데, 여기서 그는 남부가 노예 노동자에 대한 의존 때문에 국가 경제를 고갈시키고 있다고 주장했다. 2007년에 더필드 스트리트는 노예제 폐지론자의 거리라는 이름이 붙여졌고, 트루스델 부부의 집인 더필드 스트리트 227번지는 2021년에 랜드마크 지위를 얻었다.

### 진척 요약
연방 정부는 1808년에 대서양 노예 무역을 금지하고, 1850년에 컬럼비아 특별구의 노예 무역을 금지했으며, 1862년에 워싱턴 D.C.의 노예제를 불법화했다. 그리고 미국 수정 헌법 제13조를 통해 1865년에는 범죄에 대한 처벌을 제외하고 미국 전역에서 노예제를 완전히 위헌으로 만들었다. 이는 연방이 남북 전쟁에서 승리한 직접적인 결과였다. 이 전쟁의 핵심 쟁점은 노예제였다.

### 대학교의 노예제 폐지 운동

#### 웨스턴 리저브 칼리지
개리슨의 신문 <더 리버레이터>와 그의 책 <아프리카 식민지화에 대한 생각>(1832)은 출판 직후 허드슨에 있는 웨스턴 리저브 칼리지 및 예비 학교에 도착했는데, 이곳은 잠시 동안 미국에서 노예제 폐지론적 담론의 중심지였다. (존 브라운은 허드슨에서 자랐다.) 대학 총장 찰스 배커스 스토스를 포함한 독자들은 개리슨의 주장과 증거가 설득력 있다고 생각했다. 노예제 폐지 대 식민지화는 빠르게 캠퍼스의 주요 쟁점이 되어, 스토스는 다른 어떤 것도 논의되지 않는다고 서면으로 불평할 정도였다.:26
이 대학의 채플린이자 신학 교수인 베리아 그린은 "그의 사상과 그의 신문(<더 리버레이터>)은 모든 미국인의 눈과 마음에 합당하다"고 말했다.:49 그린은 1832년 11월과 12월에 대학 채플에서 노예제의 즉각적인 폐지를 지지하는 네 편의 설교를 했다. 이 설교들은 학생이나 교수보다 더 보수적인 대학 이사들을 불쾌하게 하여 그린은 해고될 것을 예상하고 사임했다. 또 다른 교수인 엘리저 라이트는 곧이어 사임하고 미국 노예제 폐지협회의 초대 비서가 되었고, 그린은 초대 회장이었다. 스토스는 결핵에 걸려 휴학했고 6개월 안에 사망했다.:28 이로 인해 학교는 4명의 교수 중 한 명만 남게 되었다.

#### 오네이다 과학 산업 연구소
그린은 곧 오네이다 연구소의 새로운 총장으로 고용되었다. 이전 총장 조지 워싱턴 게일 시절에는 학생들이 대규모로 집단 탈퇴하는 일이 있었는데, 그 중 하나가 게일의 노예제 폐지 운동에 대한 지지 부족 문제였다.
그는 다음 조건으로 직책을 수락했다. 1) "즉시주의", 즉시 해방을 설교할 수 있을 것. 2) 아프리카계 미국인 학생들도 백인 학생들과 동일한 조건으로 입학할 수 있을 것. 이 조건들은 받아들여졌고, 우리는 그곳에서 공부한 흑인 16명의 이름을 알고 있다. 아메리카 원주민 학생들도 (두 명의 이름을 알고 있다) 공개적으로 받아들여졌다.
그린의 지도 아래 오네이다는 "노예제 반대 활동의 온상"이 되었다.:44 이곳은 "다른 어떤 미국 대학보다 더 철저하게 노예제 폐지론적"이었다.:46 장로교 목사이자 성경 교수였던 그린에게 노예제는 단순한 악이 아니라 죄였으며, 노예제 폐지론은 그리스도의 원칙이 요구하는 바였다. 그의 지도 아래 노예제 폐지론자들로 이루어진 간부진이 훈련을 받았고, 이들은 강연과 설교를 통해 북부 전역에 노예제 폐지 메시지를 전파했다.
그린이 총장으로 재직하는 동안 윌리엄 포튼(제임스 포튼의 아들), 알렉산더 크룸멜, 헨리 하이랜드 가닛 목사, 아모스 노 프리먼 목사 등 많은 미래의 저명한 흑인 지도자와 노예제 폐지론자들이 오네이다의 학생이었다.

#### 레인 신학교
오네이다 연구소는 웨스턴 리저브 대학처럼 전국적인 관심을 끌 만한 사건이 없었다. 그러나 그 후신인 신시내티의 레인 신학교는 그러했다.
"레인은 서쪽으로 옮겨진 오네이다였다.":55 오네이다를 떠나는 행렬을 이끈 것은 이전 오네이다 학생이자 그 전에는 게일의 개인 학생이었던 시어도어 드와이트 웰드였다. 그는 자선사업가 형제이자 노예제 폐지론자인 아서 태펀과 루이스 태펀에게 깊은 인상을 주었다. 그들은 그를 고용하여 전국적인 운동에 대해 보고하게 했고, 특히 오네이다(수동 노동 학교)가 웰드와 그의 학생 추종자들에 따르면 실망스러웠기 때문에 자금 조달을 위한 새로운 장소를 찾게 했다. (수동 노동 학교 운동은 학생들이 하루 약 3시간 동안 농장이나 소규모 공장 또는 오네이다의 인쇄소와 같은 시설에서 일하도록 했고, 이는 궁핍한 학생들에게 교육 자금을 제공하고 동시에 새롭게 인식된 운동의 신체적, 심리적(정신적) 이점을 제공하기 위함이었다 – 근로 장학생의 한 형태.)
웰드가 새 학교 부지를 물색하는 동시에, 거의 기능을 하지 못하던 레인 신학교는 학생들을 찾고 있었다. 웰드의 추천에 따라 태펀 형제는 이전에 오네이다에 주었던 재정 지원을 레인에 주기 시작했다. 웰드는 서류상으로는 레인의 학생으로 등록되어 있었지만, 사실상 레인의 교장이 되어 태펀 형제에게 추천을 통해 총장(나중에 오벌린의 두 번째 총장이 된 찰스 G. 피니가 거절한 후 라이먼 비쳐)을 선택하고 이사들에게 누구를 고용해야 할지 알려주었다.:54
웰드가 이끈 학생 집단은 미국 역사상 최초의 학생 운동을 구성했다. 그가 오네이다를 떠났고, 그들도 그렇게 했다. 그가 레인을 선택했고, 그들도 그를 따라갔다. 그가 곧 레인을 떠나 또 다른 새롭고 어려움을 겪는 기관인 오벌린으로 갈 때, 그들도 함께 그렇게 했다.
많은 학생들이 그를 레인의 실질적인 지도자로 여겼던:77 학생들은 신시내티에 있는 새 학교 발표에 응했다.
[Y]젊은이들이 신시내티에 "북부의 벌집에서 온 것처럼" 모였다. 그들 대부분은 뉴욕 서부 출신이었다. H. B. 스탠튼과 로체스터 출신의 몇몇은 피츠버그에서 오하이오 강을 따라 뗏목을 타고 내려왔다. 20명 이상이 오네이다 연구소에서 왔고, 그보다 더 많은 수가 유티카와 오번에 있는 피니의 개종자들이었다. 테네시에서 웰드의 제자 마리우스 로빈슨이 왔고, 오하이오 강 건너 켄터키에서는 부유한 농장 가족의 후예인 제임스 톰이 왔다. 앨라배마에서는 웰드의 또 다른 두 제자인 앨런 목사 박사의 아들들이 여행을 왔다. 버지니아에서는 젊은 헤지스(Hedges)가 왔고, 미주리에서는 유명한 벤턴 가문의 앤드류(Andrew)가 왔다. 남부에서 온 또 다른 사람인 제임스 브래들리는 자신의 손으로 번 돈으로 노예 상태에서 자유를 산 흑인이었다. 이 학생들 대부분은 성숙했고, 스물한 살 미만은 단 11명뿐이었고, 12명은 국가 자선 단체의 대리인이었고, 6명은 가족이 있는 기혼 남성이었다. 신학 수업은 미국에서 모인 것 중 가장 큰 규모였고, 그 구성원들은 자신들의 중요성을 깊이 인식하고 있었다.:46

레인은 약 100명의 학생을 수용하게 되었는데, 이는 미국 내 어떤 신학교보다도 많은 수였다.
웰드의 핵심 주장 중 하나(그리고 청교도 노예제 폐지 정서 전반의 주장)는 노예제가 본질적으로 반가족적이라는 것이었다. 노예 결혼은 불법이었지만, 자주 일어났다. 노예 주인들은 노예들이 자신들의 수를 대체할 많은 자녀를 낳기를 기대했다. 버지니아와 메릴랜드는 1808년 의회가 노예 수입을 금지한 후 노예들을 딥 사우스로 "수출"했다. 그들은 소처럼 재산이었다. 노예는 재산이었기 때문에 자주 사고 팔렸고, 가족들을 뿔뿔이 흩어지게 했다. 웰드는 1839년 자신의 책 『미국의 노예제(American Slavery as It Is)』에서 노예 무역이 가족들에게 얼마나 잔인했는지 보여주었다. 가족 중심적인 청교도들에게 이는 노예제의 가장 큰 범죄 중 하나였다. 웰드의 가족 파괴 묘사는 나중에 톰 아저씨의 오두막의 장면들, 특히 톰 아저씨가 팔려 자녀들과 헤어지는 장면의 기초가 되었다.

##### 레인 신학교 토론
이질적인 오네이다 전 학생들과 다른 사람들이 웰드의 지도 아래 레인에 도착하자마자 그들은 노예제 폐지 협회를 결성했다. 그들은 노예제 폐지와 아프리카 식민지화에 대한 일련의 잘 알려진 토론을 18일 밤 동안 진행했고, 노예제 폐지가 노예제에 대한 훨씬 더 나은 해결책이라고 결정했다. 사실, 식민지화를 옹호하는 사람이 아무도 나타나지 않았기 때문에 실제 토론은 없었다.
이 "토론"은 널리 알려졌고, 레인의 총장 라이먼 비쳐와 학교 이사들을 경악하게 했다. 그들의 경악을 더한 것은 학생들이 흑인 공동체에서 흑인들에게 글을 가르치는 수업을 열고 있었기 때문이었다. 신시내티가 강력하게 노예제 폐지 반대론자였기 때문에(1829년 신시내티 폭동 참조) 폭력을 우려하여, 그들은 즉시 그러한 "주제와 벗어난" 토론과 활동을 금지했다. 웰드가 이끄는 학생들은 노예제 폐지론이 너무나 중요하다고, 기독교인으로서 그것을 옹호하는 것이 자신들의 책임이라고 느꼈고, 학생들을 지지했던 이사인 아사 마한이 합류하여 집단으로 사임했다. 태펀 형제의 지원을 받아, 그들은 잠시 새로운 신학교를 설립하려 했으나, 이는 실용적인 해결책이 아님을 증명했고, 그들은 새로운 오벌린 대학원으로 그룹으로 이동하자는 제안을 받아들였다.

#### 오벌린 대학원
오벌린은 학생들의 노예제 반대 입장 때문에 곧 가장 자유로운 대학 중 하나가 되었고, 아프리카계 미국인 학생들을 받아들였다. 개리슨과 노스컷, 콜린스는 즉각적인 노예제 폐지의 옹호자들이었다. 애비 켈리 포스터는 "초급 노예제 폐지론자"이자 윌리엄 로이드 개리슨의 추종자가 되었다. 그녀는 수전 B. 앤서니뿐만 아니라 엘리자베스 케이디 스탠턴을 노예제 반대 운동으로 이끌었다.

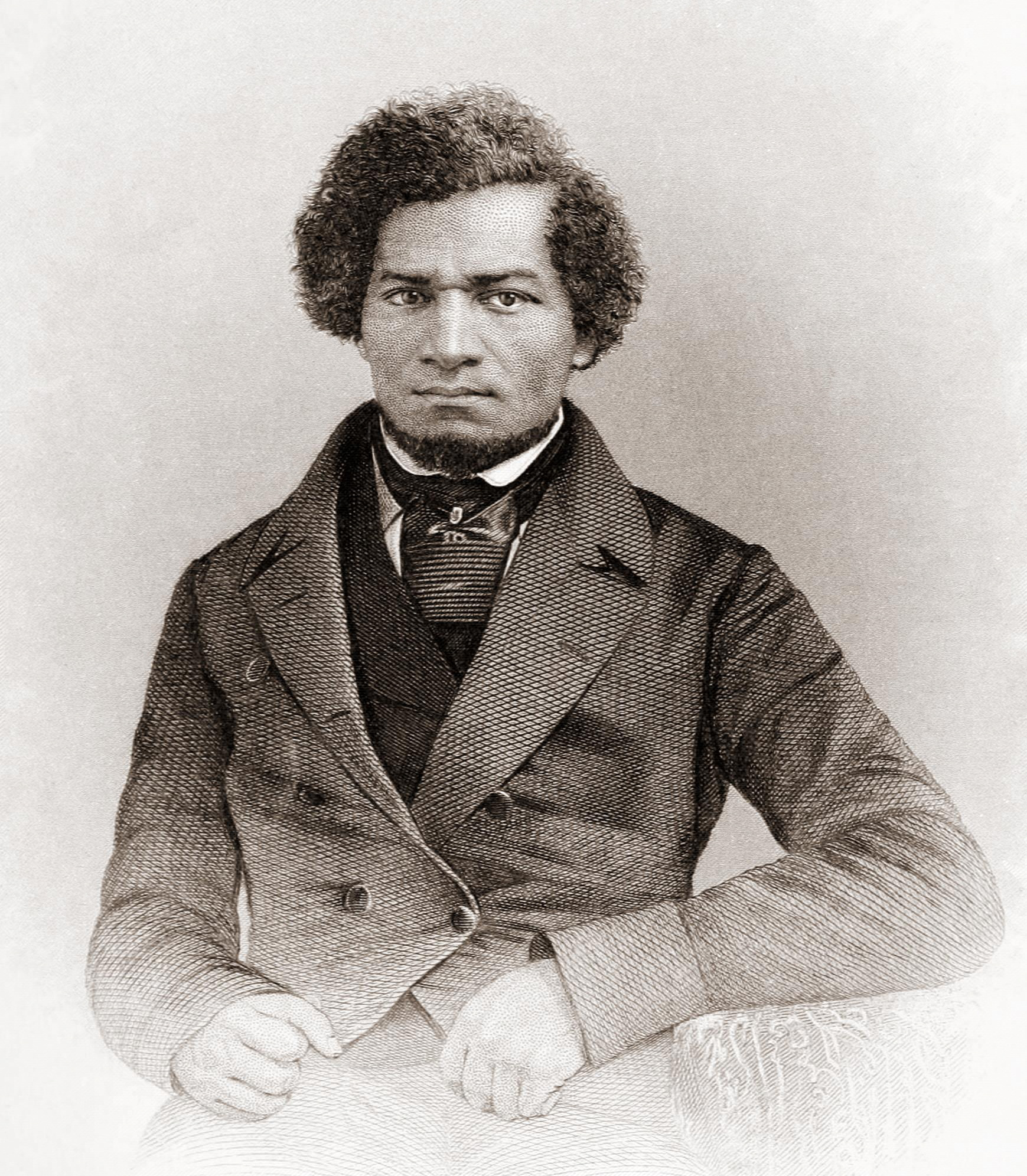
프레더릭 더글러스 (1818–1895), 전 노예로, 그의 회고록인 『미국 노예 프레더릭 더글러스의 삶에 대한 서술』(1845)과 『나의 속박과 나의 자유』(1855)는 베스트셀러가 되어 노예제 폐지 운동에 기여했다.

1840년 이후, "노예제 폐지"는 보통 개리슨의 입장과 유사한 입장을 지칭했다. 이는 주로 자유 흑인과 자유 유색인을 포함한 약 3,000명의 사람들이 이끄는 이념적 운동이었고, 그들 중 많은 이들, 예를 들어 로체스터의 프레더릭 더글러스와 필라델피아의 로버트 퍼비스 및 제임스 포튼은 저명한 지도적 역할을 했다. 더글러스는 영국에 2년간 머무는 동안 법적으로 자유를 얻었다. 영국 지지자들이 그의 미국 주인 토머스 올드로부터 그의 자유를 구매하기 위한 자금을 모금했고, 또한 미국에서 그의 노예제 폐지 신문을 위한 자금도 지원했다. 노예제 폐지 운동은 퀘이커 교도들과 1830년대 북부에서 찰스 피니가 이끈 제2차 대각성 운동의 부흥 열기로 개종한 사람들을 포함하여 강력한 종교적 기반을 가지고 있었다. 노예제 폐지에 대한 믿음은 자유 감리교회와 같은 기독교 교파의 형성에 기여했다.
복음주의 노예제 폐지론자들은 몇몇 대학, 특히 메인주의 베이츠 칼리지와 오하이오주의 오벌린 칼리지를 설립했다. 이 운동은 예일 총장 노아 포터와 하버드 총장 토머스 힐과 같은 인물들을 끌어들였다.

찰스 터너 토리, 1840년경, 조셉 P. 러브조이(Joseph P. Lovejoy) 편집, 『찰스 T. 토리 목사의 회고록(Memoir of Rev. Charles T. Torrey)』(보스턴: 존 P. 주윗 & Co.), 1847년.

북부에서는 대부분의 노예제 반대자들이 금주 운동, 공립 학교, 감옥 및 정신병원 건설과 같은 다른 근대화 개혁 운동을 지지했다. 그들은 여성 활동과 그들의 정치적 역할 문제에 대해 분열되어 있었고, 이것이 사회의 큰 균열에 기여했다. 1839년에 아서 태펀과 루이스 태펀 형제는 사회를 떠나 여성을 받아들이지 않는 미국 해외 노예제 폐지협회를 결성했다. 찰스 터너 토리, 아모스 펠프스(Amos Phelps), 헨리 스탠튼, 앨런슨 세인트 클레어(Alanson St. Clair)를 포함한 사회의 다른 구성원들은 여성 문제에 대해 개리슨과 의견을 달리했을 뿐만 아니라, 노예제 폐지에 대해 훨씬 더 활동적인 접근 방식을 취할 것을 촉구했으며, 결과적으로 1839년 1월 사회 연례 회의에서 개리슨의 리더십에 도전했다. 이 도전이 격퇴되자, 그들은 떠나 노예 해방에 대한 더욱 활동적인 접근 방식을 채택한 신 조직을 설립했다. 얼마 지나지 않아 1840년에 그들은 노예제 폐지를 유일한 강령으로 하는 자유당을 결성했다. 1840년 말에는 개리슨 자신도 보편 개혁 친구회라는 세 번째 새로운 조직의 결성을 발표했는데, 그 후원자와 창립 회원으로는 저명한 개혁가들인 마리아 웨스턴 채프먼, 애비 켈리, 올리버 존슨(Oliver Johnson), 그리고 브론슨 올컷 (루이자 메이 올컷의 아버지)이 포함되었다.
윌리엄 로이드 개리슨과 같은 노예제 폐지론자들은 노예제가 국가가 건국된 자유와 평등의 원칙에 모순된다고 거듭 비난했다. 1854년에 개리슨은 이렇게 썼다.
나는 자명한 진리 중 하나로 "모든 인간은 평등하게 창조되었으며, 그들은 창조주로부터 생명, 자유, 행복 추구와 같은 양도할 수 없는 특정 권리를 부여받았다"고 명시된 미국 독립 선언서의 그 부분을 믿는다. 따라서 나는 노예제 폐지론자이다. 따라서 나는 모든 형태의 억압, 특히 사람을 사물로 바꾸는 억압에 분개하고 혐오감을 느끼지 않을 수 없다. 이러한 감정을 소중히 여기지 않는 것은 원칙에 대한 배신일 것이다. 내가 노예제 문제에 대해 침묵하기를 바라거나, 아니면 그 방어를 위해 입을 열라고 요구하는 자들은 나의 주장을 거짓으로 만들고, 나의 인간성을 저하시키고, 나의 영혼을 더럽히라고 요구하는 것이다. 나는 어떤 정당을 수용하거나, 어떤 종파를 만족시키거나, 어떤 비난이나 위험을 피하거나, 어떤 이익을 구하거나, 어떤 제도를 보존하거나, 어떤 목표를 달성하기 위해 거짓말쟁이, 비겁자, 위선자가 되지 않을 것이다. 한 사람이 다른 사람을 정당하게 자신의 노예로 만들 수 있다고 나를 설득한다면, 나는 더 이상 독립 선언에 서명하지 않을 것이다. 피부색이나 기후에 관계없이 모든 인간의 양도할 수 없는 천부적 권리가 자유가 아니라고 나를 설득한다면, 나는 그 문서를 불태워 버릴 것이다. 나는 자유와 노예제를 동시에 옹호하는 방법을 알지 못한다.

### 톰 아저씨의 오두막과 남부의 임박한 위기

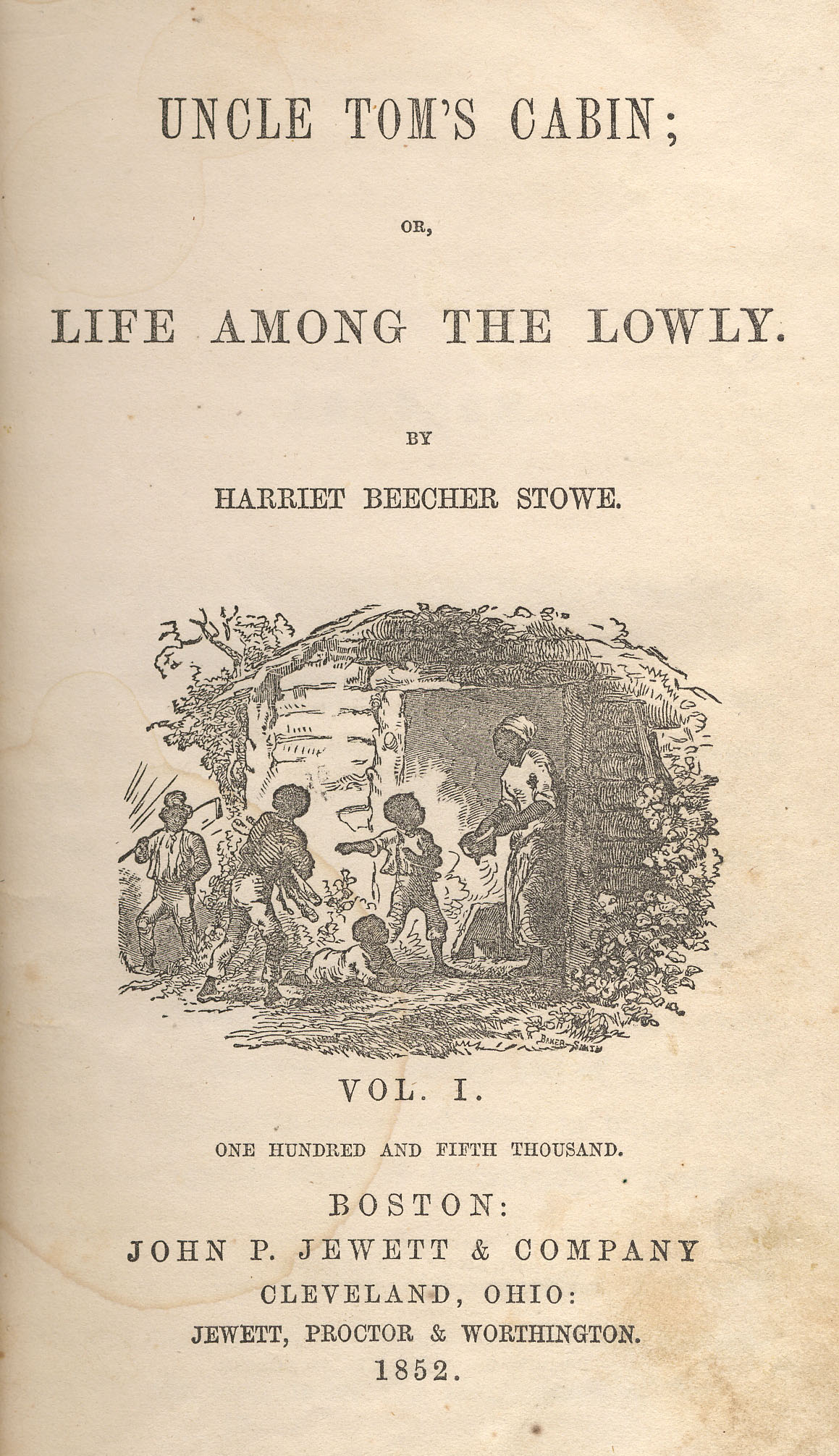
톰 아저씨의 오두막은 북부와 유럽에서 노예제의 구체화된 악에 대한 여론을 부채질했다.

가장 영향력 있는 노예제 폐지론 출판물은 톰 아저씨의 오두막(1852)이었는데, 이는 그녀의 아버지 라이먼 비처가 총장이었던 레인 신학교의 노예제 반대 토론에 참석했던 해리엇 비처 스토의 베스트셀러 소설이었다. 1850년 도망노예법 (도망자 서사를 일상 뉴스 일부로 만든)에 분노한 스토는 노예제 폐지론자들이 오랫동안 주장해왔던 노예제의 공포를 강조했다. 그녀가 그리스도를 닮은 톰 아저씨를 살해하는 이식된 양키인 악독한 노예 주인 사이먼 레그리(Simon Legree)를 묘사한 것은 북부를 격분시키고, 영국의 여론을 남부에 불리하게 만들었으며, 일부 노예 주인들이 인도적이라고 주장하며 이를 반박하려던 남부 노예 주인들을 격분시켰다. 노예제 폐지 투쟁에 엄청난 영향을 미쳤음에도 불구하고, 백인 여성이 미국의 노예제를 재현한 것이 여러 흑인 노예제 폐지론자 신문들의 노예제 묘사보다 이 시기에 더 큰 영향력을 가졌다는 점을 보여주기도 했다. 이는 수많은 반톰, 친노예제 소설에 영감을 주었으며, 그 중 여러 편은 여성들에 의해 쓰여지고 출판되었다.
한 서평가에 따르면, "『톰 아저씨의 오두막』(1852) 다음으로 힌턴 헬퍼의 노예제와 남부 계급 체계에 대한 비판서인 『남부의 임박한 위기』(1857)는 1850년대에 가장 중요한 노예제 반대 책이었다." 역사가 조지 M. 프레드릭슨에 따르면, "정치적 영향이라는 측면에서 『남부의 임박한 위기』가 미국에서 출판된 가장 중요한 단일 책이라는 주장을 하는 것은 어렵지 않을 것이다." 헬퍼는 남부인이자 지독한 인종차별주의자였지만, 『남부의 임박한 위기』에서 주장했듯이 노예제가 비노예주의 경제적 전망을 해치고 남부 지역 전체의 성장을 방해했기 때문에 그는 노예제 폐지론자였다.

## 헌법과 노예제 종식

### 헌법을 활용한 공화당의 전략
미국의 헌법에 관해 두 가지 상반된 노예제 폐지 입장이 나타났다. 개리슨주의자들은 이 문서가 노예제를 허용하고 보호하므로 "지옥과의 계약"이며 즉각적인 노예 해방을 위해 거부되어야 한다고 강조했다. 새로운 공화당이 채택한 주류 노예제 반대 입장은 헌법이 궁극적으로 노예제를 종식시키는 데 사용될 수 있고 사용되어야 한다고 주장했다. 그들은 헌법이 정부에 노예제를 직접 폐지할 권한을 주지 않는다고 가정했다. 그러나 특수한 제도에 맞서 헌법을 돌격대처럼 사용하기 위한 장기 전략을 지지하는 여러 가지 전술이 있었다. 첫째, 의회는 새로운 노예주의 승인을 막을 수 있었다. 이는 의회와 선거인단의 힘의 균형을 꾸준히 자유에 유리하게 움직일 것이다. 의회는 컬럼비아 특별구와 영토에서 노예제를 폐지할 수 있었다. 의회는 통상조항을 사용하여 주간 노예 무역을 종식시킬 수 있었고, 이로써 남동부에서 남서부로의 노예제 이동을 마비시킬 수 있었다. 의회는 자유 흑인을 완전한 시민으로 인정하고 도망 노예가 붙잡혀 다시 노예가 되는 것을 막기 위한 적법한 절차 권리를 주장할 수 있었다. 마지막으로, 정부는 후원 권한을 사용하여 전국적으로, 특히 경계 주에서 노예제 반대 운동을 증진할 수 있었다. 친노예제 세력은 공화당 전략이 급진적인 노예제 폐지론보다 자신들의 대의에 훨씬 더 위험하다고 간주했다. 링컨의 당선은 탈퇴로 이어졌다. 실제로 공화당 전략은 남북 전쟁 동안 우세했던 "노예제 폐지를 향한 굽은 길"을 제시했다.

### 노예 해방으로 이어진 사건들
1850년대에는 노예 무역이 남부의 16개 주 모두에서 합법적으로 유지되었다. 도시에나 경계 주에서는 노예제가 사라지고 있었지만, 면화, 설탕, 쌀, 담배 또는 대마와 같은 환금 작물을 재배하는 플랜테이션 지역에서는 여전히 강력했다. 1860년 미국 인구조사에 따르면, 미국 내 노예 인구는 4백만 명으로 증가했다. 미국 노예제 폐지 운동은 냇 터너의 반란 이후 남부에서 논의가 중단되었고, 북부에 기반을 두었으며, 백인 남부인들은 노예제 폐지 운동이 노예 반란을 부추긴다고 주장했다.
북부의 백인 노예제 폐지 운동은 사회 개혁가, 특히 미국 노예제 폐지협회의 설립자인 윌리엄 로이드 개리슨과 존 그린리프 휘티어, 해리엇 비처 스토와 같은 작가들이 이끌었다. 흑인 운동가로는 프레더릭 더글러스와 같은 전 노예들과 찰스 헨리 랭스턴과 존 머서 랭스턴 형제와 같은 자유 흑인들이 있었는데, 이들은 오하이오 노예제 폐지협회 설립을 도왔다.
일부 노예제 폐지론자들은 노예제가 범죄이자 죄악이라고 말했고, 노예주들이 흑인 여성을 소실로 삼고 성적으로 이용하는 것을 비난하기도 했다.

#### 1850년 타협
1850년 타협은 멕시코 전쟁과 노예주 텍사스 공화국의 연방 가입으로 야기된 노예제 관련 문제를 해결하려는 시도였다. 1850년 타협은 "위대한 타협가" 헨리 클레이 시니어가 제안했으며, 스티븐 A. 더글러스 상원 의원이 지지를 조정했다. 이 타협을 통해 캘리포니아는 주 제정 회의에서 노예제에 만장일치로 반대하여 자유주로 승인되었고, 텍사스는 현대 주 경계 북서쪽 영토 상실에 대해 재정적으로 보상을 받았으며, 노예 무역(노예제 자체가 아님)은 컬럼비아 특별구에서 폐지되었다. 도망노예법은 남부에 대한 양보였다. 노예제 폐지론자들은 북부인들이 도망 노예를 붙잡아 돌려보내도록 요구하는 새로운 법에 격분했다.

#### 공화당
1854년, 의회는 캔자스 네브래스카 법을 통과시켰는데, 이 법은 지역 주민들의 투표에 따라 해당 준주에 노예제를 허용했다. 이전 타협에서 얻었던 노예제 반대 성과는 뒤집혔다. 격분한 분노가 전 휘그당원, 노나싱당원, 그리고 전 자유토지당 민주당원들을 모아 1854-56년에 새로운 정당인 공화당을 결성하게 했다. 이 당은 산업, 철도, 은행, 무상 토지, 대학에 대한 정부 지원을 포함하는 급진적인 현대화 프로그램을 포함하고 있었고, 이는 모두 남부를 불쾌하게 했다. 새로운 당은 노예 권력을 비난했는데, 이는 자신들의 이익과 평범한 백인 남성의 불이익을 위해 국가 정부를 통제한다고 여겨지는 노예 소유주들의 정치적 권력을 의미했다.
공화당은 자유 노동이 노예 노동보다 우월하다고 믿었기 때문에 시장의 힘을 통해 노예제를 점진적으로 소멸시키기를 원했다. 남부 지도자들은 노예제의 서부 확장 금지라는 공화당 정책이 자신들을 이등 시민으로 만들고 자신들의 자율성을 침해한다고 말했다. 1860년 대통령 선거에서 에이브러햄 링컨이 승리하자, 면화와 노예제에 기반을 둔 경제를 가진 일곱 개의 딥 사우스 주들은 탈퇴하여 새로운 국가를 형성하기로 결정했다. 남북 전쟁은 1861년 4월 사우스캐롤라이나의 섬터 요새 포격으로 발발했다. 링컨이 반란 진압을 위해 병력을 소집하자, 네 개의 노예주가 추가로 탈퇴했다.

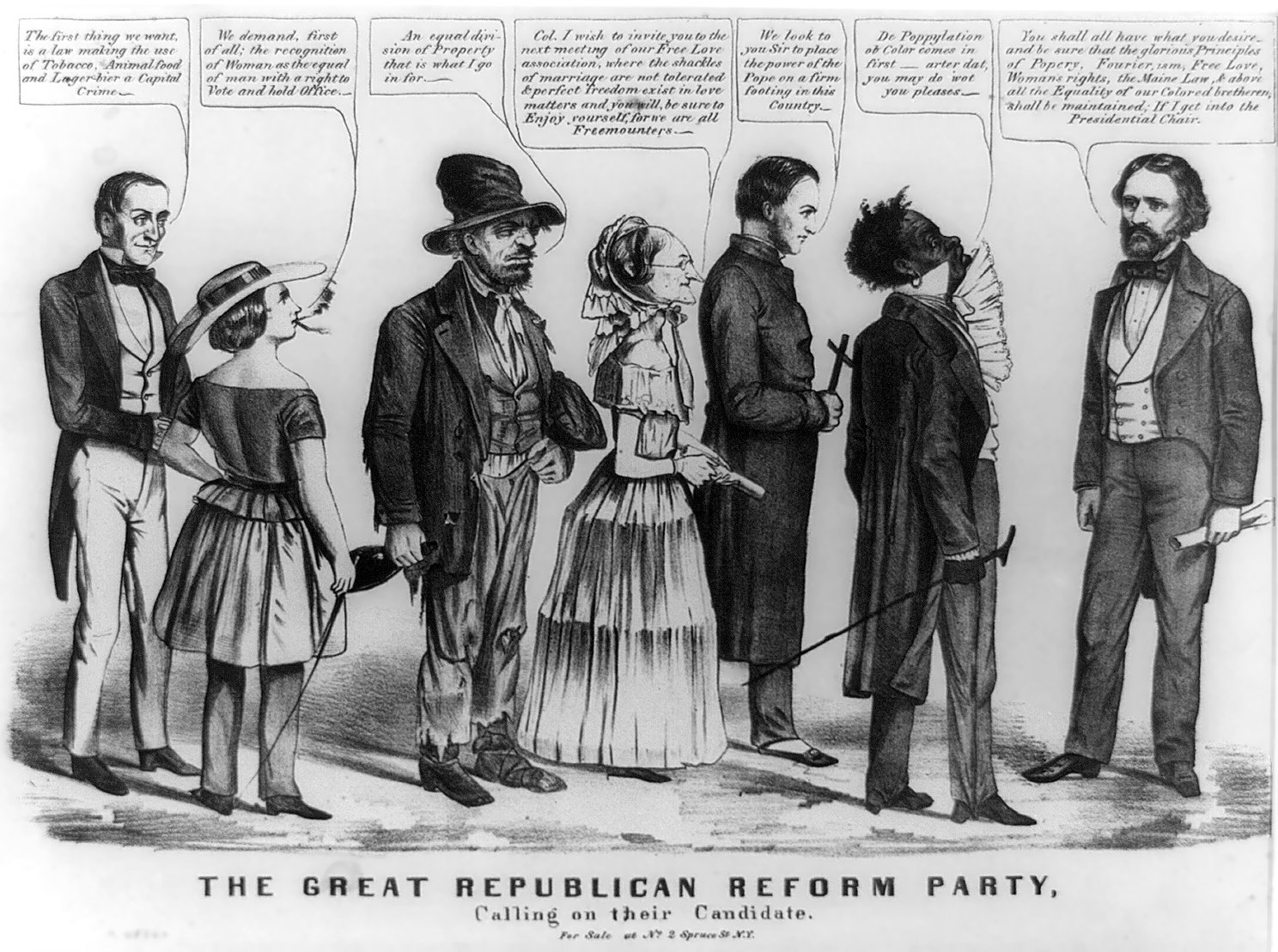
이 민주당 사설 만화는 공화당 후보 존 프리몬트(가장 오른쪽)를 금주, 여성주의, 푸리에주의, 자유연애주의, 가톨릭교, 그리고 노예제 폐지론과 연결시킨다.

캔자스 준주와 이웃한 노예주 미주리주의 위기는 1850년대의 피의 캔자스 위기 동안 유혈 사태로 변했다. 노예제 찬성파 보더 러피안과 부시워커들은 노예제 반대파 "자유 주창자"와 재이호커들과 싸웠다. 준군사 유격전은 이 지역에 널리 퍼졌고, 이는 남북 전쟁의 전조가 되었다. 폭력은 미국 국회 의사당의 상원 회의실을 포함한 다른 많은 장소로 확산되었는데, 남부 민주당원이 지팡이로 북부 공화당원을 공격했고 그의 정치적 동맹자들이 이를 지켜보았다.
탐험가이자 육군 참전용사, 노예제 폐지론자인 존 C. 프리몬트는 1856년에 최초의 공화당 대통령 후보로 출마했다. 신당은 "자유 토지, 자유 은화, 자유인, 프리몬트와 승리!"라는 슬로건을 내걸고 운동했다. 그가 비록 패배했지만, 당은 강력한 기반을 보여주었다. 뉴잉글랜드, 뉴욕, 북부 중서부의 양키 지역에서 우위를 점했고, 북부의 나머지 지역에서도 강한 존재감을 보였다. 남부에서는 거의 지지를 받지 못했고, 1856-60년에는 내전을 위협하는 분열적인 세력으로 널리 비난받았다. 새로 창당된 공화당은 1856-1857년 선거 주기에 미국 하원과 상원에서 상당한 입지를 확보하며, 한동안 노예제 폐지론자들과 북부인들을 위한 주요 정당으로서의 지위를 확고히 했다.
1850년대 중반, 새로운 당은 "봉쇄 정책"이라는 용어를 사용하지 않고, 일단 국가 정부를 장악하면 노예제를 봉쇄하는 시스템을 제안했다. 역사가 제임스 오크스는 그 전략을 다음과 같이 설명한다.
연방 정부는 자유 주, 자유 영토, 자유 해역으로 남부를 둘러싸, 노예제 주변에 그들이 '자유의 방벽'이라 부르는 것을 구축하여, 시스템 자체의 내부적 약점이 노예주들을 하나씩 노예제를 포기하게 만들 때까지 그것을 가둘 것이다.
강경파 노예제 폐지론자들은 느리게 작동하는 봉쇄가 아니라 즉각적인 해방을 요구했다. 일부는 새 정당을 거부했고, 이에 대해 당 지도자들은 자신들이 미국의 노예제를 완전히 폐지하려는 것이 아니라고 유권자들에게 재확인했다. 그것은 정치적으로 불가능했으며, 단지 노예제의 확산에 반대하는 일을 하고 있을 뿐이라고 말했다.

#### 존 브라운의 하퍼스 페리 습격

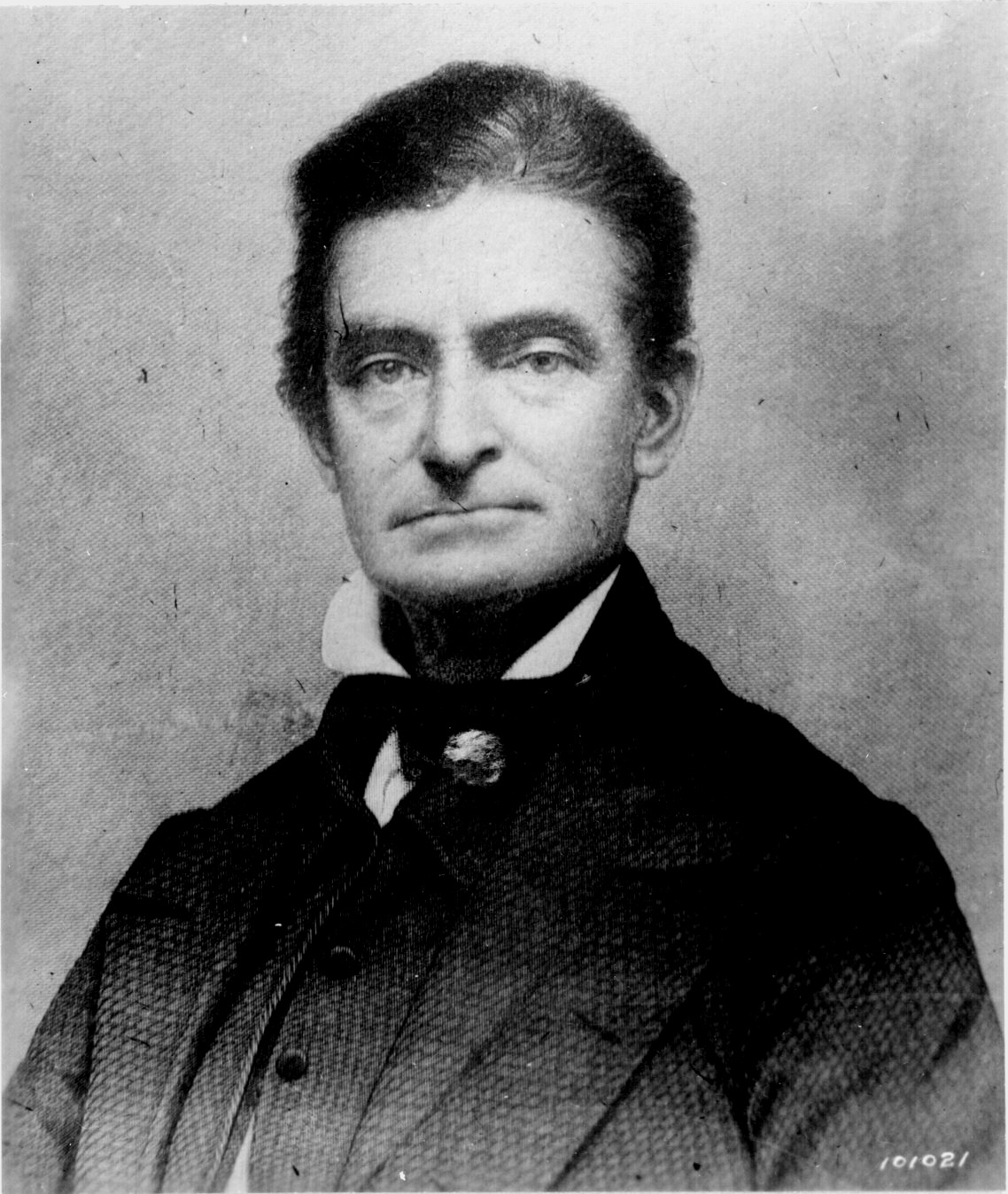
존 브라운 (1800–1859), 노예들의 무장 반란을 주장한 노예제 폐지론자. 그는 캔자스에서 친노예제 정착민들을 학살했고, 1859년 하퍼스 페리에서 실패한 노예 반란을 이끌다 버지니아주에 의해 교수형을 당했다.

존 브라운은 "19세기 미국인 중 가장 논란이 많은 인물"이라고 불렸다. 1859년 노예 반란을 시도한 후 브라운이 교수형을 당했을 때, 북부 전역에서 교회의 종이 울리고, 올버니에서는 100문의 축포가 발사되었으며, 북부 전역에서 대규모 추모 집회가 열렸고, 랠프 월도 에머슨과 헨리 데이비드 소로와 같은 유명 작가들이 다른 북부인들과 함께 브라운을 칭송했다. 개리슨은 평화주의자였지만, 브라운은 노예제를 끝내기 위해서는 불행하게도 폭력이 필요하다고 믿었다.
이 습격은 단기적으로는 성공하지 못했지만, 링컨의 당선에 기여하고 남부 주들의 탈퇴를 촉발하여 남북 전쟁으로 이어졌을 수 있다. 일부 역사가들은 브라운을 미친 광인으로 간주하는 반면, 데이비드 S. 레이놀즈(David S. Reynolds)는 그를 "노예제를 죽이고, 남북 전쟁을 촉발하며, 시민권을 심은 사람"으로 칭송한다.
1859년 10월에 그의 습격은 22명의 무리가 하퍼스 페리의 연방 병기창 (1863년 이후 웨스트버지니아주)을 점령하는 것을 포함했는데, 그곳에 수만 개의 무기가 있다는 것을 알았기 때문이었다. 브라운은 남부가 거대한 노예 봉기의 직전이며 작은 불꽃 하나로 봉기가 시작될 것이라고 믿었다. 브라운의 지지자들인 조지 루터 스턴스, 프랭클린 B. 샌본, 토머스 웬트워스 히긴슨, 시어도어 파커, 새뮤얼 그리들리 하우, 게리트 스미스는 모두 노예제 폐지론자였으며, 브라운의 습격에 재정적 지원을 제공한 소위 비밀 6인의 구성원들이었다. 역사가 데이비드 포터는 브라운의 습격이 "남부 전역에서 혁명적인 노예 봉기를 일으키고 엄청난 규모가 되기 위한 것이었다"고 말한다.
습격은 예상대로 진행되지 않았다. 브라운은 도망 노예들로 이루어진 소규모 군대를 신속히 만들기를 바랐지만, 잠재적인 도망자들에게 알릴 어떤 조치도 취하지 않았다. 비록 그는 약간의 지역 지원을 받긴 했다. 로버트 E. 리 중령이 이끄는 미군이 습격을 진압하기 위해 파견되었고, 브라운은 빠르게 붙잡혔다. 그는 버지니아 연방에 대한 반역죄, 살인죄, 노예 반란 선동죄로 기소되어 모든 혐의에 대해 유죄 판결을 받았고 교수형에 처해졌다. 재판에서 브라운은 놀라운 열정과 한결같은 마음을 보였는데, 이는 남부인들의 최악의 두려움을 직접적으로 자극했다. 버지니아 법에 따라 선고와 교수형 사이에 한 달의 시간이 있었고, 그 몇 주 동안 브라운은 기자들과 그를 보고 싶어하는 누구와도 기꺼이 이야기했고, 많은 편지를 썼다. 남부인들이 그가 노예 반란이 임박했다는 말에 동의했기 때문에, 탈퇴를 일으키는 데 존 브라운만큼 큰 영향을 미친 사람은 거의 없었다. 그의 처형 날, 브라운은 "이 죄 많은 땅의 범죄는 피 없이는 결코 정화되지 않을 것이다. 나는 지금 생각하기로는 아주 많은 피를 흘리지 않고도 가능할 것이라고 헛되이 자만했다."고 예언했다.

#### 남북 전쟁

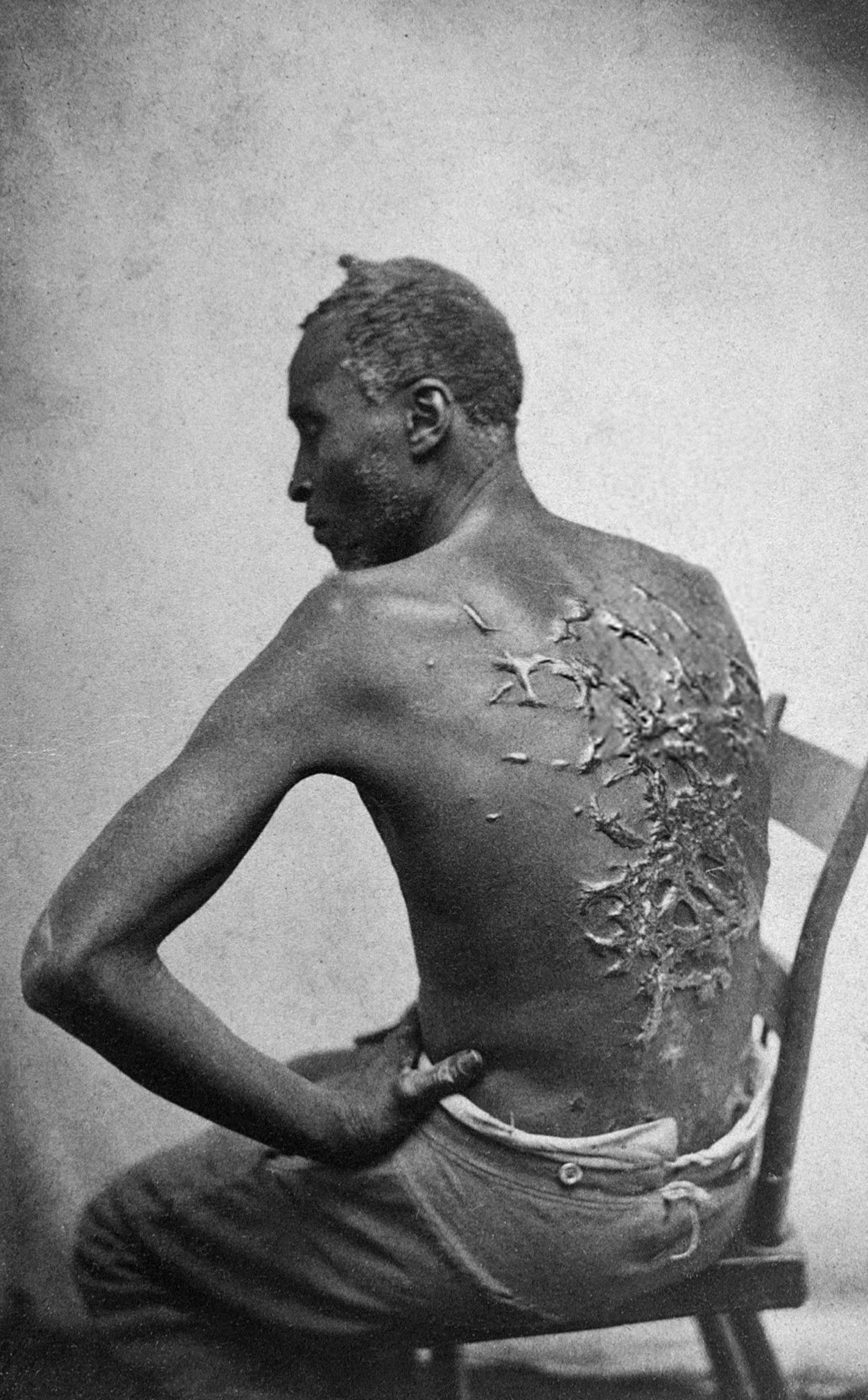
고든의 이 사진은 노예제 폐지론자들에 의해 널리 배포되었다.

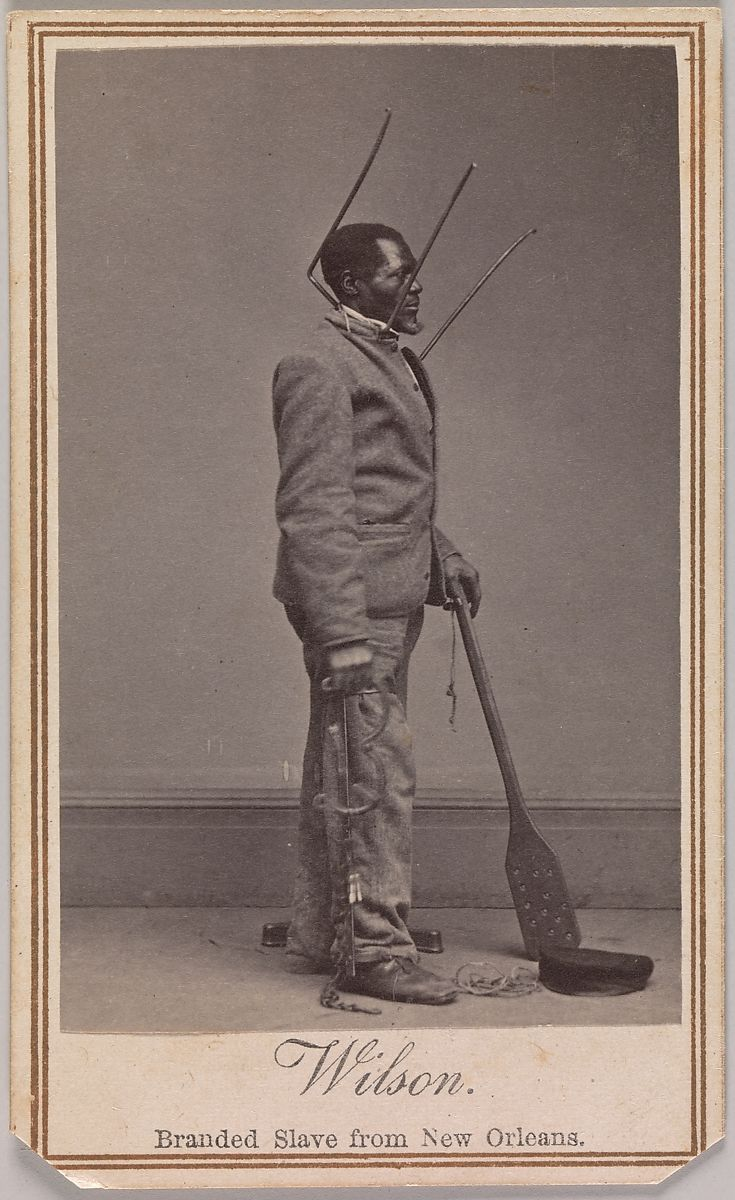
윌슨 친, 루이지애나 출신의 낙인찍힌 노예 - 남북 전쟁 동안 노예제 폐지 운동에서 가장 널리 유포된 사진 중 하나가 되었다.

남북 전쟁은 연방 보존이라는 명목상의 목표로 시작되었고, 링컨은 노예제 문제에 대해 자신이 서부 영토로의 확장에만 반대한다고 거듭 말했다. 이 전쟁에 대한 시각은 여론이 진화함에 따라 점진적으로 변화하여, 1865년경에는 북부에서 전쟁이 주로 노예제 종식과 관련되어 있다고 여겨졌다. 전쟁 중 노예제에 대한 최초의 연방 조치는 1862년 4월 16일에 링컨이 컬럼비아 특별구 노예제 폐지법에 서명하면서 이루어졌는데, 이 법은 워싱턴 D.C.의 노예제를 폐지했다. 몇 달 후, 6월 19일, 의회는 모든 연방 영토에서 노예제를 금지하며 링컨의 1860년 선거 공약을 이행했다. 한편, 연방은 수천 명의 도망 노예들이 연방 전선을 넘어 자유를 얻으려는 끊임없는 흐름에 직면하게 되었다. 이에 대응하여 의회는 압수법을 통과시켰는데, 이는 기본적으로 남부 출신 도망 노예를 압수된 전쟁 재산으로 선언하여 연합군 소유주에게 돌려줄 필요가 없도록 했다. 초기 법안에는 해방이 언급되지 않았지만, 1862년 7월 17일에 제정된 1862년 압수법은 반란에 참여하거나 지지한 사람들에게 속한 도망 노예나 해방된 노예는 "전쟁 포로로 간주되며, 그들의 노예 상태에서 영원히 자유롭고 다시 노예로 구속되지 않을 것"이라고 명시했다. 연방 지지 세력은 경계 주인 메릴랜드, 미주리, 웨스트버지니아를 장악했다. 이 세 주는 전쟁이 끝나기 전에 노예제를 폐지할 것이었다. 링컨은 1863년 1월 1일 발효되는 노예 해방 선언을 발표했는데, 이는 남부 연합 주에 있는 노예들만 자유롭게 선언했다. 미국 유색인 부대는 1863년에 작전을 시작했다. 1850년 도망노예법은 1864년 6월에 폐지되었다. 결국 노예제 폐지에 대한 지지가 충분해져 1865년 12월에 비준된 제13차 수정헌법이 통과되었는데, 이는 미국 전역에서 노예제를 폐지하여 1865년에도 노예제가 여전히 존재했던 유일한 주들인 켄터키와 델라웨어에서 5만 명 이상의 노예화된 사람들을 해방시켰다. 제13차 수정헌법은 또한 아메리카 원주민 부족들 사이의 노예제도 폐지했다.

## 지역별 차이

### 북부의 노예제 폐지

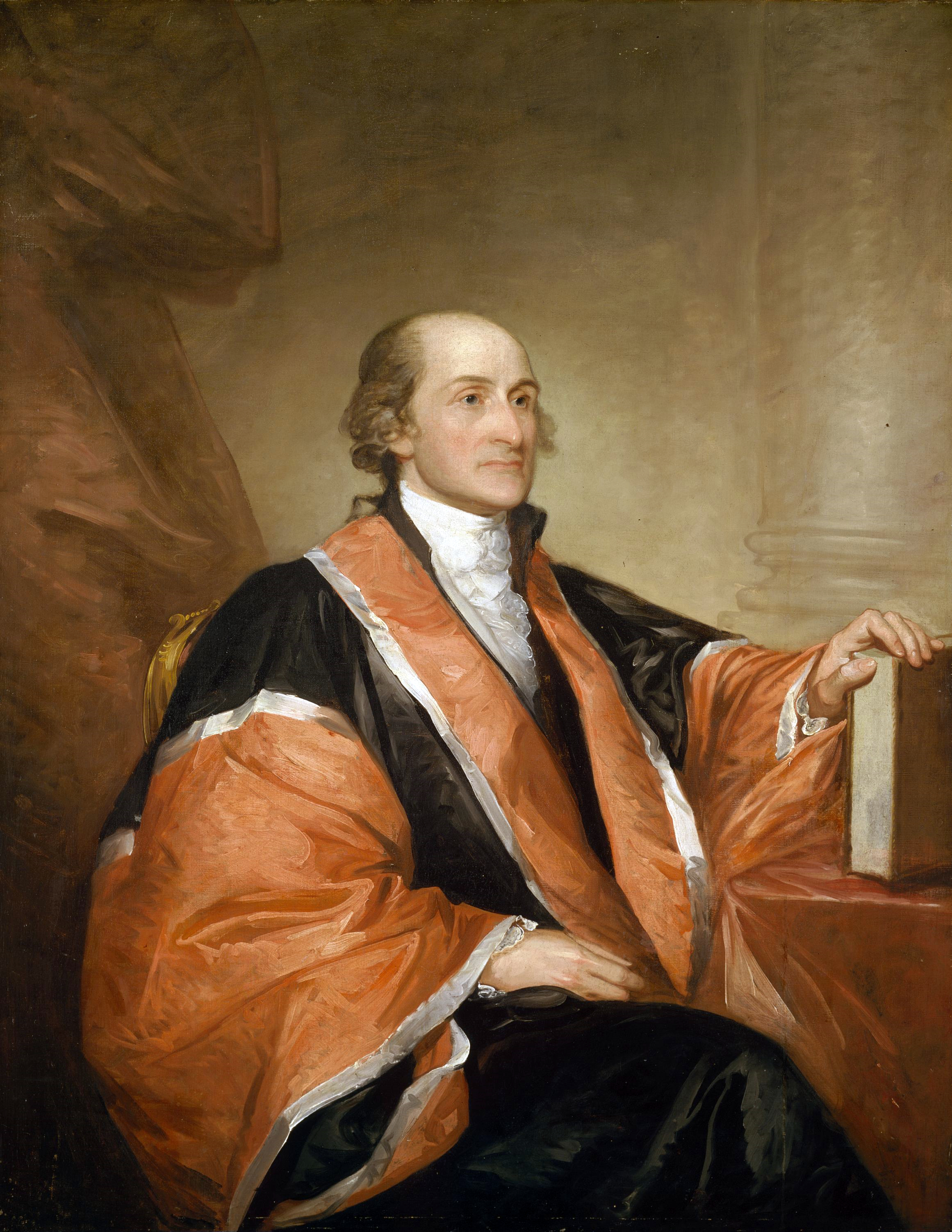
존 제이 (1745–1829), 1785년 뉴욕 노예 해방 협회의 설립자 중 한 명.

노예제 폐지 운동은 미국의 독립 시점쯤에 시작되었다. 퀘이커 교도들이 큰 역할을 했다. 첫 번째 노예제 폐지 조직은 1775년에 처음 모인 펜실베이니아 노예제 폐지협회였고, 벤저민 프랭클린이 그 회장이었다. 뉴욕 노예 해방 협회는 1785년에 존 제이, 알렉산더 해밀턴, 에런 버와 같은 강력한 정치인들에 의해 설립되었다.
북부 주에서 노예제가 언제 폐지되었는지에 대해서는 많은 혼란이 있는데, "노예제 폐지"가 주마다 다른 의미를 가졌기 때문이다. (시어도어 웰드는 컬럼비아 특별구의 노예제에 반대하는 소책자에서 상세한 연대기를 제공한다.) 1777년 독립 버몬트주를 시작으로 오하이오강과 펜실베이니아주와 메릴랜드주를 분리하는 메이슨 딕슨 선 북쪽의 모든 주들이 노예제를 폐지하는 법률을 통과시킨 것은 사실이지만, 일부 경우에는 기존 노예들에게는 적용되지 않고 오직 그들의 미래 자손에게만 적용되었다. 여기에는 신대륙 전체에서 최초의 노예제 폐지 법률이 포함되었다. 1780년에 채택된 매사추세츠 헌법은 모든 인간이 권리를 가진다고 선언하여 노예제를 시행할 수 없게 만들었고, 노예는 주인과 노예 개개인의 행동을 통해 사라졌다.
그러나 뉴욕주에서 1799년에 통과된 노예제 폐지 세력의 법안은 노예제의 점진적 폐지를 위한 법이었다. 뉴욕의 노예제는 1827년까지 공식적으로 끝나지 않았고, 1830년 10년 인구 조사에서는 70명 이상의 노예화된 사람들이 뉴욕에 나타났다. 1840년 주 인구 조사에서는 노예가 나타나지 않았다. 뉴저지는 1804년에 노예제를 폐지했지만, 1860년에는 12명의 흑인이 여전히 "영구 견습생"으로 잡혀 있었다.
1787년 북서부 조례에서 연합회의는 오하이오강 북서쪽 영토에서의 노예제를 금지했다.
1787년 필라델피아 제헌회에서 노예제는 가장 논쟁적인 주제였다. 노예제를 전면적으로 금지하는 것은 불가능했는데, 남부 주들(조지아, 사우스캐롤라이나, 노스캐롤라이나, 버지니아, 메릴랜드, 델라웨어)이 결코 동의하지 않았을 것이기 때문이다. 합의된 유일한 노예제 제한은 의회가 노예 수입을 금지하도록 허용하는 것이었고, 심지어 그마저도 20년 동안 연기되었다. 그 무렵에는 사우스캐롤라이나를 제외한 모든 주들이 노예 수입을 폐지하거나 엄격히 제한하는 법을 가지고 있었다. 1808년이 다가오자, 당시 대통령 토머스 제퍼슨은 1806년 의회에 대한 연례 메시지(국정연설)에서 1807년 의회의 큰 논란 없이 승인된 법안을 제안했는데, 이는 헌법이 허용하는 첫날인 1808년 1월 1일부터 노예의 미국 수입을 금지하는 것이었다. 그가 말했듯이, 이는 "미국 시민들을 인간 권리 침해에 더 이상 참여하지 않도록 할 것인데, 이는 도덕, 명성, 그리고 우리나라의 최고 이익이 오랫동안 금지하기를 열망해 온 것"이다. 그러나 연간 약 1,000명의 노예가 계속해서 불법적으로(밀수되어) 미국으로 들어왔다. 원더러와 클로틸다를 참조하라. 이는 주로 스페인령 플로리다와 멕시코만 연안을 통해 이루어졌는데, 미국은 1819년에 스페인으로부터 플로리다를 획득했는데, 1821년 발효, 부분적으로는 노예 통제 조치였다. 즉, 수입되는 노예가 없고, 당연히 피난처로 도망치는 노예도 없도록 하는 것이었다.
의회는 수익성이 좋은 주간 노예 무역에 대한 어떠한 제한도 통과시키지 않았고, 이 무역은 아프리카 노예의 공급을 대체하기 위해 확대되었다 (미국의 노예제#노예 무역 참조).

### 남부 소유주에 의한 노예 해방
1776년 이후, 퀘이커와 모라비아 옹호자들은 어퍼사우스의 수많은 노예 소유주들이 자신들의 노예를 해방하도록 설득하는 데 도움을 주었다. 노예 해방은 거의 20년 동안 증가했다. 노예 소유주들의 많은 개인적인 행동으로 수천 명의 노예가 해방되었다. 노예 소유주들이 너무 많은 노예를 해방시켜, 어퍼사우스에서 자유 흑인의 비율은 1%에서 10%로 증가했으며, 이 중 대부분의 증가는 버지니아주, 메릴랜드주, 델라웨어주에서 일어났다. 1810년까지 델라웨어 흑인의 4분의 3이 자유인이었다. 자유를 제공한 가장 주목할 만한 인물은 버지니아의 로버트 카터 3세로, 그는 1791년에 제출된 "증여 계약"을 통해 450명 이상의 사람들을 해방시켰다. 이 숫자는 이전이나 이후에 어떤 미국인도 해방시킨 노예의 수보다 많았다. 종종 노예 소유주들은 혁명 중 자신의 투쟁으로 인해 결정을 내렸으며, 그들의 유언과 증여 계약은 노예를 해방시키려는 결정에 대한 인간 평등에 대한 언어를 자주 인용했다. 이 시대의 변화하는 경제 또한 노예 소유주들이 노예를 해방하도록 부추겼다. 농장주들은 노동 집약적인 담배에서 혼작 재배로 전환하고 있었고, 필요한 노예 수가 줄어들었다.
1860년까지 델라웨어의 흑인 중 91.7%, 메릴랜드의 흑인 중 49.7%가 자유인이었다. 이러한 초기 자유 가문은 종종 미래 세대에 장인, 전문가, 설교자, 교사의 핵심을 형성했다. 그러나 이것이 인종 평등을 의미하지는 않았다. 노예제로부터 자유로웠음에도 불구하고, 흑인들은 여전히 엄청난 차별에 직면했다. 예를 들어, 델라웨어는 18세기 후반과 19세기 내내 흑인 참정권 박탈을 여러 번 확인하고 재확인했다. 델라웨어 총회는 19세기에 흑인 코드를 엄격하게 시행하여 아프리카계 미국인들의 여행, 재산 소유, 표현, 사회화를 제한했다.

### 서부 영토

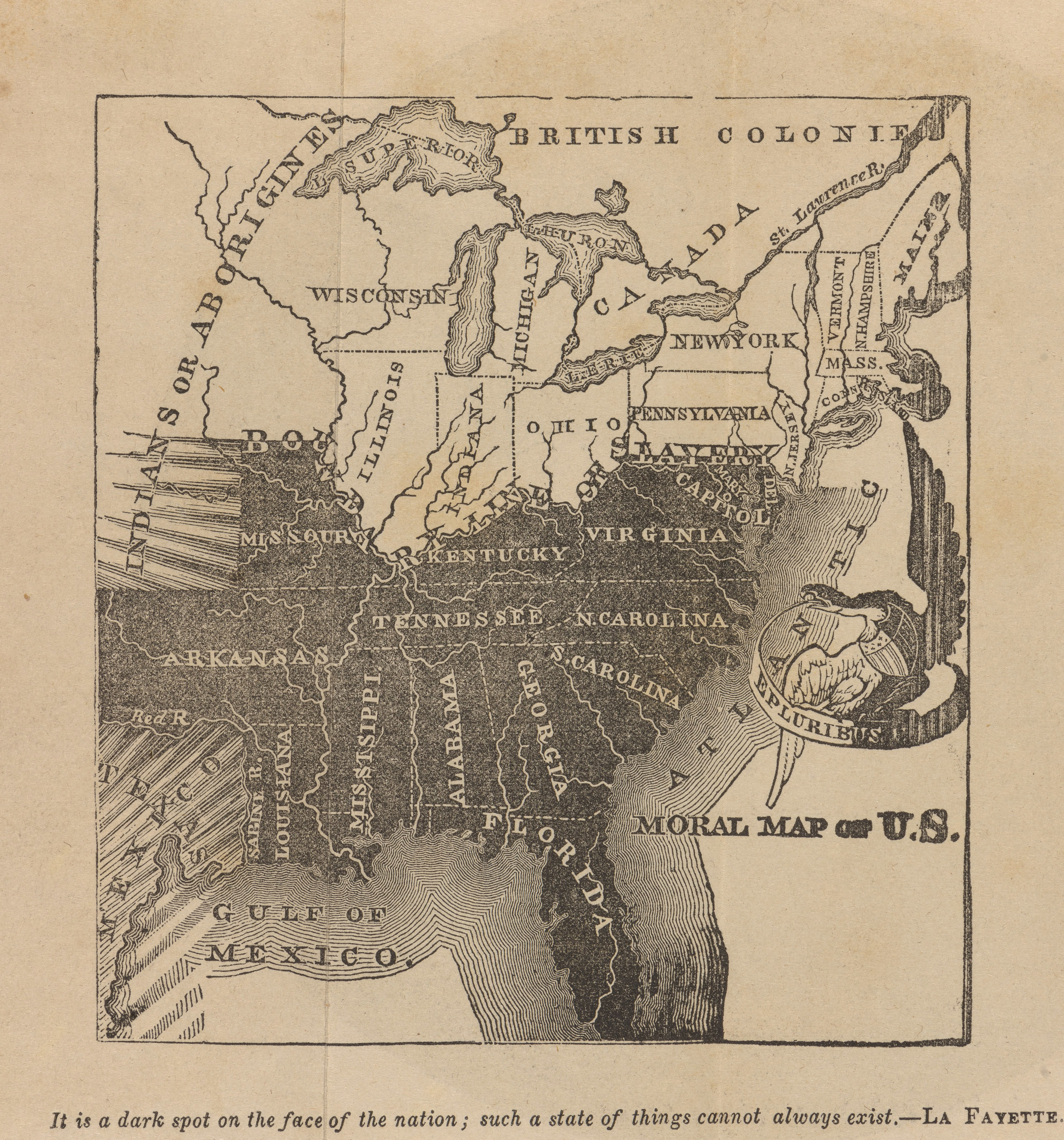
이 노예제 반대 지도에는 노예주들이 검은색으로 표시되어 있으며, 검은색과 흰색 음영은 텍사스와 서부 영토로 노예제가 확산될 위협을 나타낸다.

1820년 미주리주가 주로 편입되면서 노예제를 제한하려 했던 탈마지 수정안에 대한 의회 토론 중, 루퍼스 킹은 "어떤 인간에게든 그러한 조건[노예제]을 부과하는 법률이나 조약은 절대적으로 무효이다. 왜냐하면 그것은 하나님의 법인 자연법에 위배되기 때문이다. 자연법은 하나님이 인간에게 자신의 길을 알리시는 방식이며, 모든 인간의 통제를 넘어선다"고 선언했다. 수정안은 실패했고 미주리는 노예주가 되었다. 역사가 데이비드 브라이언 데이비스에 따르면, 이는 정치 지도자가 노예제의 인식된 합법성에 대해 그렇게 급진적인 방식으로 공개적으로 공격한 세계 최초의 사례였을 수 있다.
1830년대부터 미국 우정청장은 노예제 폐지 소책자가 남부로 우편으로 배달되는 것을 거부했다. 노예제 폐지론자로 의심되는 북부 교사들은 남부에서 추방되었고, 노예제 폐지 문헌은 금지되었다. 1835년에 한 북부인인 아모스 드레서(Amos Dresser, 1812–1904)는 내슈빌에서 노예제 반대 출판물을 소지한 혐의로 재판을 받고 유죄 판결을 받았으며, 처벌로 공개적으로 채찍질당했다. 남부인들은 자신들이 노예제 폐지론자가 아니라는 공화당의 부인을 거부했다. 그들은 존 브라운의 1859년 노예 봉기 시도를 여러 북부 음모가 노예 반란을 일으키기 위해 진행 중이라는 증거로 지적했다. 비록 일부 노예제 폐지론자들이 노예 봉기를 요구하기도 했지만, 다른 브라운 같은 음모에 대한 증거는 발견되지 않았다. 북부도 위협을 느꼈는데, 에릭 포너(Eric Foner)가 결론 내렸듯이, "북부인들은 노예제를 좋은 사회의 정반대이자 자신들의 근본 가치와 이익에 대한 위협으로 보기 시작했다." 유명하고 "불같은" 노예제 폐지론자 애비 켈리 포스터는 매사추세츠주 출신으로, 모든 흑인의 완전한 시민권을 믿는 "초급" 노예제 폐지론자로 여겨졌다. 그녀는 해방된 노예들이 라이베리아를 식민지화할 것이라는 견해를 고수했다. 노예제 반대 운동의 일부는 "애비 켈리즘"으로 알려지게 되었다. 그녀는 수전 B. 앤서니와 루시 스톤을 이 운동에 영입했다. 퀘이커 모임에 참석했던 면화 및 직물 재벌인 에핑엄 캐프런(Effingham Capron)은 애비 켈리 포스터와 그녀의 가족이 회원이었던 그 퀘이커 모임에 참석했으며, 지역, 주, 국가 차원에서 저명한 노예제 폐지론자가 되었다. 억스브리지의 지역 노예제 폐지 협회는 마을 인구의 25% 이상이 회원으로 가입했다.

## 노예제 폐지론자들의 관점
역사가 제임스 M. 맥퍼슨은 1964년에 노예제 폐지론자를 "남북 전쟁 이전에 미국에서 노예제의 즉각적이고 무조건적이며 완전한 폐지를 주장한 사람"으로 정의했다. 그는 많은 역사가들이 즉시성에 대한 자신의 강조 없이 더 넓은 정의를 사용했다고 지적한다. 따라서 그는 에이브러햄 링컨이나 공화당과 같은 노예제 반대자들을 포함하지 않는다. 그들은 1861년 이전에 노예제 확장의 즉각적인 종식을 요구했다.
따라서 미국 노예제 폐지 운동은 역사가들에 의해 도덕주의의 표현으로 인식되었으며, 종종 다른 사회 개혁 노력인 금주 운동과 병행하여 진행되었다. 노예제는 또한 경제적 이유로도 해롭다고 공격받았는데, 정도는 덜했지만 그러했다. 증거는 플랜테이션에 많은 노예화된 아프리카계 미국인이 있는 남부가 노예가 거의 없는 북부보다 확실히 가난했다는 것이었다.

### 종교와 도덕
미국 노예제 폐지 운동의 종교적 요소는 매우 컸다. 그것은 퀘이커 교도들로부터 시작되어 19세기 초 제2차 대각성 운동과 함께 다른 개신교인들에게로 확산되었다. 많은 지도자들이 목사였다. 노예제를 죄악이라고 말하는 것은 그 악을 이해하기 쉽게 만들었고, 운동에 대한 열정을 불러일으키는 경향이 있었다. 노예제에 대한 논쟁은 종종 성경이 노예제에 대해 무엇을 말하거나 말하지 않는지에 기반을 두었다. 목회를 위해 성경을 공부했던 존 브라운은 자신이 "하나님의 도구"라고 선언했다.
1820년대와 1830년대의 제2차 대각성 운동은 종교적으로 많은 종류의 사회 개혁을 단행하는 단체들에게 영감을 주었다. 일부에게는 노예를 소유하는 것이나 노예제를 용인하는 것이 죄악이라고 여겨 노예제를 즉각 폐지하는 것이 포함되었다. 예를 들어, 노예제 반대는 존 웨슬리가 세운 감리교회의 경건의 일 중 하나였다. 당시 "노예제 폐지론자"는 여러 가지 의미를 가졌다. 윌리엄 로이드 개리슨의 추종자들, 웬델 필립스와 프레더릭 더글러스를 포함하여, "노예제의 즉각적인 폐지"를 요구했으므로, "즉시주의"라고도 불렸다. 시어도어 드와이트 웰드와 아서 태펀과 같은 더 실용적인 노예제 폐지론자들은 즉각적인 조치를 원했지만, 긴 중간 단계를 거치는 점진적 해방 프로그램을 기꺼이 지지했다.
노예제 폐지를 도덕적 문제로 선언하는 기독교 교단들의 형성이 일어났는데, 예를 들어 1843년 오렌지 스콧이 웨슬리안 감리교 연합을 조직하고, 1860년 벤저민 타이투스 로버츠가 자유 감리교회를 결성한 것(이는 교단 이름에 반영되어 있음)이다. 오렌지 스콧과 조담 호튼이 창간한 주기 간행물인 <트루 웨슬리안>은 노예제 폐지론적 견해를 전파하는 데 사용되었다. 감리교와 퀘이커 기독교 분파는 미국에서 노예제 폐지론 이념 형성에 필수적인 역할을 했다.
존 퀸시 애덤스와 같은 "반노예제주의자"들은 노예제를 죄악이라고 부르지 않았다. 그들은 노예제를 사회 전체의 악한 특징이라고 불렀다. 그들은 노예제를 제한하고 가능한 곳에서 종식시키기 위해 할 수 있는 모든 것을 했지만, 어떤 노예제 폐지 단체의 일원도 아니었다. 예를 들어, 1841년 존 퀸시 애덤스는 아미스타드 아프리카 노예들을 미국 연방 대법원에서 대리하여 그들이 해방되어야 한다고 주장했다. 전쟁 전 마지막 몇 년 동안 "반노예제"는 에이브러햄 링컨과 같이 캔자스 네브래스카 법이나 도망 노예법에 의해 노예제 확산이나 그 영향력에 반대하는 북부 다수를 지칭할 수 있었다. 많은 남부인들은 이들을 개리슨주의자와 구분하지 않고 모두 노예제 폐지론자라고 불렀다.
역사가 제임스 스튜어트(1976)는 노예제 폐지론자들의 깊은 신념을 설명한다. "모든 사람들은 하나님의 눈에 평등하며, 흑인들의 영혼은 백인들의 영혼만큼이나 귀하다. 하나님의 자녀 중 한 명이 다른 자녀를 노예로 삼는 것은 헌법이 승인했더라도 상위법에 대한 위반이다."

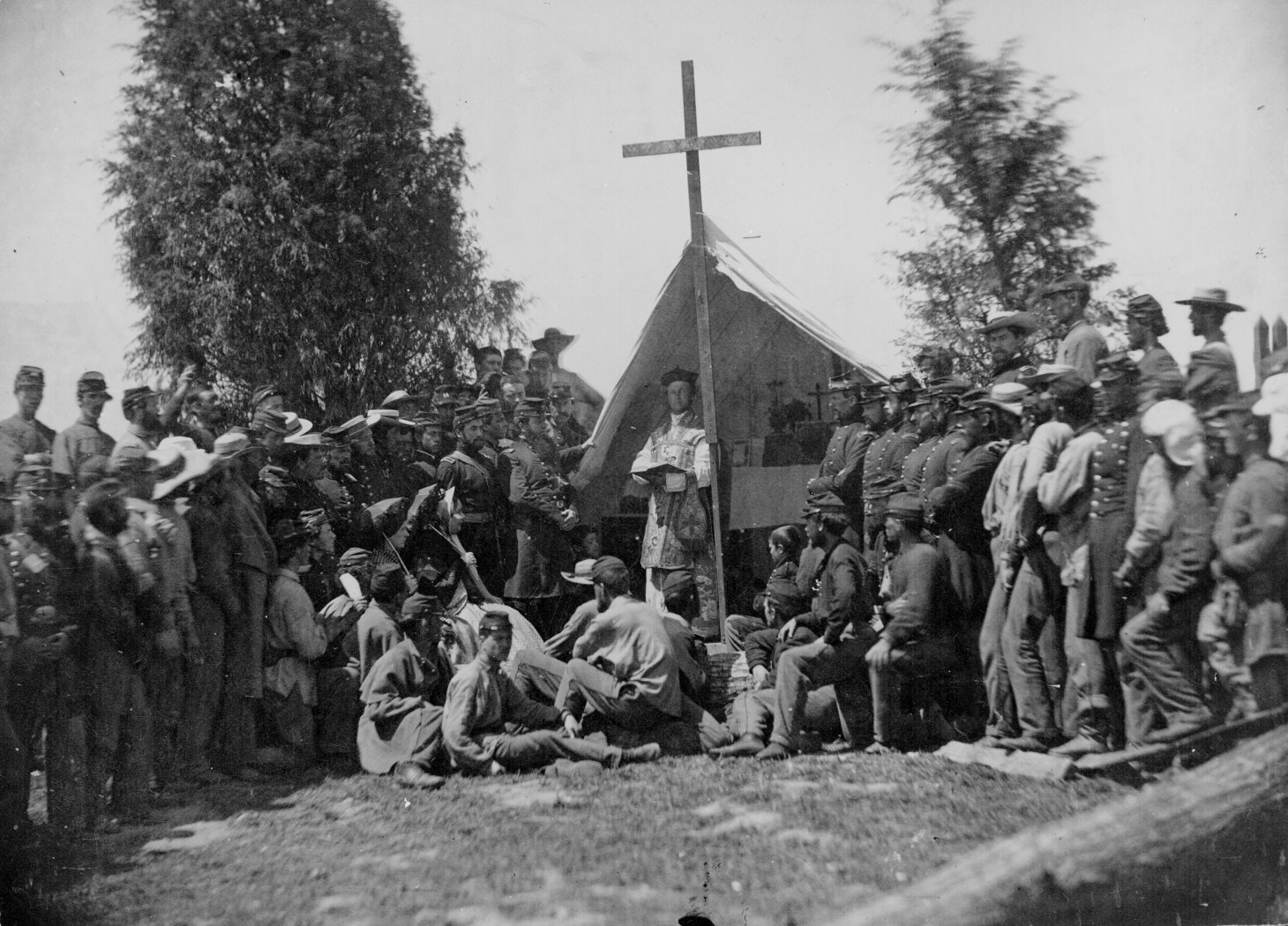
아일랜드계 가톨릭 뉴욕 69 보병 연대의 장교들과 병사들이 1861년 가톨릭 미사에 참석하고 있다.

아일랜드계 가톨릭 신자들은 당시 미국 헌법에 의해 보호받던 노예제의 역할에 거의 이의를 제기하지 않았다. 그들은 노예제 폐지론자들을 반가톨릭적이고 반아일랜드적이라고 여겼다. 아일랜드계 가톨릭 신자들은 남부의 민주당원들에게 일반적으로 잘 받아들여졌다.
대조적으로, 대부분의 아일랜드 민족주의자들과 피니언들은 노예제 폐지를 지지했다. 아일랜드의 가톨릭 지도자인 대니얼 오코넬은 미국 내 노예제 폐지를 지지했다. 그는 아일랜드에서 6만 명의 서명을 받은 청원서를 조직하여 미국 내 아일랜드인들에게 노예제 폐지를 지지할 것을 촉구했다. 아일랜드 공화주의 형제단의 창립자인 존 오매호니는 노예제 폐지론자였으며, 남북 전쟁 중 뉴욕 69 보병 연대의 대령으로 복무했다.
미국 내 아일랜드 가톨릭 신자들은 최근 이민자들이었고, 대부분 가난했으며 노예를 소유한 사람은 거의 없었다. 그들은 비숙련 노동 일자리에서 자유 흑인들과 경쟁해야 했다. 그들은 노예제 폐지 운동을 복음주의적 반가톨릭 개신교의 강경파로 보았다.
미국 가톨릭 교회는 노예를 소유했던 메릴랜드와 루이지애나에 오랫동안 뿌리를 내리고 있었다. 흑인의 영적 평등에 대한 확고한 입장과 1839년 교황 그레고리오 16세가 발표한 교황 교서 숭고한 사도직에서에서 노예제에 대한 강력한 비난에도 불구하고, 미국 교회는 공개적인 담론에서 노예 소유 이익과의 충돌을 피했다. 1861년 뉴욕 대주교는 캐머런 전쟁 장관에게 다음과 같이 편지를 썼다. "교회는 노예제에 반대한다... 그 주제에 대한 교회의 교리는 인간을 본래 자유로운 상태에서 노예로 전락시키는 것은 범죄라는 것이다." 남북 전쟁 이전에 어떤 미국 주교도 초정치적 노예제 폐지나 주의 권리에 대한 간섭을 지지하지 않았다.
사십팔년 혁명가 이민자들의 세속적인 독일인들은 대체로 노예제에 반대했다. 저명한 사십팔년 혁명가로는 카를 슈르츠와 프리드리히 헤커가 있었다. 독일 루터교인들은 노예제에 대해 거의 입장을 취하지 않았지만, 독일 감리교인들은 노예제에 반대했다.

### 흑인 노예제 폐지론자들
역사가들과 학자들은 흑인 노예제 폐지론자들의 활동을 대체로 간과하고, 대신 프레더릭 더글러스와 같은 소수의 흑인 노예제 폐지론자들에게만 초점을 맞춰왔다. 그러나 마틴 딜레이니와 제임스 먼로 휘트필드와 같은 덜 알려진 흑인 노예제 폐지론자들도 이 운동을 형성하는 데 분명히 큰 역할을 했다. 흑인 노예제 폐지론자들은 종종 적대적인 미국 대중과 맞서야 하는 동시에 자신들의 국적과 투쟁을 인정해야 하는 독특한 문제에 직면했다. 그 결과, 많은 흑인 노예제 폐지론자들은 "의도적으로 영국, 뉴잉글랜드, 중서부 문화의 측면을 채택했다." 더 나아가, 노예제 폐지론 수사학, 특히 흑인 노예제 폐지론 수사학의 상당 부분은 청교도 설교 전통의 영향을 받았다.

#### 프레더릭 더글러스
프레더릭 더글러스는 1845년부터 1847년까지 영국을 순회하며 강연을 통해 초국가적 노예제 폐지 운동에 크게 기여한 저명한 흑인 노예제 폐지론자였다. 특히 그는 대니얼 오코넬과 흥미로운 관계를 맺었다. 오코넬과 더글러스 모두 노예제를 강력히 반대했는데, 이는 억압과 불의를 더 넓게 대변하는 것이었다. 1845년 10월 4일, 영국 해외 노예제 폐지 협회는 더글러스에게 금으로 장정된 성경을 선물했다. 따라서 더글러스가 핵심적인 예시인 아프리카계 미국인들은 미국 외교 관계에 참여하고 영국 노예제 폐지 수사학에 영향을 미쳤다. 더글러스는 그의 연설과 구두 의사소통으로 가장 잘 알려져 있으며, 그는 영국과 아일랜드에서 19개월 동안 280회의 강연을 마쳤다. 흑인 노예제 폐지론자들의 수사학은 권력, 인종, 대중적 상상력 사이의 관계를 논의하며, 노예제 폐지 논쟁의 도덕성과 재현의 복잡성을 보여주었다. 더글러스와 다른 흑인 민족주의자들은 노예제 폐지 운동의 필요성을 재확인하기 위해 영국 내 기존 정치적, 이념적 논쟁을 활용했다. 따라서 더글러스는 흑인 노예제 폐지론자들이 미국 외교 관계에 참여함으로써 대서양 횡단 노예제 반대 운동에서 역할을 했음을 보여준다.

#### 흑인 여성들
일반적으로 흑인 여성 노예 폐지론자들은 백인 여성 노예 폐지론자들과 다른 동기와 수사 전략을 가지고 있었다. 그들은 종종 중산층이었고 문학 협회 회원이었다. 그들이 속했던 협회는 종종 오직 흑인 여성들로만 구성되었다. 활동 과정에서 그들은 다른 사람들에게 합법적으로 보이기 위해 높은 도덕적 기준을 유지했다. 노예제 폐지에 대한 기사를 <더 리버레이터>에 기고한 자유 출신 퀘이커 신도 사라 맵스 더글러스는 필라델피아 여성 문학 협회의 비서로 활동하며 흑인 여성의 교육과 도덕의 중요성을 강조했다.
노예제에서 탈출한 흑인 여성들은 때때로 노예 서사를 쓰고 출판하여 노예제 폐지를 주장하기도 했다. 프레더릭 더글러스의 노예 서사와 같은 남성 노예 서사가 문해력을 강조한 것과 대조적으로, 흑인 여성들은 그들이 형성한 공동체와 관계를 인간성과 자유권의 핵심으로 강조했다. 그들은 또한 백인 여성과의 공통점과 백인 여성의 전통적인 기대를 충족시킬 수 있는 방식을 강조하기 위해 모성과의 관계를 강조하는 데 열심이었다. 해리엇 제이콥스의 『노예 소녀의 삶의 사건들(Incidents in the Life of a Slave Girl)』은 그녀의 할머니를 가족의 가모장으로 보여주는데, 이는 노예화된 어머니들이 가치 있는 백인 여성들처럼 양육할 수 있음을 보여준다.
흑인 여성들은 국내외에서 노예제 폐지 운동에 중요한 역할을 했으며, 이는 미국 외교 관계에도 영향을 미쳤다. 주목할 만한 사례 중 하나는 해리엇 제이콥스였다. 그녀는 영국에서 자신의 미국 노예 경험을 반영한 편지를 작성하여 미국의 노예제 옹호 운동에 도전했다. 런던 해방 위원회는 그녀의 편지들을 『더 깊은 잘못: 노예 소녀의 삶의 사건들, 직접 쓰다(The Deeper Wrong: Incidents in the Life of a Slave Girl, Written by Herself)』라는 책으로 출판했다. 이 책은 개혁 저널뿐만 아니라 주류 언론에서도 주목받았다. 긴 영국 서평들은 이 책이 노예제 폐지론자들이 영국에서 대중의 지지를 얻는 데 어떻게 도움이 되었는지 보여준다. 흑인 노예제 폐지론적 수사학은 문학적 형태로 이루어질 수 있었고, 이는 흑인 여성들이 국제적인 노예제 폐지 운동에 영향력을 행사하는 방법이었다.

#### 카리브해와 남아메리카의 흑인 노예제 폐지론 수사학
흑인 노예제 폐지론 수사학은 영국과 미국 간의 대서양 횡단 운동일 뿐만 아니라 카리브 제도와 남아메리카에도 영향을 미쳤다. 1833년의 문드루쿠 대 바커(Mundrucu v Barker) 법정 사건도 노예제 폐지 운동에서 국제적으로 중요한 의미를 가졌다. 인종 분리에 반대하는 입장을 취함으로써, 흑인 이민 브라질인은 노예를 소유한 미국 사회의 인종차별에 전 세계의 관심을 집중시켰다. 여기서는 흑인 생도맹 피난민을 도시와 국가의 인종 질서에 대한 위협으로 보았던 백인 필라델피아인들과 노예제를 정당화하려 했던 그들의 방식 사이에 분열이 있었다. 이는 인종 분리 및 노예제에 대한 태도가 흑인 노예제 폐지론 수사학을 형성하는 데 어떻게 도움이 되었는지를 보여준다. 이는 보스턴 여성 노예제 폐지 협회와 같은 인종 간 공동체에 의해 국내 조직이 설립되는 결과를 낳았다.
1840년부터 1851년 사이에 자메이카에 기반을 둔 뉴욕 신문사의 작가로 활동하면서, 흑인 미국-자메이카 형제인 헨리(Henry)와 조지 데이비슨(George Davison)은 노예제 폐지론에 대한 범미주적 관점을 제공했다. 헨리는 국립 노예제 반대 표준에 편지를 썼다. 흑인 미국인들은 신문에 글을 쓸 기회를 가졌고, 노예제 폐지론 수사학을 홍보하고 논의했다. 노예제는 미국 내부의 분열을 넘어섰고, 미국 외부에도 영향을 미치기 시작했다. 흑인 노예제 폐지론 수사학은 단순히 아프리카계 미국인의 활동이 아니라 남아메리카와 카리브해 개인들도 참여한 국제적 운동이었다.

### 노예제 폐지론자 여성들

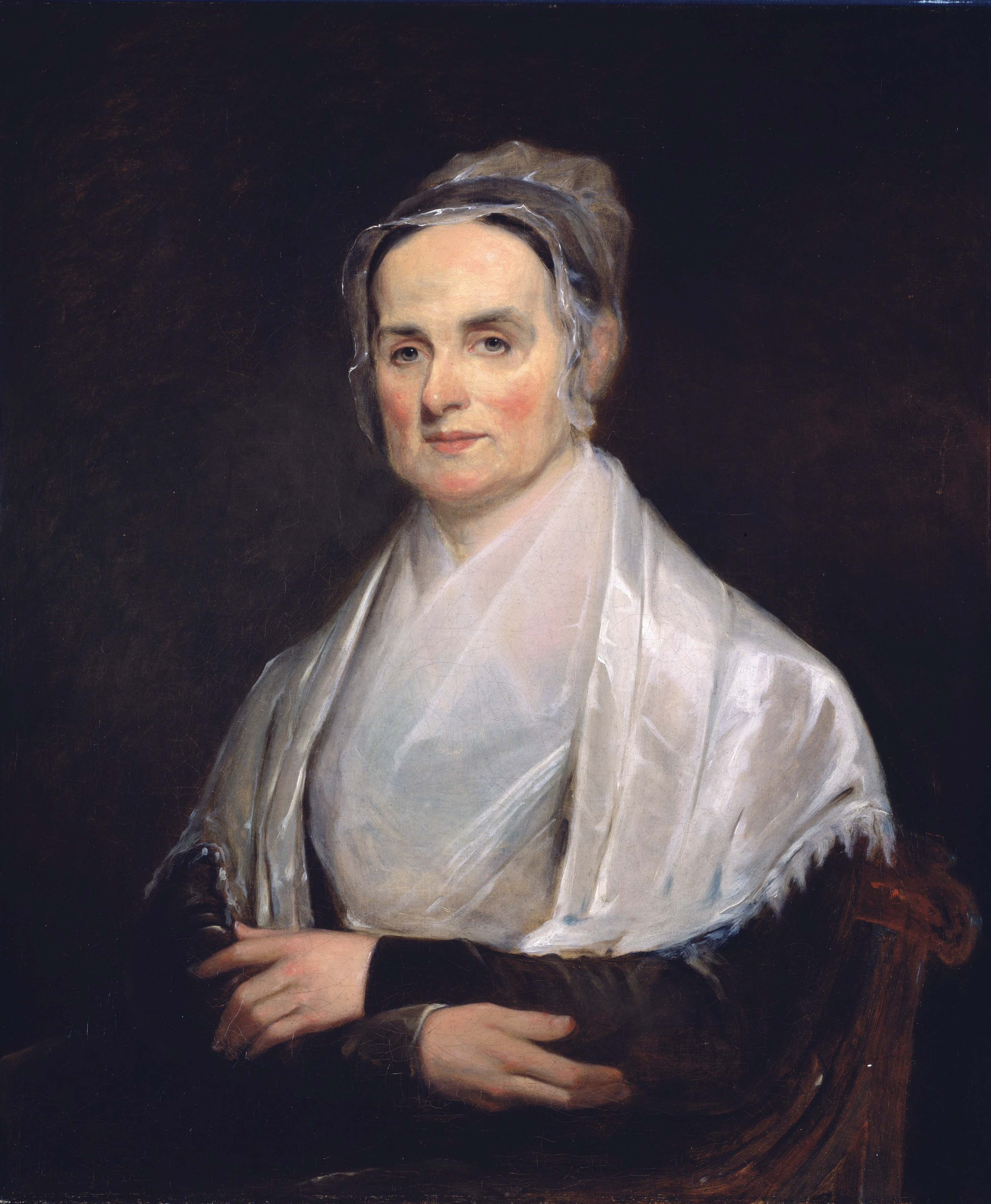
많은 퀘이커 교도들처럼, 루크리셔 모트는 노예제를 반대해야 할 악으로 여겼다.

윌리엄 로이드 개리슨의 노예제 폐지론 소식지 더 리버레이터는 1847년에 "노예제 폐지 운동은 가장 큰 빚이 어디에 있는지 가늠할 수 없지만, 계산이 완료되면 이를 도운 여성들의 노력과 희생이 가장 영예롭고 눈에 띄는 위치를 차지할 것이라는 데 의심의 여지가 없다"고 언급했다. <더 리버레이터>가 명시하듯이, 여성들은 노예제 반대 운동의 지도자로서 결정적인 역할을 했다.

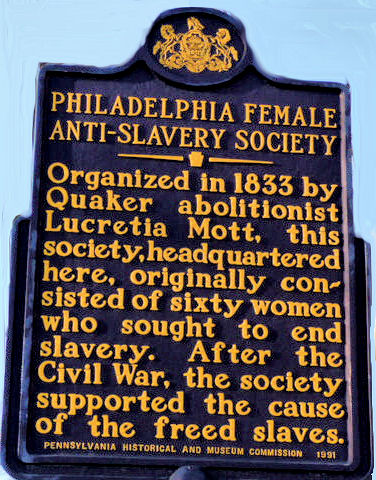
1833년 필라델피아 여성 노예제 폐지 협회 설립을 기념하는 명판

안젤리나와 사라 그림케는 최초의 여성 노예제 반대 운동가였으며, 노예제 폐지 운동에서 다양한 역할을 수행했다. 비록 남부에서 태어났지만, 그림케 자매는 노예제에 환멸을 느끼고 노예제에서 벗어나기 위해 북부로 이주했다. 아마도 그들의 출생지 때문에 그림케 자매의 비판은 특별한 무게와 특수성을 가졌다. 안젤리나 그림케는 백인 남성들이 어떤 종류의 육체 노동을 하는 것을 보면서 느끼는 스릴에 대해 말했다. 남부 출신이자 여성이라는 그들의 관점은 노예제 폐지 운동에 새롭고 중요한 시각을 가져왔다. 1836년, 그들은 뉴욕으로 이주하여 노예제 폐지 협회에서 일하기 시작했고, 그곳에서 윌리엄 로이드 개리슨을 만나 감명을 받았다. 자매들은 많은 소책자를 썼고 (안젤리나의 "남부 기독교 여성들에게 보내는 호소"는 노예법에 저항하도록 남부 여성들에게 직접적으로 호소한 유일한 호소였다) 1837년 제1차 미국 여성 노예제 폐지 대회에서 지도적인 역할을 했다. 그림케 자매는 나중에 북부를 순회하는 주목할 만한 강연 투어를 가졌고, 이는 안젤리나가 1838년 2월 매사추세츠 주 의회 위원회에 연설하는 것으로 절정에 달했다.
루크리셔 모트 또한 노예제 폐지 운동에 적극적이었다. 그녀는 여성 참정권 옹호로 잘 알려져 있지만, 모트는 노예제 폐지 운동에서도 중요한 역할을 했다. 40년 동안 그녀는 노예제 폐지론, 여성의 권리, 그리고 다른 여러 문제에 대해 설교했다. 모트는 그녀의 퀘이커 신념이 그녀의 노예제 폐지론적 감정에 결정적인 역할을 했다고 인정했다. 그녀는 "갇힌 자에게 자유를 설교하고, 상처 입은 자를 자유롭게 하는 복음에 자신을 바쳤을 때 나에게 부여된 의무"에 대해 말했다. 모트의 옹호 활동은 다양한 형태로 나타났다. 그녀는 자유 생산물 운동과 협력하여 노예 노동으로 생산된 상품 불매 운동을 벌였고, 필라델피아 여성 노예제 폐지 대회에 자원했으며, 노예들이 자유 지역으로 탈출하는 것을 도왔다.
강력한 퀘이커 유산을 가진 애비 켈리 포스터는 수전 B. 앤서니와 루시 스톤을 노예제 폐지 운동으로 이끌었고, 그들이 정치적 행동주의에 참여하도록 격려했다. 그녀는 조직 활동에 참여하고 핵심 연설가로 활약했다.

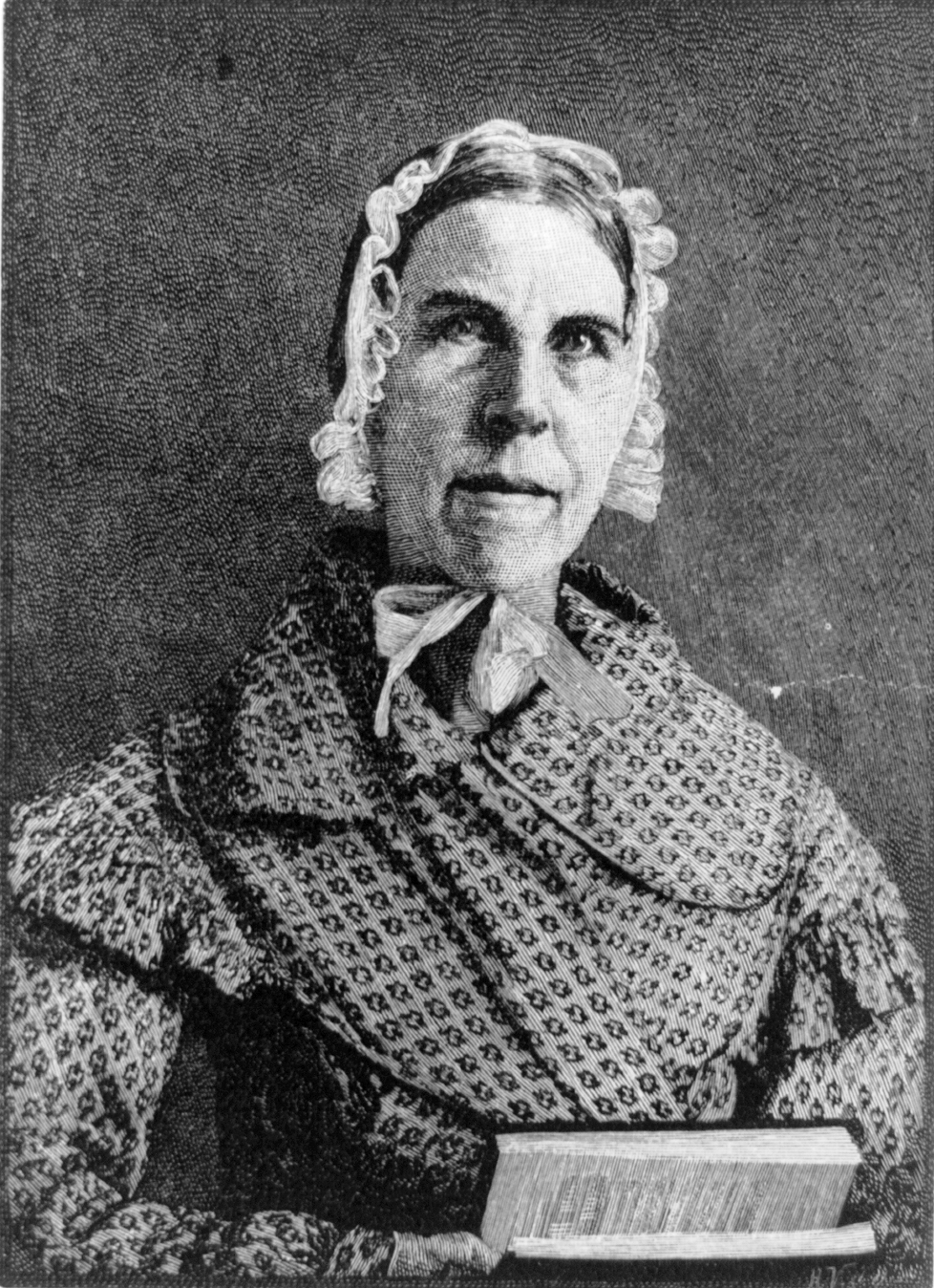
새라 무어 그림케 (1792–1873), 노예제 폐지론자이자 여성 인권 옹호자.

1850년 우스터에서 열린 제1회 전국 여성 인권 대회. (더 잘 알려진 세네카 폴스 대회는 1848년에 열렸지만 전국 규모는 아니었다). 그녀는 모든 노예들에게 즉각적이고 완전한 시민권을 믿는 "극단적인" 노예제 폐지론자였다. 그러나 1841년부터 그녀는 기도회(그녀가 가족과 함께 참석했던 억스브리지 월간 기도회를 포함하여)에서 노예제 폐지 연설가들을 허용하지 않는 문제로 퀘이커 교도들로부터 탈퇴했고, 그 단체는 그녀를 파문했다. 애비 켈리는 미국 노예제 폐지협회의 주요 연설가이자 주요 기금 모금자가 되었다. 급진적인 노예제 폐지론은 "애비 켈리즘"으로 알려지게 되었다.
노예제 폐지 운동의 다른 지도자로는 리디아 마리아 차일드, 엘리자베스 케이디 스탠턴, 수전 B. 앤서니, 해리엇 터브먼, 소저너 트루스가 있었다. 그러나 이 잘 알려진 여성들 외에도 노예제 폐지 운동은 백인 중산층 여성과 일부 흑인 여성들로부터 인상적인 지지를 받았다. 이 여성들은 운동을 성공으로 이끈 많은 물류 및 일상 업무를 수행했다. 그들은 돈을 모으고, 선전물을 작성하고 배포했으며, 청원서를 작성하고 서명하고, 의회에 로비를 벌였다. 비록 노예제 폐지론이 여성의 권리 운동의 씨앗을 뿌렸지만, 대부분의 여성들은 여성적, 도덕적 책임을 가지고 있다는 성별화된 종교적 세계관 때문에 노예제 폐지 운동에 참여했다. 예를 들어, 1831–1832년 겨울에 여성들은 버지니아 의회에 3개의 청원서를 보냈는데, 주 노예 인구의 해방을 옹호하는 내용이었다. 그러한 행동의 유일한 선례는 캐서린 비처가 체로키 강제 이주에 항의하는 청원서를 조직한 것이었다. 버지니아 청원서는 그런 종류의 첫 번째였지만, 결코 마지막이 아니었다. 남북 전쟁을 앞두고 비슷한 지지가 증가했다.
여성들이 노예제 폐지 운동에서 중요한 역할을 했음에도 불구하고, 이 운동은 동시에 여성의 권리 운동을 자극하는 데 기여했다. 세네카 폴스 대회가 열리기 10년 전에, 그림케 자매는 노예제 경험에 대해 여행하고 강의하고 있었다. 거다 레르너(Gerda Lerner)가 말했듯이, 그림케 자매는 자신들의 행동이 미치는 큰 영향을 이해하고 있었다. 레르너는 "노예 해방을 위해 일하면서," 사라와 안젤리나 그림케는 자신들의 해방의 열쇠를 찾았다. 그리고 자신들의 행동의 중요성을 분명히 인식하고 있었다. "'우리 노예제 폐지론자 여성들은 세상을 뒤집고 있다.'"
여성들은 대중 연설과 조직 활동에서 중요한 경험을 쌓았고, 이는 앞으로 나아가는 데 큰 도움이 되었다. 그림케 자매의 대중 연설은 여성의 공공 영역에서의 위치를 정당화하는 데 결정적인 역할을 했다. 일부 기독교 여성들은 노예제 폐지 운동을 돕기 위해 센트 단체를 만들었는데, 교회에 있는 많은 여성들이 노예제 폐지 운동을 돕기 위해 매주 1센트를 기부하겠다고 서약했다.
여성들이 정치적, 종교적 공간에 완전히 접근할 수 없었음에도 불구하고, 그들은 대중적 행동주의와 막후 행동주의를 통해 노예제 폐지 운동에서 큰 역할을 했다. 역사가 줄리 로이 제프리가 설명하듯이, 많은 여성들은 노예제에 반대하고 자신들을 침묵시키려 했던 남성 중심의 교회 시스템에 도전하기 위해 종교적 믿음과 권위에 의존했다. 그들은 노예제가 기독교 가치에 위배되며 깊은 도덕적 잘못이라고 믿었다. 그들은 연설과 글에서 진정한 믿음은 사람들을 차별하는 시스템과 공존할 수 없다는 것을 분명히 했다. 사라 오티스 에른스트(Sarah Otis Ernst)와 마리아 차일드(Maria Child)와 같은 여성들은 설득력 있는 글쓰기, 공개 연설, 조직 작업을 통해 노예제뿐만 아니라 그것을 유지시키는 강력한 시스템에도 맞서 싸웠다. 에른스트는 주류 노예제 폐지론자들이 그들의 메시지를 희석하기 시작했을 때 좌절한 강력한 개리슨주의자였다. 그녀는 운동 내에서 사람들이 완전한 인종 평등, 즉각적인 해방, 친노예제 시스템과의 협력을 거부하는 등의 원래 신념을 고수하기보다 정치적으로 더 전략적이 되려고 하는 것을 좋아하지 않았다. 1852년 미국 해외 노예제 폐지 협회 대회에서는 2,000명의 참석자 중 약 3분의 2가 여성이었다. 이는 여성들이 얼마나 많이 참여했는지를 잘 보여주지만, 그들은 종종 이야기에서 제외되었다. 그들은 투표권이 없었지만, 글쓰기, 연설, 저널리즘을 사용하여 정치와 여론에 영향을 미쳤다. 그들의 행동주의는 실제적이었고, 공개적이었으며, 국가적 대화에 직접적으로 연결되어 있었다.

1864년 소저너 트루스가 에이브러햄 링컨 대통령을 만나는 모습으로, 그녀의 노예제 폐지 및 시민권 옹호 역할을 상징한다.

그러나 모든 여성들이 같은 방식으로 운동에 접근한 것은 아니었다. 백인 여성과 흑인 여성의 활동 방식에는 분명한 차이가 있었고, 때로는 이러한 차이가 갈등을 일으키기도 했다. 백인 여성들, 특히 종교적인 여성들은 도덕적, 정신적 주장에 많이 초점을 맞췄다. 그들은 기독교적 가치를 사용하여 노예제를 죄악으로 규정하고, 이를 도덕적 위기로 규정하여 다른 백인 미국인들에게 호소하려고 노력했다. 예를 들어, 리디아 마리아 차일드(Lydia Maria Child)는 사람들을 끌어들이기 위해 기독교적 의무와 연민에 대해 썼다. 그러나 그러한 형태의 활동은 흑인 여성들이 매일 직면하는 현실과 항상 연결되지 않았다. 그리고 노예제 폐지 운동 내부에서조차 흑인 여성들은 종종 소외되었다. 그들에게는 항상 발언 시간, 지도자 역할, 또는 출판물에서의 공간이 주어지지 않았다. 소저너 트루스는 일부 행사에서 연설하기 위해 싸워야 했고, 심지어 그때도 사람들은 그녀에게 의문을 제기했다. 백인 여성들은 일반적으로 도덕적인 언어를 사용하면 말하고 들을 수 있었다. 흑인 여성들은 회의장에 들어가기 위해서조차 두 배로 노력해야 했다. 그들은 운동 내부뿐만 아니라 외부 세계에서도 인종차별에 직면했으며, 이로 인해 그들의 목소리가 들리기는 더욱 어려웠다.
스테파니 J. 리치먼드(Stephanie J. Richmond)는 대부분의 역사에서 제외되었음에도 불구하고 흑인 여성들이 노예제 폐지 운동에서 얼마나 핵심적인 역할을 했는지 이야기한다. "소저너 트루스, 마리아 스튜어트(Maria Stewart), 해리엇 터브먼과 같은 여성들은 노예제 폐지뿐만 아니라 성별 및 인종 평등을 위해서도 투쟁했다." 그들은 단지 연설만 한 것이 아니라, 노예제 폐지 단체를 설립하고, 지역사회를 조직하며, 대서양 횡단 네트워크를 구축했다. 그들은 인종차별과 성차별을 모두 극복하며 강력한 목소리가 될 방법을 찾았다. 트루스의 "내가 여자가 아닌가?"라는 말과 스튜어트가 "정의를 발견하는 곳마다 정의를 옹호해야 한다"고 말한 것은 그들이 노예제뿐만 아니라 자신들을 침묵시키려 했던 전체 시스템에 도전하고 있음을 보여준다. 해리엇 터브먼은 다른 길을 택했다. 그녀는 지하철도를 통해 사람들을 자유로 이끌었고, 심지어 북군을 위해 일하기도 했다. 흑인 여성들의 노예제 폐지론은 백인 여성들의 그것과는 달랐다. 이는 그들의 개인적인 경험에 뿌리를 두고 있었으며, 종종 더 직접적이고 행동 지향적이었다. 그들은 노예제 폐지 투쟁이 단순히 노예제를 끝내는 것뿐만 아니라 완전한 평등과 정의를 달성하는 것임을 확실히 했다.

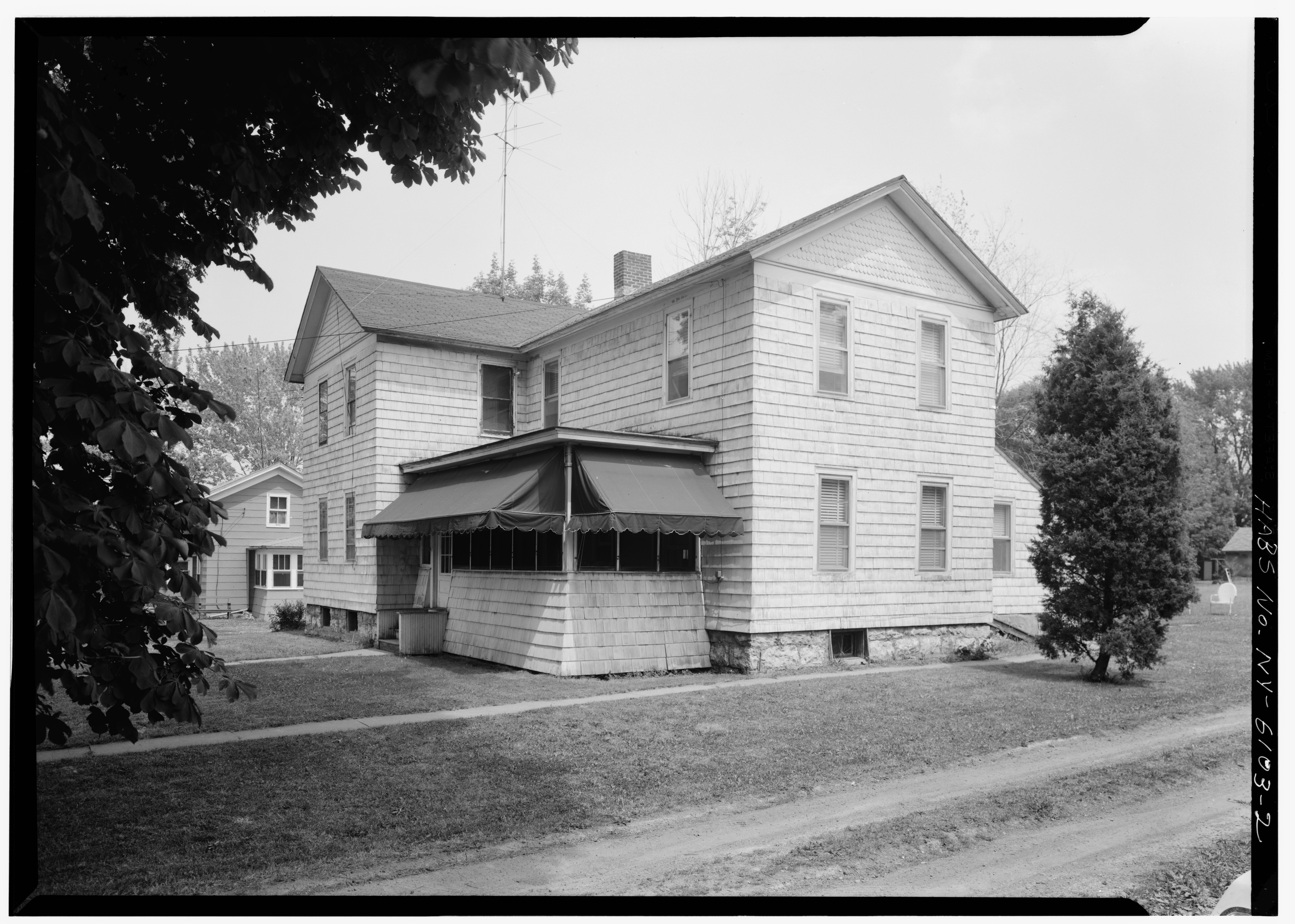
뉴욕 세네카 폴스의 엘리자베스 케이디 스탠턴 하우스, 선구적인 여성 권리 운동 지도자의 집이자 초기 활동의 현장.

1848년 7월 세네카 폴스 대회는 루크리셔 모트와 엘리자베스 케이디 스탠턴의 동반자 관계에서 비롯되었는데, 이 둘은 처음에는 노예제 폐지 문제로 협력하면서 발전했다. 실제로 이 둘은 1840년 여름 세계 노예제 폐지 대회에서 만났다. 모트는 갓 시작된 여성 권리 운동에 웅변 기술과 노예제 폐지론자로서의 인상적인 명성을 가져왔다.
노예제 폐지 운동은 적극적인 여성들을 한데 모으고, 그들이 정치적, 개인적 관계를 맺고 의사소통 및 조직 기술을 연마할 수 있도록 했다. 노예제 폐지 운동과 일반적으로 연관되는 소저너 트루스조차도 우스터에서 열린 1850년 전국 여성 인권 대회에서 첫 공개 연설을 했다. 거기서 그녀는 여성 개혁 활동을 주장했다.

### 대서양 횡단 노예제 폐지 운동의 측면
19세기 중반, 미국 노예제 폐지 운동은 영국 이념 및 조직적 영향의 영향을 받았다. 이러한 교류의 핵심 부분은 노예제 폐지 운동과 자유 무역 이념의 교차점이었다. 리처드 코브든과 곡물법 폐지 동맹과 같은 영국 개혁가들은 미국 노예제 폐지론자들에게 자유 무역이 미국의 노예제 폐지와 도덕적, 경제적으로 일치한다고 주장하며 자유 무역을 장려하도록 영감을 주었다. 자유당 운동가 조슈아 리빗과 같은 지도자들은 영국 관세 폐지가 남부의 노예 노동으로 생산된 면화에 대한 미국의 의존도를 줄이고 북부의 자유 노동 상품 시장을 개방할 것이라고 주장했다. 또 다른 저명한 영국 운동가는 조지 톰슨으로, 미국을 여러 차례 순회하며 자유 무역과 미국 노예제 폐지 운동을 연결하는 연설을 했다. 코브든과 톰슨과 같은 인물들은 윌리엄 로이드 개리슨의 이념에 직접적인 영향을 미쳤다.
자유 생산물 운동이라는 또 다른 운동이 대서양을 가로질러 확산되었다. 이 운동은 노예화된 아프리카인들이 생산한 상품을 불매하는 것을 목표로 했다. 이 운동은 영국 운동가 조셉 스터지와 자유 시장이 소비자 도덕성을 허용한다는 생각과 관련이 있었다.
사회학자 체칠리아 월시-루소(Cecilia Walsh-Russo)는 영국-미국 노예제 폐지 운동 내에서 아이디어 교환을 지칭하기 위해 '상호 중개(mutual brokerage)'라는 용어를 개발했다. 그녀는 한쪽이 다른 쪽에서 배웠다는 것을 시사하기보다는 아이디어와 정치 전략이 공동으로 발전할 수 있었던 상호 작용을 지칭한다. 월시-루소는 1840년 런던에서 열린 세계 노예제 폐지 대회를 상호 중개의 예로 든다. 그녀는 여성들이 행사에는 참석했음에도 불구하고 대표자로 배제된 것이 대서양 횡단 노예제 폐지론자들에게 정치 참여와 민주주의에 대한 이해를 재평가하도록 강요했으며, 종종 영국과 미국 활동에서 더 진보적인 견해로 이어졌다고 주장한다. 컨퍼런스에서 배제되었음에도 불구하고 여성들은 살롱과 같은 비공식적인 환경을 활용하여 노예제 폐지를 홍보함으로써 노예제 폐지 운동에 참여할 권리를 주장했다.

#### 노예제 폐지 운동과 아일랜드
윌리엄 로이드 개리슨 또한 아일랜드 정치에 관여했다. 그는 대니얼 오코넬과 같은 핵심 인물들과 소통하며 노예제 폐지를 '보편적 해방'으로 이해하는 데 영향을 받았다. 오코넬은 노예제에 대한 반대 의견을 거침없이 표명했고, 개리슨은 오코넬을 비폭력적이지만 강력한 정치 전략으로서 '선동'을 포용하고 대중 여론을 동원하는 데 있어 공개 연설과 인쇄의 힘을 강조하는 모범적인 활동가로 보았기 때문에 <더 리버레이터>에 자주 인용되었다.
개리슨주의 노예제 폐지론자들은 특히 미국식민협회와 싸울 때 아일랜드와 아일랜드인들을 비교의 도구로 사용하기도 했다. <더 리버레이터>는 자유 흑인 미국인들의 상황과 아일랜드 이민자들의 상황을 자주 병치시켰는데, 아일랜드 이민자들이 식민지 시대의 고통 때문에 무지하고 퇴폐적이라는 고정관념에도 불구하고 미국 사회에 환영받는 반면, 흑인 미국인들은 식민지화 계획을 통해 쫓겨났다고 주장했다.
그러나 아일랜드계 미국인과 아프리카계 미국인 간의 직접적인 관계를 형성하려는 노력은 대체로 실패했다. 아일랜드 노예제 폐지론자들이 작성하고 오코넬이 서명한 1842년 "미국의 동포들에게 보내는 아일랜드인들의 연설"은 아일랜드계 미국인들에게 노예제 폐지와 인종 평등을 지지할 것을 촉구했다. 개리슨주의자들은 이것이 아일랜드인들 사이에 디아스포라적 책임을 불러일으킬 것이라고 기대했지만, 대부분은 이를 거부했다. 아일랜드 이민자들은 아마도 미국에 동화하려는 욕구 때문에 전반적으로 노예제 폐지 운동을 지지하지 않았다.

## 노예제 폐지 반대론적 관점

### 북부의 노예제 폐지 반대론
북부에서 노예제 폐지 운동에 대한 지지를 과대평가하기 쉽다. "메인주부터 미주리주까지, 대서양에서 멕시코만까지, 군중들은 시장과 시의원, 은행가와 변호사, 목사와 신부들이 노예제 폐지론자들을 혼혈주의자, 속임수, 광신자, 외국 스파이, 선동가로 비난하는 것을 듣기 위해 모여들었다." 전체 노예제 폐지 운동, 즉 노예제 반대 강사들은 주로 북부에 초점을 맞췄다. 북부인들에게 노예제가 즉시 폐지되어야 하고 해방된 노예들에게 권리가 주어져야 한다고 설득하는 것이었다.
대부분의 백인 남부인들, 물론 전부는 아니지만, 노예제를 지지했다. 노스캐롤라이나주, 메릴랜드주, 버지니아주, 켄터키주에서는 해방에 대한 지지가 커지고 있었지만, 냇 터너의 1831년 반란으로 인한 공포가 이를 종식시켰다.:111 그러나 북부에서는 소수만이 노예제 폐지를 지지했는데, 이는 극단적이고 "급진적"인 조치로 여겨졌다. (급진 공화당 참조.) 호러스 그릴리는 1854년에 "자유 주에서 어떤 강하고, 널리 퍼져 있으며, 압도적인 노예제 반대 정서를 발견할 수 없었다"고 말했다. 자유 흑인들은 북부에서도 남부에서와 마찬가지로 오늘날(2019년)에는 거의 상상할 수 없는 조건에 처해 있었다.
전반적으로, 그림은 균일하지도 정적이지도 않지만, 북부의 자유 흑인들은 시민이 아니었고 투표하거나 공직을 맡을 수 없었다. 그들은 법정에서 증언할 수 없었고, 백인의 말에 반대하여 그들의 말이 받아들여지는 경우는 없었다. 그 결과, 흑인에 대한 백인의 범죄는 거의 처벌되지 않았다.:154–155 흑인 아동들은 흑인 납세자들이 학교를 지원하는 데 도움을 주었음에도 불구하고 공립학교에서 공부할 수 없었고,:154 흑인 학생들을 위한 학교는 뉴욕의 아프리카 자유 학교, 보스턴의 에이블 스미스 학교, 볼티모어의 왓킨스 흑인 청소년 아카데미 등 소수에 불과했다. 1830년대에 오하이오에 흑인들을 위한 학교가 세워졌을 때, 한 학교의 교사는 "백인들이 불을 지를까봐" 매일 밤 학교에서 잠을 잤고, 다른 학교에서는 "자경단 위원회가 [교사를] 타르와 깃털로 뒤덮고 레일 위에서 태워 보낼 것이라고 위협했다.":245–246 "흑인 교육은 교사에게 위험한 추구였다."
대부분의 대학은 흑인을 입학시키지 않았다. (오벌린 칼리지는 정책적으로 흑인을 입학시킨 최초의 생존 대학이었고, 오네이다 연구소는 단명한 선구자였다.) 임금, 주택, 서비스 접근, 교통에서 분리 평등 정책 또는 짐크로 법 대우는 큰 진전이었을 것이다. 뉴헤이븐에 흑인을 위한 미국 최초의 대학을 설립하자는 제안은 강력한 지역 반대(뉴헤이븐 흥분)에 부딪혀 빠르게 포기되었다. 캔언 (뉴햄프셔주)에서 그리고 캔터베리 (코네티컷주)에서 흑인과 백인이 함께 공부했던 학교들은 군중들에 의해 물리적으로 파괴되었다.
백인 노예제 폐지론자들에 대한 남부의 조치는 법적 경로를 따랐다. 아모스 드레서는 녹스빌에서 재판을 받고 유죄 판결을 받은 후 공개적으로 채찍질당했고, 프루던스 크랜달의 남동생인 루벤 크랜달은 워싱턴 D.C.에서 체포되었고 무죄 판결을 받았지만 감옥에서 걸린 결핵으로 곧 사망했다. (검사는 프랜시스 스콧 키였다.) 서배너에서는 시장과 시의원이 노예제 폐지론자 방문객을 폭도로부터 보호했다.

#### 노예제 폐지론자들에 대한 폭력
북부에서는 언론에서 종종 "폭동 정치(mobocracy)"라고 불리는 훨씬 더 심각한 폭력이 폭도들에 의해 발생했다. 1837년, 노예제 폐지 신문을 발행하던 엘리야 패리시 러브조이 목사는 일리노이에서 폭도에게 살해당했다. 불과 6개월 후, 펜실베이니아 노예제 폐지협회가 1838년에 필라델피아에 건설한 크고 현대적이며 값비싼 새 홀인 펜실베이니아 홀 (필라델피아)은 개장 3일 만에 폭도에 의해 불태워졌다. 뉴욕 (1834년), 신시내티 (1829년, 1836년, 1841년), 노리치 (1834년), 워싱턴 D.C. (1835년), 필라델피아 (1842년), 그랜빌 (오하이오주) (1836년 오하이오 주 노예제 반대 협약 이후)에서 다른 노예제 반대 폭동이 있었지만, 1836년 보스턴에서도 노예제 폐지 지지 폭동 (더 정확히는 도망노예 지지 폭동)이 있었다 (그리고 제리 구조 참조). 1835년에서 1838년 사이에 노예제 폐지 반대 폭력은 "거의 모든 주요 북부 도시에서 공공 생활의 일상적인 특징이 되었다."
개리슨이 요구했던 흑인에게 백인과 동일한 권리를 부여하는 것은 "1830년대 주류 의견에서 크게 벗어난" 것이었다.:27 일부는 흑인이 노예제 폐지 조직에 가입하는 것조차 반대했다. 개리슨이 남부 노예 소유주들을 옹호했던 유일한 경우는 그들을 노예제 폐지 반대 북부인들과 비교했을 때였다.
나는 [북부에서] 남부 노예 소유주들보다 더 쓰라린 경멸, 더 적극적인 반대, 더 무자비한 비방, 더 완고한 편견, 그리고 더 얼어붙은 무관심을 발견했다.:36–37:42

알렉시 드 토크빌은 미국의 민주주의에서 이렇게 말했다.

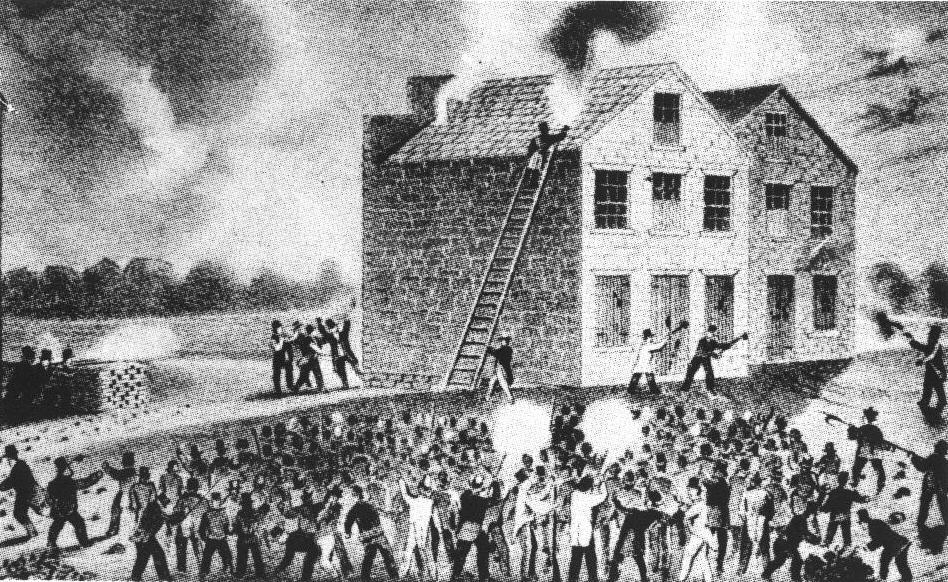
1837년 11월 7일 올턴에서 벌어진 친노예제 폭동 삽화. 이 폭동으로 노예제 폐지론자 엘리야 패리시 러브조이가 살해되었다.

전국적으로 노예제 폐지론자들은 1837년 11월 7일 일리노이 올턴에서 친노예제 폭도에게 백인 노예제 폐지론자이자 언론인 엘리야 패리시 러브조이가 살해된 것에 격분했다. 6개월 후, 필라델피아의 노예제 폐지 장소인 펜실베이니아 홀은 개장 3일 후인 1838년 5월 17일 또 다른 친노예제 폭도에 의해 불태워졌다. 두 사건 모두 미국에서 노예제에 대한 논쟁을 심화시키는 데 기여했으며, 미국 내 노예제 폐지론자들에 대한 폭력의 증가를 나타냈다.
레인 토론에 참여했던 아모스 드레서는 내슈빌에서 공개적으로 채찍질당했다. 개리슨의 사무실 앞에는 "린치 판사"의 쪽지가 달린 교수대가 세워졌다. 그는 태펀 형제와 함께 사우스캐롤라이나 찰스턴에서 인형으로 목매달려졌다. 남부의 우체국들은 노예제 폐지 출판물을 배달하기보다는 불태웠고, 이는 전국 우체국의 지지를 받았다. 앤드루 잭슨 대통령은 노예제 폐지론자들의 소책자를 "위헌적이고 사악하다"고 불렀다.:106–107
인종 편견은 노예제가 폐지된 주에서 여전히 노예제가 존재하는 주보다 더 강하게 나타나며, 노예제가 한 번도 알려지지 않은 주에서는 특히 더 편협하다.

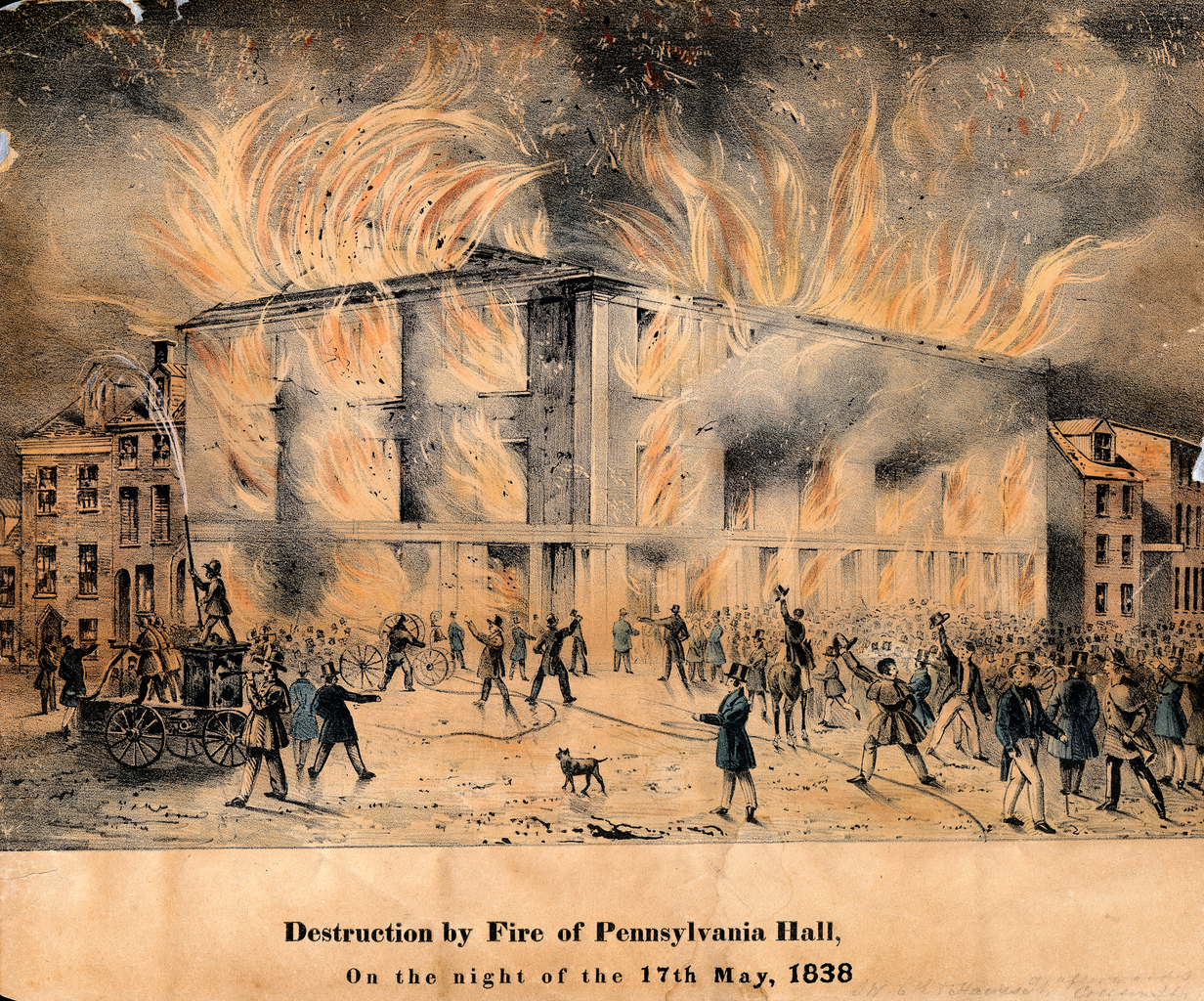
펜실베이니아 노예제 폐지협회의 본거지인 펜실베이니아 홀 (필라델피아)의 화재. 존 캐스퍼 와일드의 판화. 옆 건물에 물을 뿌리는 소방관들을 주목하라.

마찬가지로 해리엇 비처 스토는 "남부 노예주들의 잔인함은 그들의 집이나 영지에서 태어난 하인들에 대한 많은 친절로 완화되었지만, 북부 노예주들은 보지도 못한 남자와 여자들을 사고팔았고, 그들의 이별, 눈물, 비참함에 대해 결코 들으려 하지 않았다"고 말했다.:607

### 노예제 폐지 운동에 대한 친노예제 반응
노예주들은 일부 남부인들(존 캘훈을 포함하여)이 자신들의 "특수한 제도"라고 부르던 노예제에 대한 공격에 분노했다. 1830년대부터 남부인들은 노예제에 대한 열렬하고 성장하는 이념적 방어를 개발했다. 노예주들은 노예제가 필요한 악도, 어떤 종류의 악도 아니라고 주장했다. 노예제는 주인과 노예 모두에게 긍정적인 선이었으며, 하나님에 의해 명시적으로 승인되었다. 프레드 A. 로스 목사 및 제퍼슨 데이비스와 같은 정치 지도자들은 노예제를 옹호하는 성경적 주장을 펼쳤다. 남부의 성경 해석은 노예제 폐지론자들의 해석과 모순되었다. 인기 있는 해석 중 하나는 노아의 아들 함과 아프리카에 있는 그의 후손들에게 내려진 저주가 흑인 노예화를 정당화한다는 것이었다. 노예제 폐지론자들은 하나님이나 성경이 노예제를, 적어도 남북 전쟁 이전의 남부에서 행해진 형태로는, 지지하지 않는다고 반박했다.

### 식민지화와 라이베리아 건국

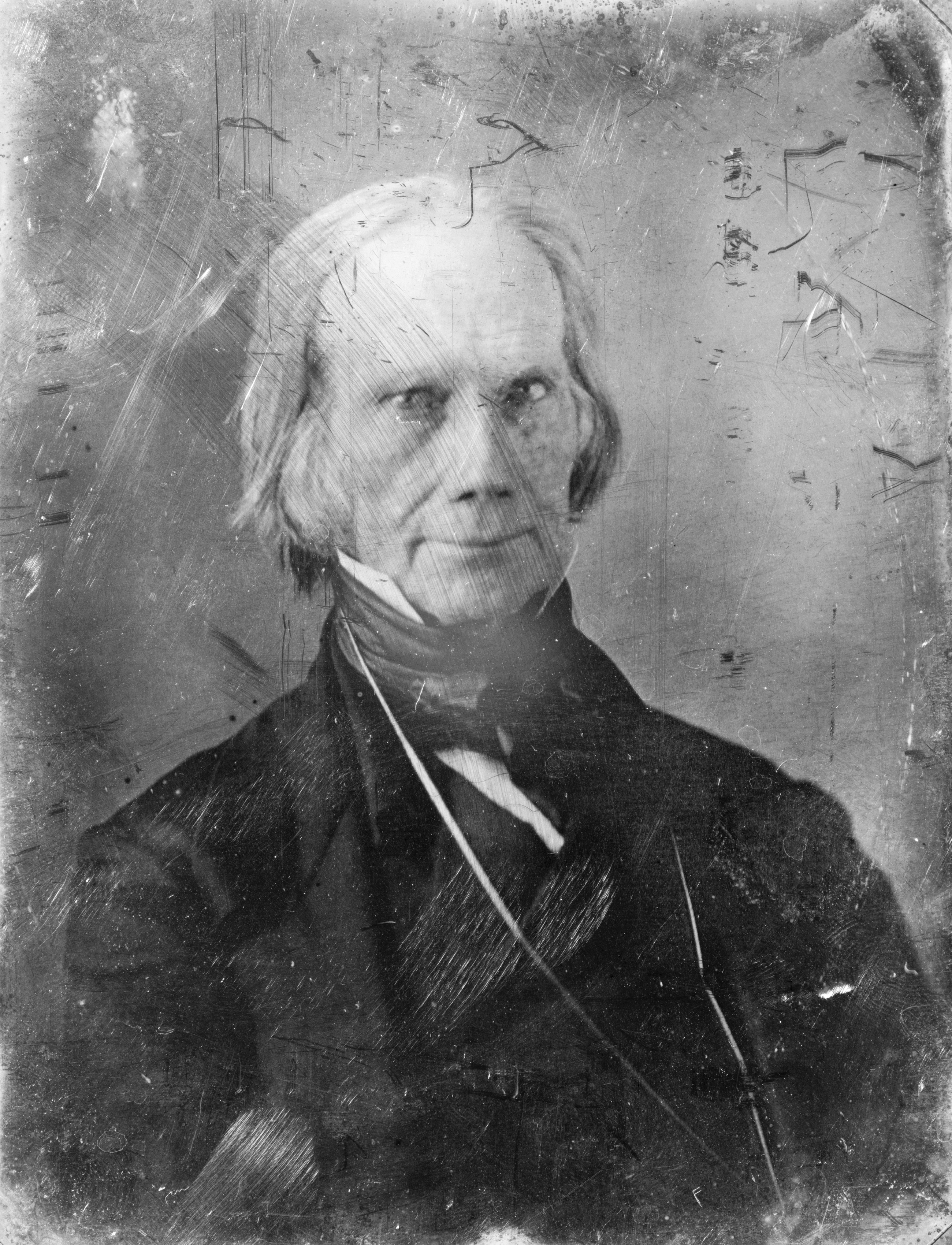
헨리 클레이 시니어 (1777–1852), 미국식민협회의 세 창립자 중 한 명.

19세기 초, 미국에서 흑인들의 재정착을 주장하는 다양한 조직들이 설립되었는데, 가장 두드러진 것은 1816년에 설립된 미국식민협회(ACS)였다. ACS는 헨리 클레이 시니어와 제임스 먼로와 같은 저명한 남부 지도자들의 지지를 받았는데, 이들은 ACS를 노예화된 흑인들에 대한 통제에 위협으로 인식되는 자유 흑인들을 재정착시키는 편리한 수단으로 보았다. 1820년대부터 ACS와 제휴 주 협회들은 수천 명의 자유 흑인들이 새로 설립된 서아프리카 식민지로 이주하는 것을 도왔으며, 이 식민지들은 나중에 라이베리아 공화국을 형성하게 된다. 1832년부터 대부분의 이민자들은 라이베리아로 가는 조건으로 해방된 노예들이었다. 많은 이민자들이 지역 질병으로 사망했지만, 1847년 라이베리아가 독립을 선언할 만큼 충분한 수가 생존했다. 아메리코 라이베리아인들은 미국에서 습득한 아프리카 문화에 대한 경멸적인 태도와 유사한 방식으로 원주민을 대우하는 지배 엘리트를 형성했다.
대부분의 아프리카계 미국인들은 식민지화에 반대했고, 단순히 미국에서 자유 시민의 권리를 부여받기를 원했다. 그러한 계획의 주목할 만한 반대자 중 한 명은 필라델피아의 부유한 자유 흑인 노예제 폐지론자 제임스 포튼이었다.

1832년, 저명한 백인 노예제 폐지론자 윌리엄 로이드 개리슨은 그의 책 『아프리카 식민지화에 대한 생각(Thoughts on African Colonization)』을 출판했는데, 여기서 그는 흑인들을 아프리카로 (다시가 아닌) 보내는 정책, 특히 미국 식민지화 협회를 강력히 비판했다. 그가 이전에 지지했던 식민지화 협회는 "심장도, 두뇌도 없고, 눈도 없으며, 부자연스럽고, 위선적이고, 무자비하고, 불의한 존재"이다.:15 개리슨에 따르면 "식민지화"는 노예제를 없애기 위한 계획이 아니라 그것을 보호하기 위한 것이었다. 같은 지지자가 말했듯이:
노예의 상태를 개선하는 것은 식민지화 협회의 목적이 아니다.... 문제는 그들을 제거하는 것이며, 흑인의 복지는 전혀 고려되지 않는다.:13, 15

개리슨은 또한 식민지 주민 대다수가 질병으로 사망했으며, 미래 라이베리아에 실제로 재정착한 자유 흑인의 수는 미국 내 노예 수에 비해 미미하다고 지적했다. 같은 지지자가 말했듯이:
노예제에 대한 해결책으로, 그것은 가장 심한 망상 중 하나로 분류되어야 한다. 15년 동안 3천 명 미만의 사람들을 아프리카 해안으로 보냈지만, 같은 기간 동안 그들의 수는 약 70만 명 증가했다!":11

## 같이 보기
- 보스턴, 매사추세츠주 노예제 폐지 운동
- 브라질의 노예제 폐지 운동
- 프랑스의 노예제 폐지 운동
- 뉴베드퍼드, 매사추세츠주 노예제 폐지 운동
- 영국의 노예제 폐지 운동
- 에이브러햄 링컨과 노예 제도
- 아프리카계 미국인 건국 아버지들
- 유상 해방
- 조지 워싱턴과 노예 제도
- 노예제의 역사
  - 미국의 노예제 역사
- 제임스 레드패스
- 존 퀸시 애덤스와 노예제 폐지 운동
- 노예제 반대자 목록
- 미국의 아메리카 원주민과 노예제도
- 미국의 식민지 시대 노예제
- 토머스 제퍼슨과 노예제
- 노예제 및 농노제 폐지 연대표
- 미국 노예들의 대우

## 내용주
1. ↑  구체적으로, 북부 주들은 다음과 같이 노예제 폐지 정책 또는 법원 판결을 채택했다: 버몬트(1777년, 미국 주가 되기 전);[3] 펜실베이니아(1780년);[4] 매사추세츠(1783년);[5] 뉴햄프셔(1783년);[3] 코네티컷(1784년);[6] 로드아일랜드(1784년);[3] 뉴욕(1799년);[3] 오하이오(1802년)[7] (그러나 1787년 북서부 조례는 이미 나중에 오하이오가 될 지역의 노예제를 금지했었다);[8][9] 그리고 뉴저지(1804년).[3]
2. ↑  북부 주들은 다음과 같이 노예제 폐지 정책 또는 법원 판결을 채택했다: 버몬트(1777년, 미국 주가 되기 전);[3] 펜실베이니아(1780년);[4] 매사추세츠(1783년);[5] 뉴햄프셔(1783년);[3] 코네티컷(1784년);[6] 로드아일랜드(1784년);[3] 뉴욕(1799년);[3] 오하이오(1802년)[7] (그러나 1787년 북서부 조례는 이미 나중에 오하이오가 될 지역의 노예제를 금지했었다);[8][9] 그리고 뉴저지(1804년).[3]
3. ↑  미국 노예제 폐지협회는 레인 반란자 12명에게 "위임과 고용"을 제안했다. "강의장을 향하던 중, 우리는 푸트남에 들러 [1835년 4월] 오하이오 노예제 폐지협회 결성을 도왔다."[86][W] 우리는 클리블랜드에 모였고, 거기서 스털링 판사님의 은혜로 법률 사무실을 자유롭게 사용할 수 있게 되어 노예제 폐지 학교를 열었다. 그곳에서 문서를 복사하고, 힌트를 얻고, 토론하고, 제안하며 두 주 동안 진지하고 가장 유익한 훈련을 보냈다.

타르와 깃털, 그리고 그 얼룩을 지우는 방법에 대한 화학적 질문이 제기되었다. 이 실제적인 질문은 단 한 번의 수업으로 해결되었다. 이 과정을 수강한 사람들의 이름은 다음과 같다: T. D. 웰드, S[ereno] W. 스트리터, 에드워드 웰드, H. B. 스탠튼, H[untington] 라이먼, 제임스 A. 톰, J[ohn] W. 앨보드, M[arcus] R. 로빈슨, 조지 위플, W. T. 앨런.[87]
 미국 노예제 폐지협회는 곧 70명에 달하는 요원들을 두었다.

## 일반 및 인용 참고 자료
- 모린, 이저벨 V. (1994). 《여성 정치 개혁가들》. 올리버 프레스. 13–27쪽. ISBN 978-1-881508-16-8.
- 스털링, 도로시 (1991). 《시대에 앞서간 여성: 애비 켈리와 노예제 폐지 정치학》. W.W. 노턴 앤드 컴퍼니. ISBN 0-393-03026-1.

## 더 읽어보기
- 애브주그, 로버트 H. 『우주 붕괴: 미국의 개혁과 종교적 상상력』. 옥스퍼드 대학교 출판부, 1994. ISBN 0-19-503752-9.
- “노예제 반대 서적 및 팸플릿. 노예제 반대 출판물”. 《더 로체스터 프리맨 (로체스터 (뉴욕주))》. 1839년 11월 13일. 2021년 6월 9일에 원본 문서에서 보존된 문서. 2021년 6월 9일에 확인함 – newspapers.com 경유.
- 베이컨, 재클린. 『가장 미천한 자도 나설 수 있다: 수사학, 역량 강화, 그리고 노예제 폐지』. 사우스캐롤라이나 대학교 출판부, 2002. ISBN 1-57003-434-6.
- 반즈, 길버트 H. 『노예제 반대 충동 1830–1844』. 재인쇄, 1964. ISBN 0-7812-5307-1.
- 이라 베를린과 레슬리 해리스, 편집. 『뉴욕의 노예제』. 뉴 프레스, 2005. ISBN 1-56584-997-3.
- 블루, 프레더릭 J. 『타협의 오점 없음: 노예제 반대 정치의 십자군』. 루이지애나 주립 대학교 출판부, 2004. ISBN 0-8071-2976-3.
- 퍼거스 M. 보더위치. 『가나안을 향하여: 지하철도와 미국 영혼을 위한 전쟁』. 하퍼콜린스, 2005. ISBN 0-06-052430-8.
- 브룩스, 코리 M.와 보 C. 트레미티어. "노예제 퇴치를 위한 융합: 남북 전쟁 이전 북부의 제3당 정치" 『세인트 존스 법률 리뷰』 98#2 (2024) 339-373쪽 온라인
- 브룩스, 코리 M. 『자유의 힘: 반노예제 제3당과 미국 정치의 변화』 (시카고 대학교 출판부, 2019).

- 캐리, 브리찬. 『평화에서 자유로: 퀘이커 수사학과 미국 노예제 폐지 운동의 탄생, 1657–1761』. 코네티컷주 뉴헤이븐: 예일 대학교 출판부, 2012.
- 치릴로, 프랭크 J. 『노예제 폐지론자의 남북 전쟁: 즉시주의자와 연방 전환을 위한 투쟁』. 루이지애나 주립 대학교 출판부, 2023.
- 데이비드 브라이언 데이비스, 『비인간적 속박: 신세계 노예제의 흥망성쇠』 옥스퍼드, 2006. ISBN 0-19-514073-7.
- 앤드루 델반코. 『노예제 폐지론적 상상력』. 매사추세츠주 케임브리지: 하버드 대학교 출판부, 2012. ISBN 9780674064447
- 디니우스, 마시 J. (2018). 《프레스》. 《초기 미국 연구》 16. 747–755쪽. doi:10.1353/eam.2018.0045. S2CID 246013692. Project MUSE 707752. |id=에 templatestyles stripmarker가 있음(위치 1) (도움말)
- 필러, 루이스. 『노예제 반대 십자군 1830–1860』. 재인쇄, 1964. ISBN 0-917256-29-8.
- 데이비드 해킷 피셔. 『아프리카 창시자들: 노예화된 사람들이 미국적 이상을 어떻게 확장했는가』 (사이먼 & 슈스터, 2022).
- 프로스트, 캐롤린 스마츠 (2007). 《영광의 땅에 고향이 있다: 지하철도의 잃어버린 이야기》. 뉴욕: 패러, 스트라우스 앤 지루. ISBN 978-0-374-16481-2. ISBN 978-0-374-53125-6.
- 겔만, 데이비드 너대니얼. 『뉴욕 해방: 노예제와 자유의 정치, 1777–1827』. 루이지애나 주립 대학교 출판부, 2006. ISBN 0-8071-3174-1.
- 해먼드, 존 크레이그와 매튜 메이슨, 편집. 『노예제 논쟁: 새로운 미국 국가의 속박과 자유의 정치』. 샬러츠빌: 버지니아 대학교 출판부, 2011. ISBN 9780813931050
- 스탠리 해럴드. 『노예제 폐지론자와 남부, 1831–1861』. 켄터키 대학교 출판부, 1995. ISBN 0-8131-0968-X.
- 해럴드, 스탠리. 『미국의 노예제 폐지론자들』. 영국 할로우: 롱맨, 2000. ISBN 0-582-35738-1.
- 해럴드, 스탠리. 『공격적 노예제 폐지론의 부상: 노예들에게 보내는 연설』. 켄터키 대학교 출판부, 2004. ISBN 0-8131-2290-2.
- 해럴드, 스탠리. 『미국 노예제 폐지론: 식민지 시대부터 재건까지의 직접적인 정치적 영향』. 버지니아 대학교 출판부, 2019. 온라인.
- 호튼, 제임스 올리버. "알렉산더 해밀턴: 혁명 세대의 노예제와 인종", 『뉴욕 미국 역사 저널』 2004 65(3): 16–24. ISSN 1551-5486
- 휴스턴, 제임스 L. "북부 노예제 반대 충동의 경험적 기반", 『남부 역사 저널』 56:4 (1990년 11월): 609–640.
- 로크, 메리 S. (1968). 《아프리카 노예 수입부터 노예 무역 금지까지의 미국 내 노예제 반대 운동 (1619–1808)》. P. 스미스. ISBN 978-0-3843-3290-4.
- 제임스, E. 윈, '로버트 에버렛(1791-1875): "명예로운 예외"', Ninnau: 북미 웨일스 신문, 48:5 (2023년 9월/10월), 24. ISSN 0890-0485, 미국 내 웨일스인 사이의 노예제 폐지 운동.
- 메이어, 헨리. 『모두 불타오르다: 윌리엄 로이드 개리슨과 노예제 폐지』. 세인트 마틴스 프레스, 1998. ISBN 0-312-18740-8.
- 맥키비건, 존 R. 『친노예제 종교에 대한 전쟁: 노예제 폐지 운동과 북부 교회들, 1830–1865』. 코넬 대학교 출판부, 1984. ISBN 0-8014-1589-6.
- 제임스 M. 맥퍼슨. 『노예제 폐지론자 유산: 재건부터 NAACP까지』. 프린스턴 대학교 출판부, 1975. ISBN 0-691-04637-9.
- 오크스, 제임스. 『노예제 폐지를 향한 굽은 길: 에이브러햄 링컨과 노예제 반대 헌법』. W. W. 노턴, 2021.
- 오크스, 제임스. 『국가 자유: 미국의 노예제 파괴, 1861–1865』. W. W. 노턴, 2012.
- 오소프스키, 길버트. "노예제 폐지론자, 아일랜드 이민자, 그리고 낭만적 민족주의의 딜레마" 『미국 역사 리뷰』 1975 80(4): 889–912. ISSN 0002-8762
- 페리, 루이스와 마이클 펠만, 편집. 『재고된 노예제 반대: 노예제 폐지론자들에 대한 새로운 관점』. 루이지애나 주립 대학교 출판부, 1979. ISBN 0-8071-0889-8.
- 피터슨, 메릴 D. 『존 브라운: 재조명된 전설』. 버지니아 대학교 출판부, 2002. ISBN 0-8139-2132-5.
- 피어슨, 마이클 D. 『자유로운 마음과 자유로운 집: 젠더와 미국 노예제 반대 정치』. 노스캐롤라이나 대학교 출판부, 2003. ISBN 0-8078-2782-7.
- 벤저민 쿼를스. "노예제 폐지론자 수입원", 『미시시피 밸리 역사 리뷰』 (1945) 32#1 63–76쪽 JSTOR 보관됨 2016-12-21 - 웨이백 머신
- 쿼를스, 벤저민. 『흑인 노예제 폐지론자들』. 옥스퍼드 대학교 출판부, 1969.
- 셰이퍼, 주디스 켈러허. 『자유로워지고, 자유로운 채로 남기: 뉴올리언스에서의 노예 해방과 노예화, 1846–1862』. 루이지애나 주립 대학교 출판부, 2003. ISBN 0-8071-2862-7.
- 살레르노, 베스 A. 『자매 단체들: 남북 전쟁 이전 미국 여성 노예제 반대 조직』. 노던 일리노이 대학교 출판부, 2005. ISBN 0-87580-338-5.
- 스파이처, 애나 M. 『노예제 반대 여성의 종교 세계: 다섯 명의 노예제 폐지론자 강사들의 삶 속 영성』. 시러큐스 대학교 출판부, 2000. ISBN 0-8156-2850-1.
- 존 스토퍼 (교수). 『남자들의 검은 심장: 급진 노예제 폐지론자와 인종의 변혁』. 하버드 대학교 출판부, 2002. ISBN 0-674-00645-3.
- 보렌버그, 마이클. 『최종 자유: 남북 전쟁, 노예제 폐지, 그리고 제13차 수정헌법』. 케임브리지 대학교 출판부, 2001. ISBN 0-521-65267-7.
- 윌슨, 토머스 D. 『오글소프 계획: 서배너와 그 너머의 계몽주의 디자인』. 버지니아주 샬러츠빌: 버지니아 대학교 출판부, 2012. ISBN 978-0-8139-3290-3.
- 이, 셜리 J. 『흑인 여성 노예제 폐지론자: 행동주의 연구, 1828–1860』. 테네시 대학교 출판부, 1992. 온라인
- 질버스밋, 아서. 『최초의 해방: 북부의 노예제 폐지』. 시카고 대학교 출판부, 1967. ISBN 0-226-98332-3.